# Río Loira
El río Loira (en francés: Loire, en bretón: Liger, en occitano: Léger o Leir) es un largo río europeo de la vertiente atlántica que discurre únicamente por Francia. Con una longitud de casi 1006 km es el más largo del país. Su cuenca tiene una superficie de 117 000 km² y drena más de una quinta parte del territorio francés. Tiene sus fuentes en varios manantiales del monte Gerbier de Jonc, en el Macizo Central, en el departamento de Ardeche y acaba desembocando en un amplio estuario en el océano Atlántico, en el departamento del Loira Atlántico, al oeste de la región occidental de Países del Loira y del Anjou.
Administrativamente, recorre cuatro regiones francesas —Auvernia-Ródano-Alpes, Borgoña-Franco Condado, Centro-Valle de Loira y Países del Loira— y doce departamentos —Ardèche, Alto Loira, Loira, Saona y Loira, Allier, Nièvre, Cher, Loiret, Loir y Cher, Indre y Loira, Maine y Loira y Loira Atlántico—, de los que seis llevan su nombre. Atraviesa algunas grandes ciudades —Orleans, Tours, Nantes y Saint-Nazaire—, otras de gran tradición histórico-artística —Nevers, Saumur, Amboise y Blois—, además de otras más pequeñas, como Saint-Just-Saint-Rambert, Feurs, Roanne, Digoin, Cosne, Gien, Châteauneuf-sur-Loire, Beaugency, Montlouis-sur-Loire, Saint-Pierre-des-Corps y Chalonnes-sur-Loire.
Hidrográficamente, su cuenca se divide en varias subcuencas sucesivas:
- «Alto Loira» o «Loira superior», hasta Bec d'Allier, en Cuffy, donde se encuentra la confluencia con el más importante de todos sus afluentes, el río Allier;
- «Medio Loira», desde Bec d'Allier a Bec de Vienne, en la comuna de Candes-Saint-Martin (Indre-et-Loire), en la confluencia con el río Vienne;
- «Bajo Loira» o «Loira inferior», desde Bec de Vienne al estuario. La parte del Bajo Loira que va desde Ingrandes a Nantes se llama «Valle de Bretaña» (Val de Bretagne).[5] y la que va desde Fresne-sur-Loire hasta la boca del estuario, «Loira bretón» (Loire bretonne).[6][7]

Hasta mediados del siglo XIX, el Loira fue la vía principal a través de la cual transitaban las mercancías del interior del país hasta el puerto de Nantes. La llegada del ferrocarril, que conectó París con Saint-Nazaire a través de Le Mans, cambió esa situación.
El valle es muy conocido porque en sus riberas se hallan numerosos castillos y palacios de los siglos xvi al xvii, conocidos en su conjunto como «Castillos del Loira». Desde el 30 de noviembre de 2000, un tramo del río fue nombrado Patrimonio de la humanidad por la Unesco, con el nombre de «El Valle del Loira entre Sully-sur-Loire y Chalonnes-sur-Loire». En 2002 se fundó Val De Loire para gestionar este legado natural.

## Etimología
El nombre de Loira (Loire) aparece escrito en los textos en forma de Liger que deriva probablemente del galo *liga, salido de un viejo *lega, que designa el florero o el limón. Este término galo pasó a otras lenguas romances bajo la forma del galo-romance *LIA (lenición de [g] intervocálica) y es el origen del vocablo «lie» (heces de vino).

## Historia

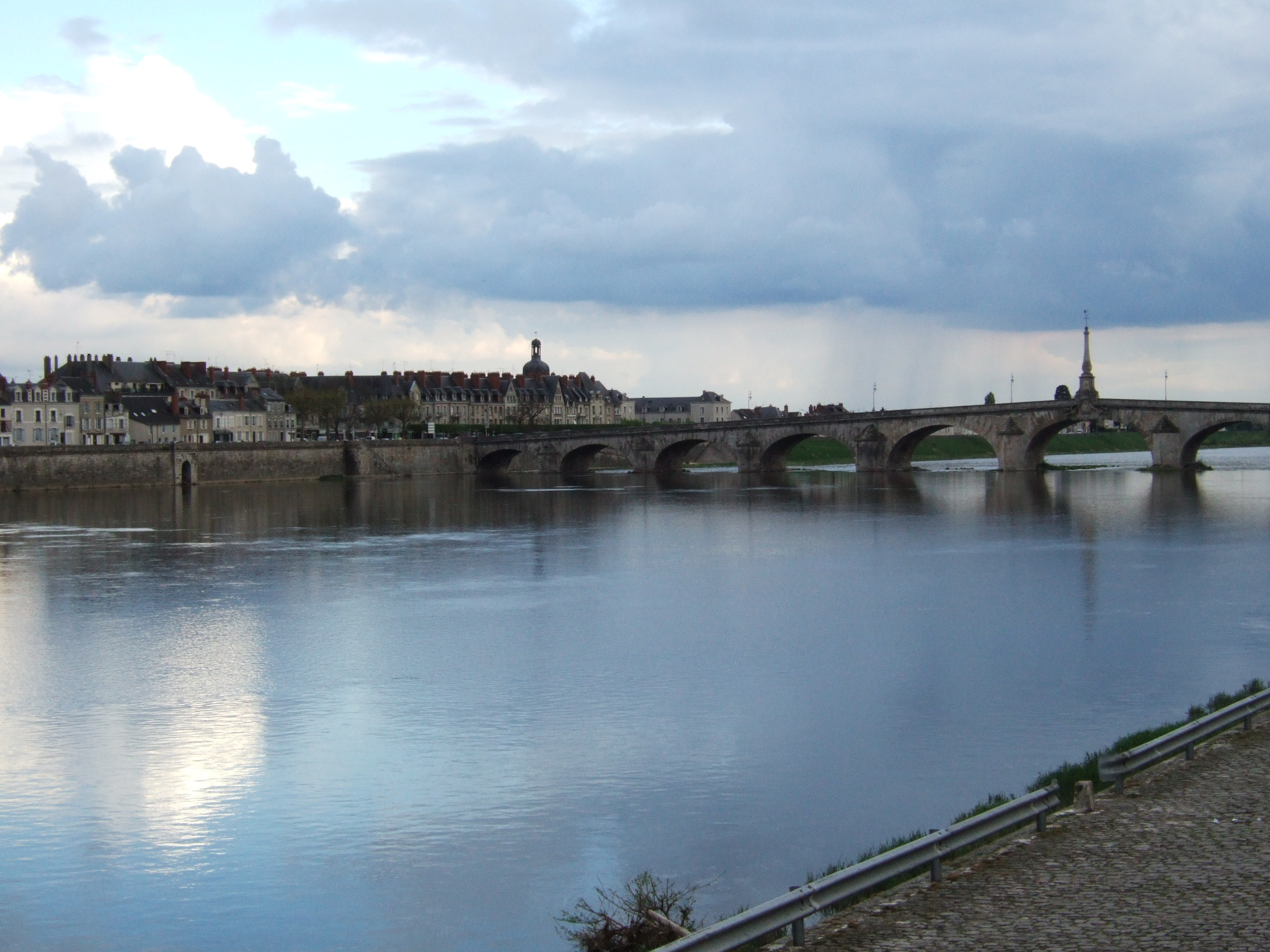
El río que fluye a través de Blois.

### Periodo de la prehistoria
Estudios paleogeográficos de la región sugieren que el paleo-Loira fluía hacia el norte y estaba unido al Sena, mientras que el Bajo Loira, que tenía su fuente aguas arriba  de Orleans en la región de Gien, fluía hacia el oeste a lo largo del presente curso. En un momento dado durante la larga historia de la elevación en la cuenca parisina, el Bajo Loira atlántico capturó el paleo-Loira o Loira séquanaise («Loira-Sena»"), produciendo el actual río. El antiguo cauce del Loira séquanaise fue ocupado por el actual río Loing.
El valle del Loira ha estado habitado desde el período Paleolítico Medio entre 40−90 000 años.: 11  Hombres de Neanderthal pudieron haber hecho embarcaciones de troncos de árboles y herramientas de piedra y navegado el río.[cita requerida] El hombre moderno habitó el valle del Loira desde hace unos 30 000 años.: 11  Entre 5000-4000 a. C. comenzaron la tala de bosques a lo largo de los orillas de los ríos y el cultivo de las tierras y cría de ganado.: 11  Construyeron megalitos para honrar a los muertos, especialmente alrededor de 3500 a. C.. Los galos llegaron al valle entre 1500-500 a. C. y los carnutos se establecieron en Cenabum, en lo que hoy es Orleans, y construyeron un puente sobre el río.: 11  Hacia el año 600 a. C. el Loira ya se había convertido en una ruta comercial muy importante entre los celtas y los griegos y se convertiría en una de las grandes carreteras de Francia desde hace más de 2000 años. Los fenicios y los antiguos griegos utilizaron caballos de carga para el transporte de mercancías desde Lyon hasta el Loira para llegar desde la cuenca del Mediterráneo a la costa atlántica.

### Roma antigua y los vikingos

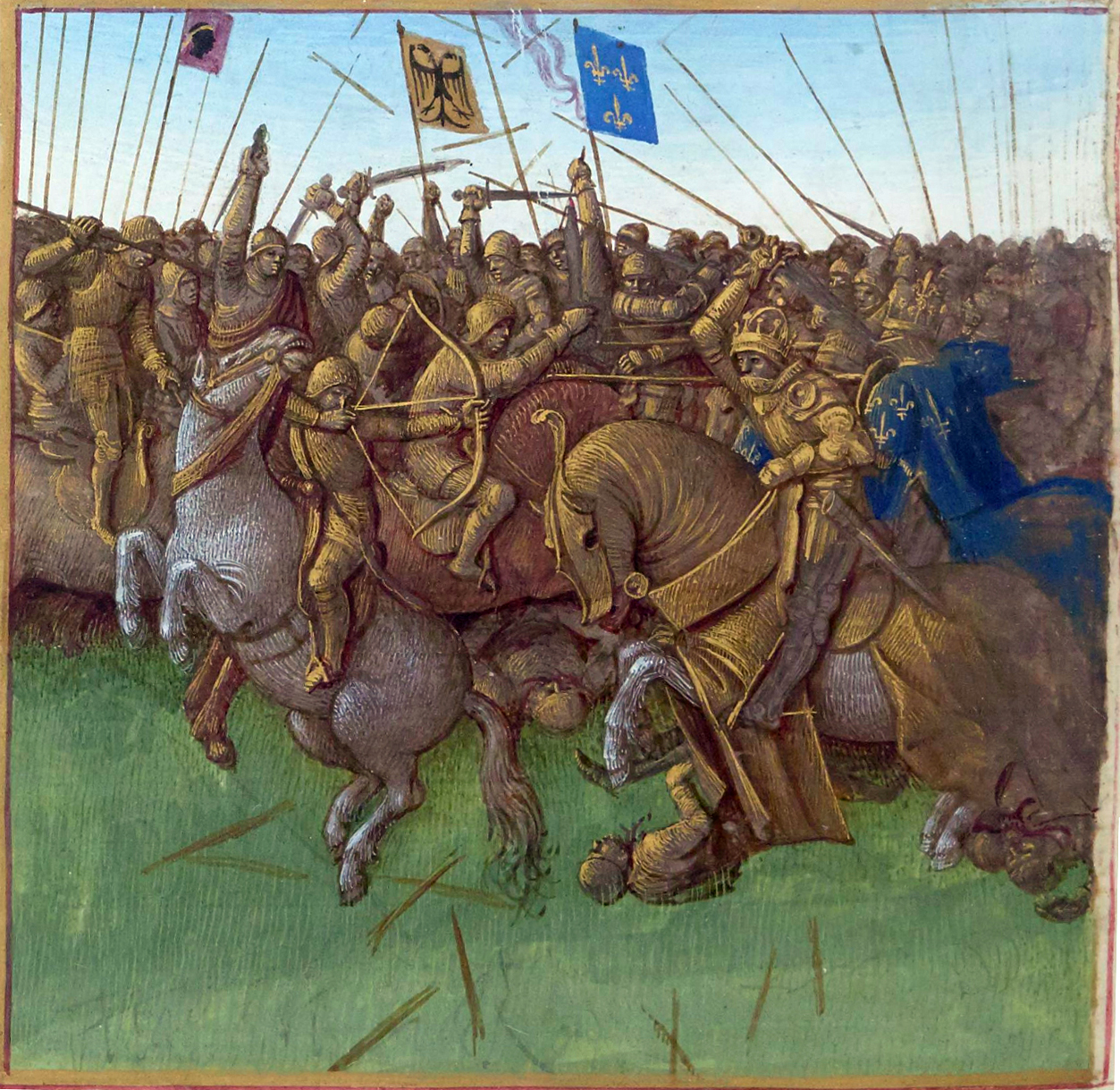
Los vikingos invadieron la región en 879.

Durante la época romana, estos sometieron con éxito a los galos en el 52 a. C. y comenzaron a desarrollar Cenabum, que ellos llamaron Aurelianis, y también comenzaron la construcción de la ciudad de Caesarodunum, ahora Tours, desde 1 d. C.: 11  Los romanos utilizaron el Loira hasta Roanne, a apenas 150 km de la fuente. Después de 16 d. C., el valle del río Loira se convirtió en parte de la provincia romana de Aquitania, con su capital en Avaricum.: 11  Desde el siglo III, el cristianismo se extendió a través de la cuenca del río y muchas figuras religiosas comenzaron a cultivar viñedos en sus riberas.: 11  En el siglo V, el Imperio romano declinó y los francos y los alamanes llegaron a la zona desde el este.
Después de esto hubo una beligerancia permanente entre los francos y los visigodos.: 12  En el siglo IX, los vikingos comenzaron la invasión de la costa oeste de Francia y utilizaron largos barcos para navegar por el Loira. En 853 arruinaron Tours y su famosa abadía, y después asolaron Angers, en 854 y 872.: 12  En 877 Carlos el Calvo murió, marcando el fin de la dinastía carolingia. Después de un considerable conflicto en la región, en 898 Foulques le Roux de Anjou ganó poder.: 14 

### Periodo medieval
Durante la
Guerra de los Cien Años, de 1337 a 1453, el río Loira marcaba la frontera entre los franceses y los ingleses. Una tercera parte de los habitantes murieron a causa de la peste negra de 1348–1349.: 14  Los ingleses derrotaron a los franceses en 1356 y Aquitania se convirtió en inglesa en 1360. En 1429, Juana de Arco persuadió a Charles VII para desterrar a los ingleses del país. Su éxito en el sitio de Orleans, sobre el Loira, fue el punto de inflexión de la guerra. En 1477, la primera imprenta de Francia fue establecida en Angers, y ese momento se construyó el castillo de Langeais.: 16  Durante el reinado de Francisco I, de 1515 a 1547, el Renacimiento italiano había tenido un profundo impacto en la región, y se convirtió en profundamente arraigado en la arquitectura y la cultura de la región, sobre todo entre la élite y sus châteaus. En la década de 1530, las ideas de la Reforma llegaron al valle del Loira, y en 1560 los católicos ahogaron a varios cientos de protestantes en el río.: 16  Durante las guerras de religión, de 1562 a 1598, Orleans sirvió como un bastión importante de los hugonotes, pero en 1568 la catedral de Orleans fue volada por los protestantes. En 1572, la masacre de San Bartolomé vio a unos 3000 hugonotes asesinados en París, seguidos por el ahogamiento de cientos de ellos por los católicos en el río Loira.: 16 

### 1600

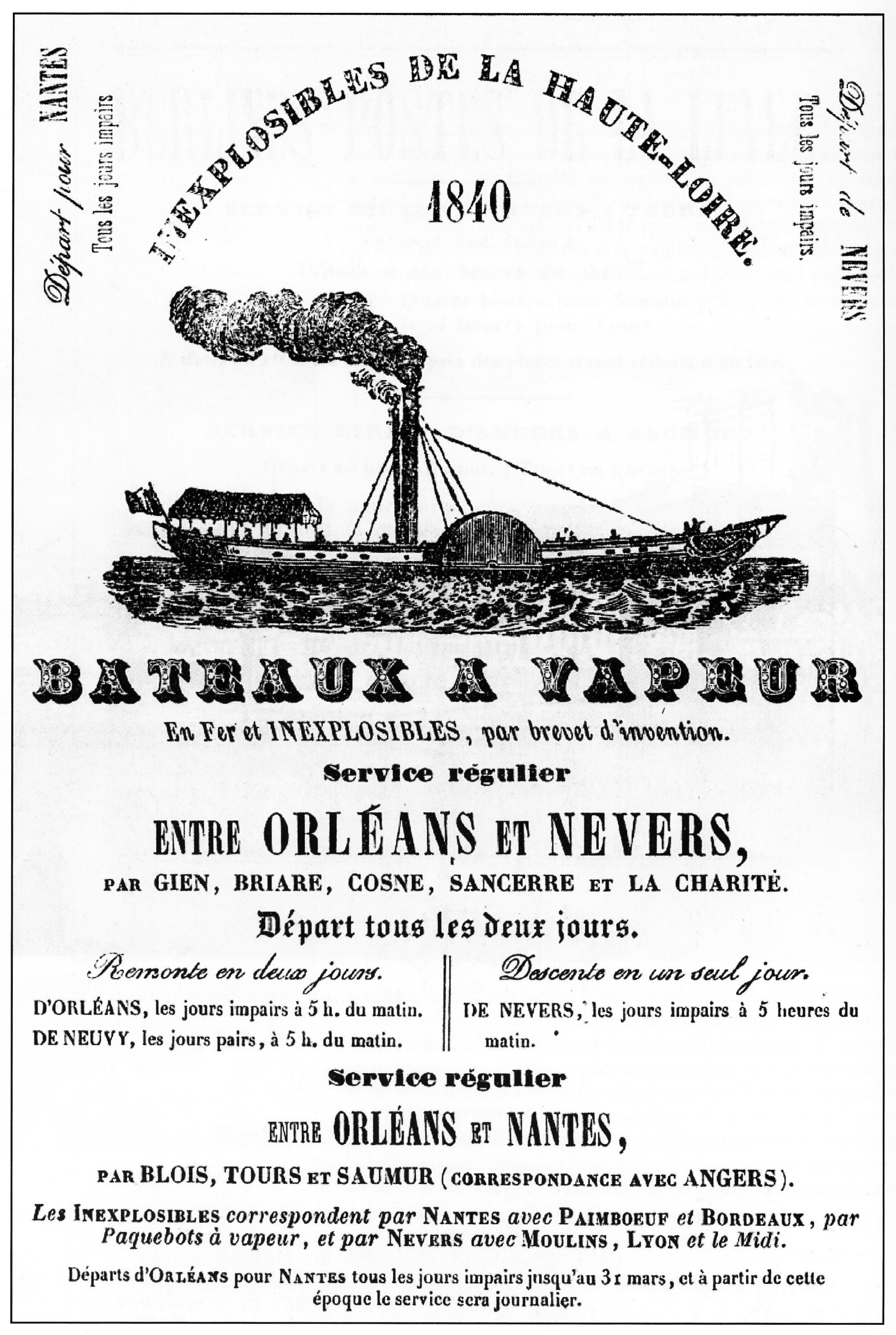
Un cartel de 1840 anunciando excursiones en el río.

Durante siglos se hicieron intentos para mantener un canal navegable abierto mediante el uso de diques de madera y del dragado. El tráfico fluvial aumentó gradualmente, siendo utilizado un sistema de peaje ya en la época medieval. Hoy en día algunos de estos puentes de peaje siguen en pie, datados hace más de 800 años. Durante el siglo XVII, Jean-Baptiste Colbert instituyó muros de contención de piedra y muelles desde Roanne a Nantes, lo que ayudó a que el río fuese más fiable, pero la navegación se detuvo con frecuencia por inundaciones y sequías. En 1707, se dijo que las inundaciones habrían ahogado unas 50.000 personas, subiendo el agua más de 3 m en dos horas en Orleans. Un viaje de pasajeros típico desde Orleans a Nantes tomaba ocho días, y catorce días si el viaje se hacía río arriba contra la corriente.
Los barcos de pasajeros a vapor aparecieron poco después del comienzo del siglo XIX, surcando el río entre Nantes y Orleans; en 1843, unos 70 000 pasajeros eran transportados anualmente en el Bajo Loira y 37 000 en el Alto Loira. Sin embargo, con la introducción del ferrocarril en la década de 1840, el comercio en el río se redujo de manera constante y las propuestas para construir un río totalmente navegable hasta Briare quedaron en nada. La apertura del canal lateral al Loira en 1838 permitió que la navegación entre Digoin y Briare continuase, pero el paso a nivel del río en Briare siguió siendo un problema hasta la construcción del acueducto de Briare en 1896, que con sus 662,69 m fue la estructura más larga del mundo durante bastante tiempo.
El canal de Roanne a Digoin también fue inaugurado en 1838 y estuvo a punto de cerrar en 1971, pero todavía proporciona una navegación más arriba en el valle del Loira hasta Digoin. Sin embargo, los 261 km del canal de Berry —un estrecho canal con esclusas de solo 2,7 m de ancho, que fue inaugurado en la década de 1820 y que conectaba el canal lateral al Loira en Marseilles-lès-Aubigny con el río Cher en Noyers y de vuelta al Loira cerca de Tours—, fue cerrado en 1955. Hoy el río es solo oficialmente navegable hasta Bouchemaine, donde el río Maine se le une cerca de Angers, junto con un corto tramo mucho más arriba en Decize, donde un paso a nivel del río cruza desde el canal lateral al Loira para conectar con el canal du Nivernais.
Cronología
La monarquía de Francia gobernó en el valle del Loira durante varios siglos, y como resultado la región obtuvo el título de «El Valle de los Reyes». A partir de los galos, seguidos por los romanos, luego la dinastía de los francos que fueron sucedidos por los reyes de Francia, que gobernaron desde finales del siglo XIV hasta la Revolución Francesa, todos los gobernantes fueron responsables del desarrollo del valle. La cronología de los gobernantes se presenta en la siguiente tabla.
| Gobernante                          | Periodo de reinado | Destacable |
| ----------------------------------- | ------------------ | --- |
| Pueblos galos                       | 1500-500 a. C.     | Edad de Hierro. Asentamientos en Cenabum (Orleans) y Arabou. Comercio a lo largo del río Loira. |
| Romanos                             | 52 a. C.-siglo V   | Difusión del cristianismo entre las comunidades que vivían a lo largo de las orillas del río Loira y el florecimiento de la Orden benedictina. |
| Dinastía franca y señores feudales  | Siglos V–X         | Luchas de poder entre los estados feudales. Carlos Martel derrotó a los moros en Poitiers impidiendo las incursiones musulmanas. Atila, líder de los hunos fue detenido al entrar en la ciudad de Orleans. |
| Jean II                             | 1350–1364          | Fue derrotado por Inglaterra. Territorio cedido a la Corona Inglesa |
| Charles VI                          | 1380–1422          | Gobernante durante el pico de la Guerra de los Cien Años, fue conocido como el rey loco o 'le fou'. Casó a su hija con Enrique V, el rey de Inglaterra, que también fue declarado heredero al trono de Francia. |
| Charles VII                         | 1422–1461          | Fue ayudado por la famosa Juana de Arco para ascender al trono de Francia y gobernó desde Chinon. También tenía una amante reconocida oficialmente llamada Agnès Sorel. |
| Louis XI                            | 1461–1483          | Un gobernante autoritario, reinó desde Amboise, y tuvo dos reinas. |
| Charles VIII                        | 1483–1498          | Tuvo matrimonios extraños, entre ellos con Anne, una novia de cuatro años de edad, quien se casó con el heredero de Carlos VIII después de su muerte. |
| Louis XII                           | 1498–1515          | Casado con la viuda Ana de Bretaña después de divorciarse de Jeanne de Valois. Anne gobernó desde Blois hasta su muerte en 1514. Luis murió en 1515. |
| François I                          | 1515–1547          | Segundo primo de Luis XII. Actividad centrada en Amboise. Logros literarios y arquitectónicos. Influencia de la arquitectura del Renacimiento y de las ideas científicas. Las ideas seculares prevalecieron sobre ethos religioso. Leonardo da Vinci fue patrocinado para que se estableciera en Amboise en 1516. Capturado en la guerra de 1525 con los italianos. |
| Era reformista, guerras de religión | 1530–1572          | Luchas intestinas y asesinatos entre los católicos, protestantes y la Monarquía católica. |
| Henri III                           | 1574–1589          | Huyó del Louvre. Se refugió en Tours y finalmente asesinado por un monje. |
| Henri IV                            | 1553–1610          | Primer rey de la dinastía Borbón, adoptado la fe católica, decretó el Edicto de Nantes. Saumur se estableció como un centro académico prominente. |
| Louis XIII                          | 1610-              | La importancia del Valle del Loira declina. |
| Revolución francesa                 | de 1789 a hoy      | Decadencia de la monarquía o gobierno de los reyes. Muchos castillos del valle del Loira fueron destruidos y otros muchos fueron convertidos en prisiones y escuelas. El reinado del Terror entre 1793 y 1794 vio la muerte de los contrarrevolucionarios con el hundimiento de los barcos que los transportaban a la fuerza en el río Loira.                       |

## Descripción del curso
Algunas constataciones generales merecen ser destacada en relación con todo el Loira. El perfil general de su lecho, en toda su longitud, es el de una escalera, con rellanos casi horizontales que se suceden, conectados entre sí, mediante bruscos desniveles. Por ello el curso está hecho de mouilles [mojados], entornos suficientemente profundos para estar siempre sumergidos, y de seuils [umbrales] poco profundos, casi a punto de quedar descubiertos en época de aguas bajas, donde la corriente es rápida y los bancos de arena o guijarros son numerosos. Los seuils son atravesados por los jards, canales más o menos profundos según las estaciones. Estos canales rara vez están en el mismo lugar de un año a otro: en época de crecidas (generalmente en febrero y en octubre, en varios períodos de unos pocos días cada uno) el Loira ocupa, sino la totalidad de su cauce mayor, al menos una gran parte de él, remodelándolo en profundidad. El fondo del río está así marcado por una inestabilidad crónica.
El río, cargado de aluviones en su parte natal montañosa, los deposita luego a lo largo de su curso, en cuanto la pendiente se hace más suave. Acumulados, esos aluviones aterrazan su curso, expulsando al Loira de su propio cauce y elevándolo, y causando infiltraciones en las capas de terrenos permeables. Se ve entonces que sus afluentes, menos impetuosos, llegan a la confluencia en un nivel más bajo que el Loira; y deben entonces seguir en paralelo hasta alcanzar su altitud aguas abajo. Un ejemplo está en Touraine, el país del Véron entre el Loira y el Vienne; o incluso en el Loiret, que ahora se considera una resurgemcia y que se sume en áreas pantanosas antes de la confluencia. Es también la causa de los muchos étangs (lagunas), carrizales, marismas, boires (antiguos brazos del Loira), lagunas y otros humedales que bordean el Loira en un área de gran extensión a ambos lados de su curso. Por último, esta configuración es la responsable de algunos colapsos en el cauce mismo (arenas movedizas, causa de muchos ahogamientos) o a nivel de sus orillas (bîmes). Este levantamiento y todas sus consecuencias, comienzan desde la salida del Macizo Central y persisten hasta que se encuentra el macizo armoricano.

### Las fuentes
El Loira tiene su fuente a 1408 m en el Vivarais, al este del Macizo Central, en la falda sur del monte Gerbier de Jonc, en la comuna de Ardèche de Sainte-Eulalie (Ardèche). En su origen no es más que un simple hilo de agua, y sería más exacto hablar de las fuentes del Loira, ya que el río, inicialmente, no es más que una multitud de pequeños arroyos que convergen gradualmente. La presencia de aguas subterráneas bajo el monte Gerbier ocasiona el nacimiento de múltiples fuentes, tres de las cuales, situadas a los pies del monte, se consideran las fuentes del río. Los tres arroyos se unen pronto para formar el Loira, que desciende enseguida al valle situado al sur del monte atravesando el pueblo de Sainte-Eulalie. Son:
- la «fuente geográfica», que vierte en un abrevadero en piedra del establo de una antigua granja («la ferme de la Loire») en el tejado de pizarras que ha reemplazado a un techo de paja;
- la «fuente auténtica», la fuente del Loira, simbolizada por un monumento erigido en 1938 por el Touring club de France;
- la «fuente verdadera» que corresponde a la fuente oficial indicada en el plano catastral n.º 87; fluye en un entorno natural y sale de la tierra en un prado, bajo una pizarra con la inscripción «ici commence ma course vers l'Océan...» [Aquí comienza mi viaje hacia el océano...].

Las fuentes del Loira
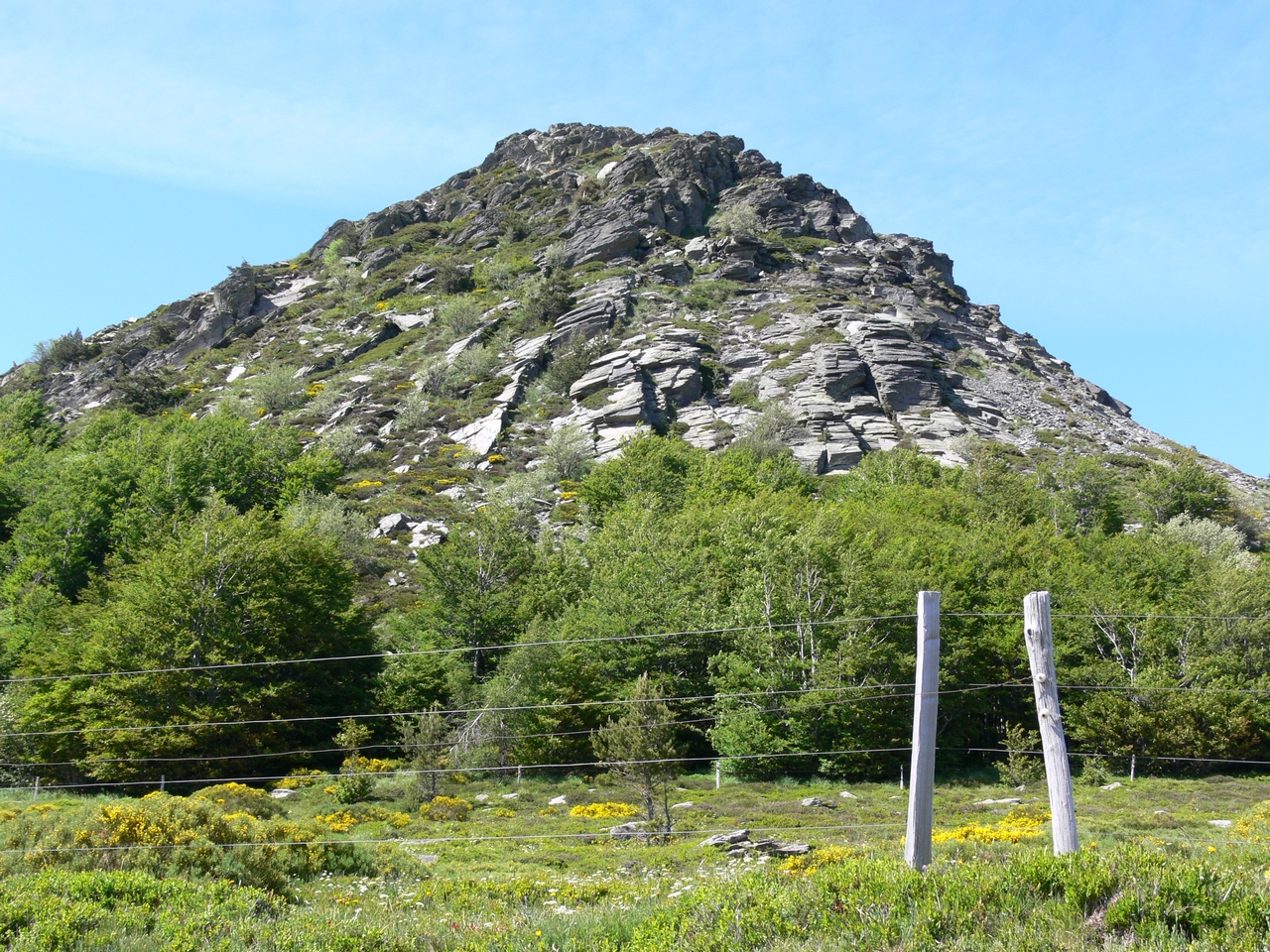
El monte Gerbier de Jonc, al pie del cual nace el Loira.
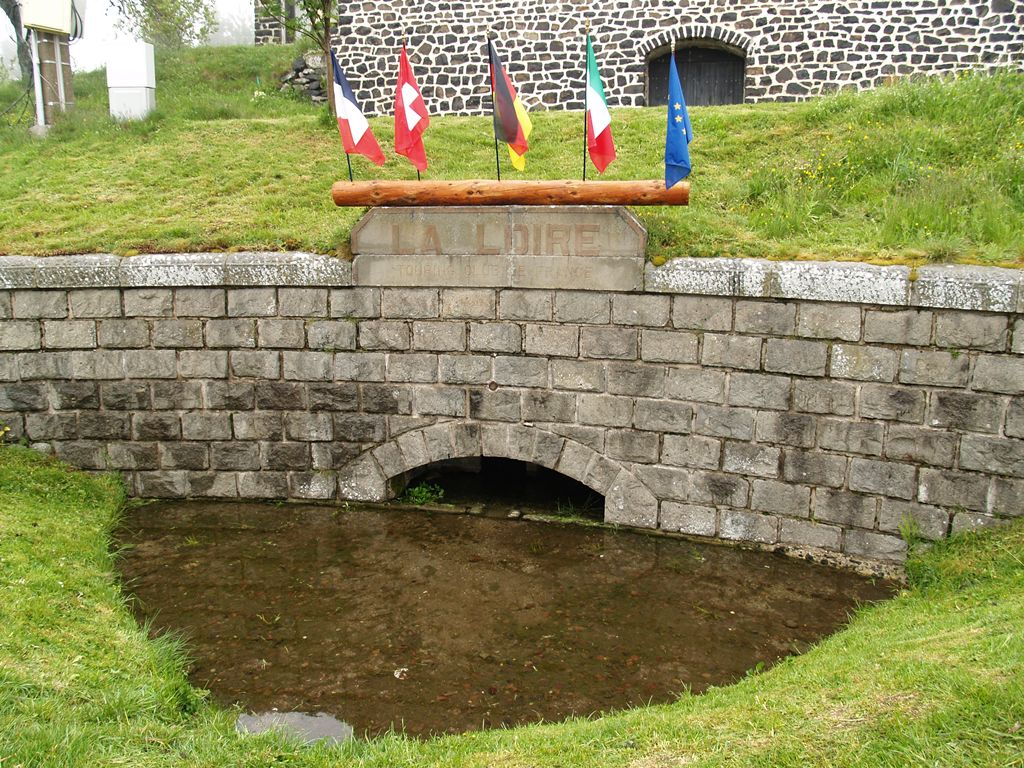
La «fuente auténtica».
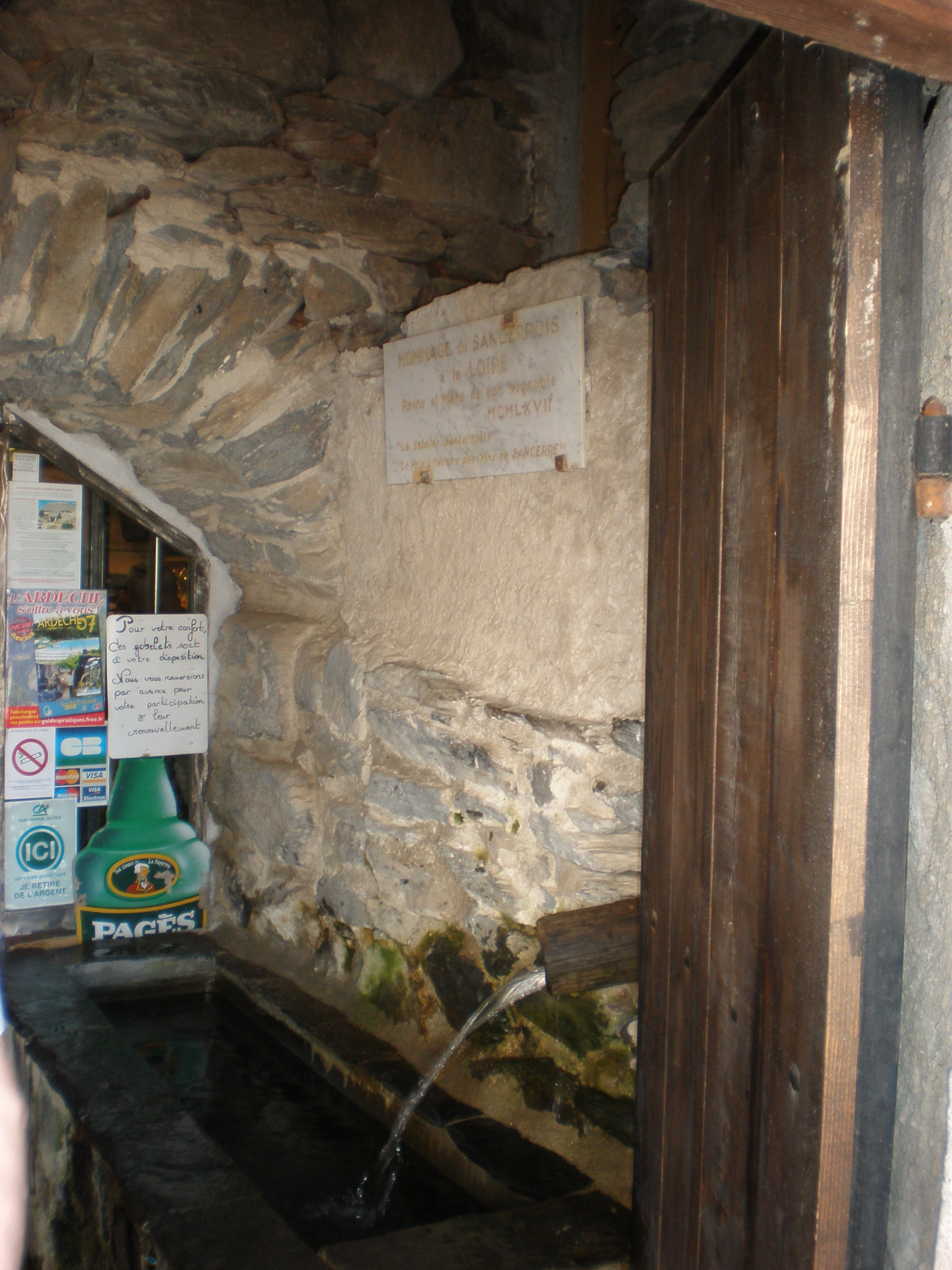
La «fuente geográfica».
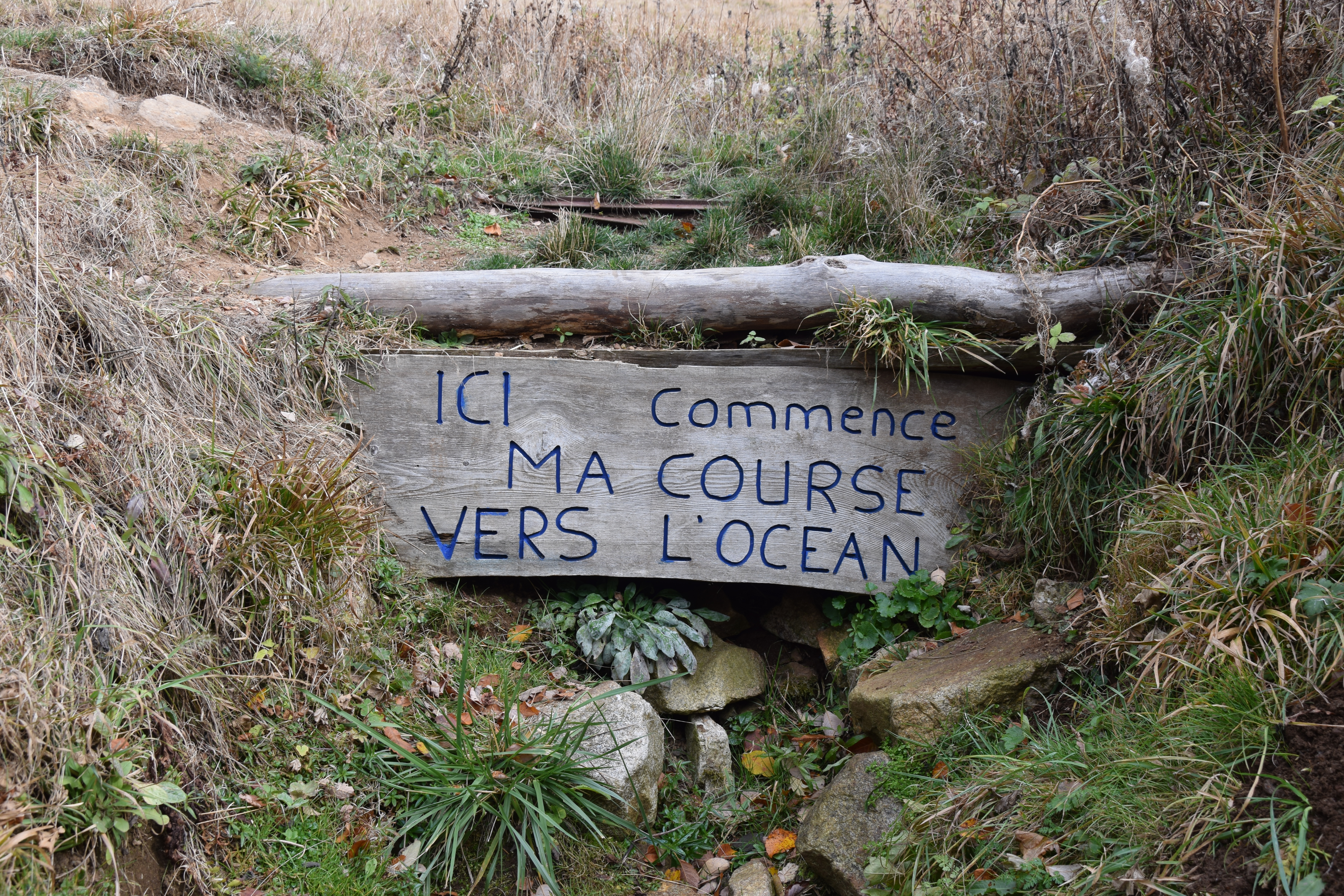
La «fuente verdadera».

### El Loira superior
El Loira es todavía un arroyo de montaña de caudal rápido cuando se encuentra con su primer afluente, el Aigue Nègre, que le aborda por la izquierda después de solo 2,5 km y que podría considerarse la fuente verdadera, ya que en la confluencia ya ha recorrido 4 km. En sus primeros 10 km, el río naciente fluye en dirección sur, acompañado en el valle por la carretera departamental D-116. Pronto llega a Sainte-Eulalie (232 hab. en 2008). Llegado a Rieutord, en la comuna de Usclades-et-Rieutord (126 hab. en 2010), el río alcanza su punto más al sur, a apenas unos 130 km del Mediterráneo, cuando vira hacia el oeste dispuesto a emprender un curso de casi 1000 km antes de llegar al Atlántico. Alcanza pronto la cola de un pequeño embalse de montaña, el del lago de La Palisse y el aún pequeño Loira se vuelve hacia el noroeste, bordeando por el sur el pequeño lago de Issarlès, situado a unos 1000 m de altitud. Al pasar al poco por el pueblecillo de Issarlès (166 hab.) el río abandona el departamento de Ardèche y se adentra en el departamento de Alto Loira, ya en la región de Auvernia.

### En Auvernia
Pasa luego el Loira cerca de Lafarre (66 hab. en 2009) y Salettes (151 hab.), pequeñas localidades situadas en las laderas del valle, más altas que el río. Llega después a Arlempdes (133 hab. en 2008), considerado uno de Les Plus Beaux Villages de France y donde está el primero de los castillos construidos sobre el río y que en la parte baja de sus curso le darán tanta fama. El Loira se encamina a continuación en dirección general norte para remontar por la parte oriental el Macizo Central, serpentando a lo largo de gargantas y desfiladeros. En esta primera zona de gargantas el Loira pasa por Goudet (63 hab.) —donde está el castillo de Beaufort, su segundo castillo— y luego cerca de Chadron (255 hab.), donde recibe al corto río Gazeille (27 km). Continúa su avanzar norteño, pasando próximo a Cussac-sur-Loire, donde vira momentáneamente al este describiendo un cerrado meandro para alcanzar Coubon (3054 hab.), el primer pueblo de importancia en su curso. Sigue después al norte, llegando a Brives-Charensac (4188 hab.), donde el viejo puente romano de la Chartreuse aún lo cruza, y recibir, por la izquierda, al río Borne (48 km), justo a los pies de Chadrac (2666 hab.). Prosigue su discurrir por un estrecho valle, pasando por Lavoûte-sur-Loire (725 hab.) —donde se levanta el castillo de Lavoûte-Polignac— y Vorey (1434 hab.), donde recibe al río Arzon (44 km).

El Loira en Auvernia (I)
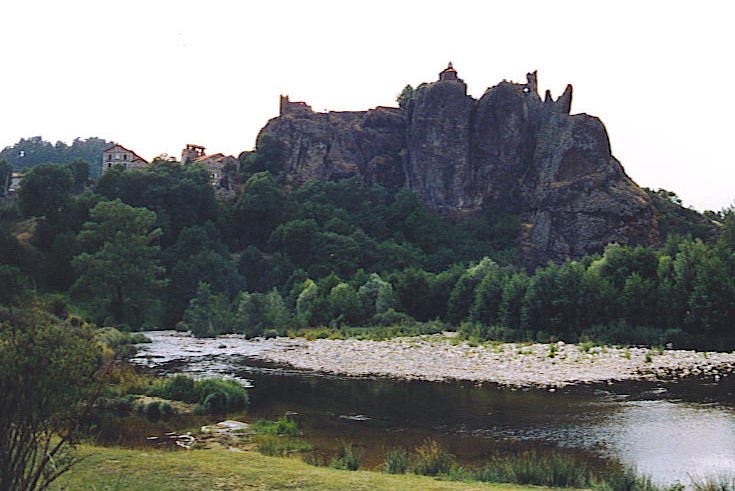
El pueblo de Arlempdes, sobre unos peñascos, asomándose al río.
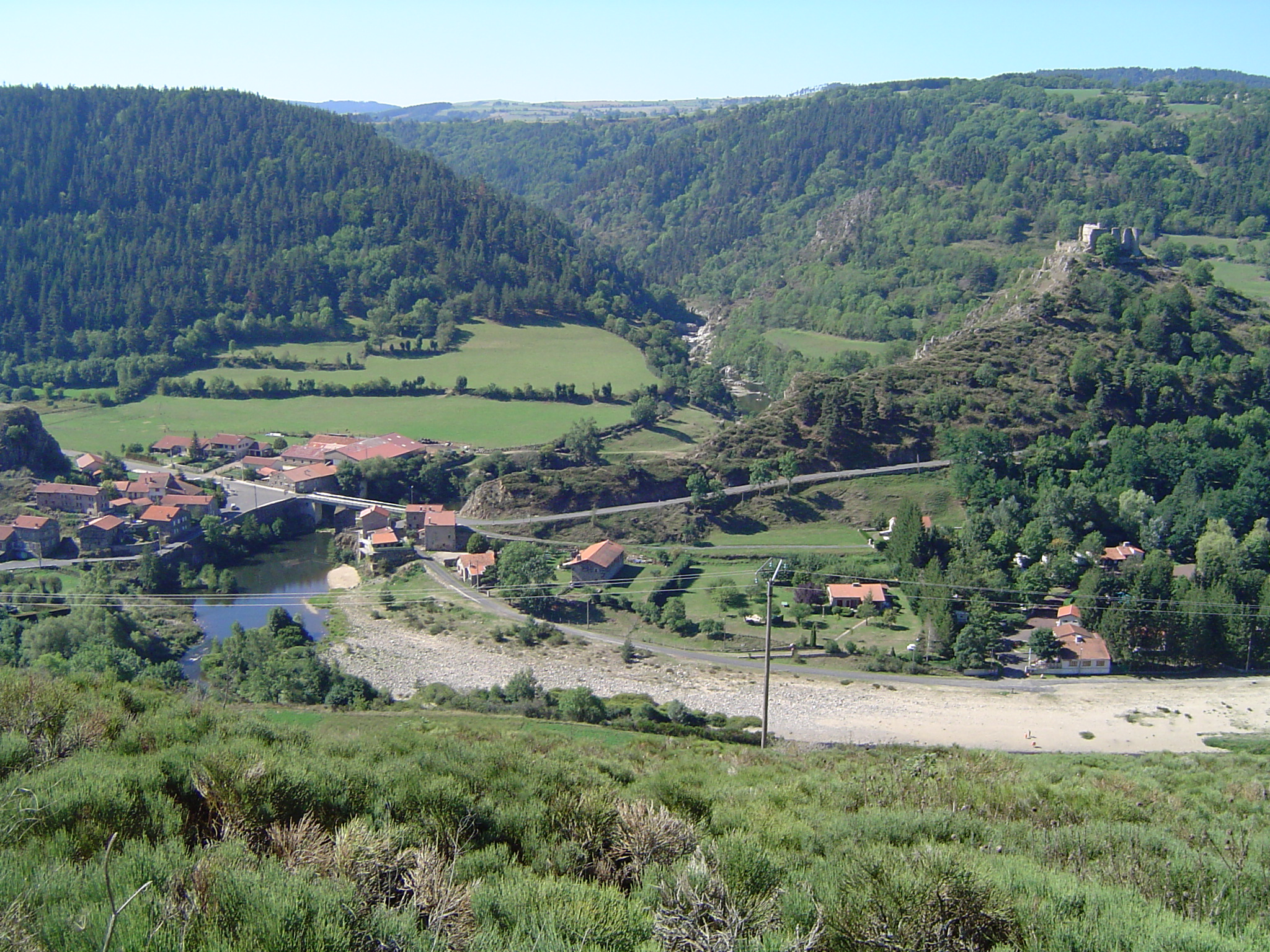
Goudet y el château de Beaufort.
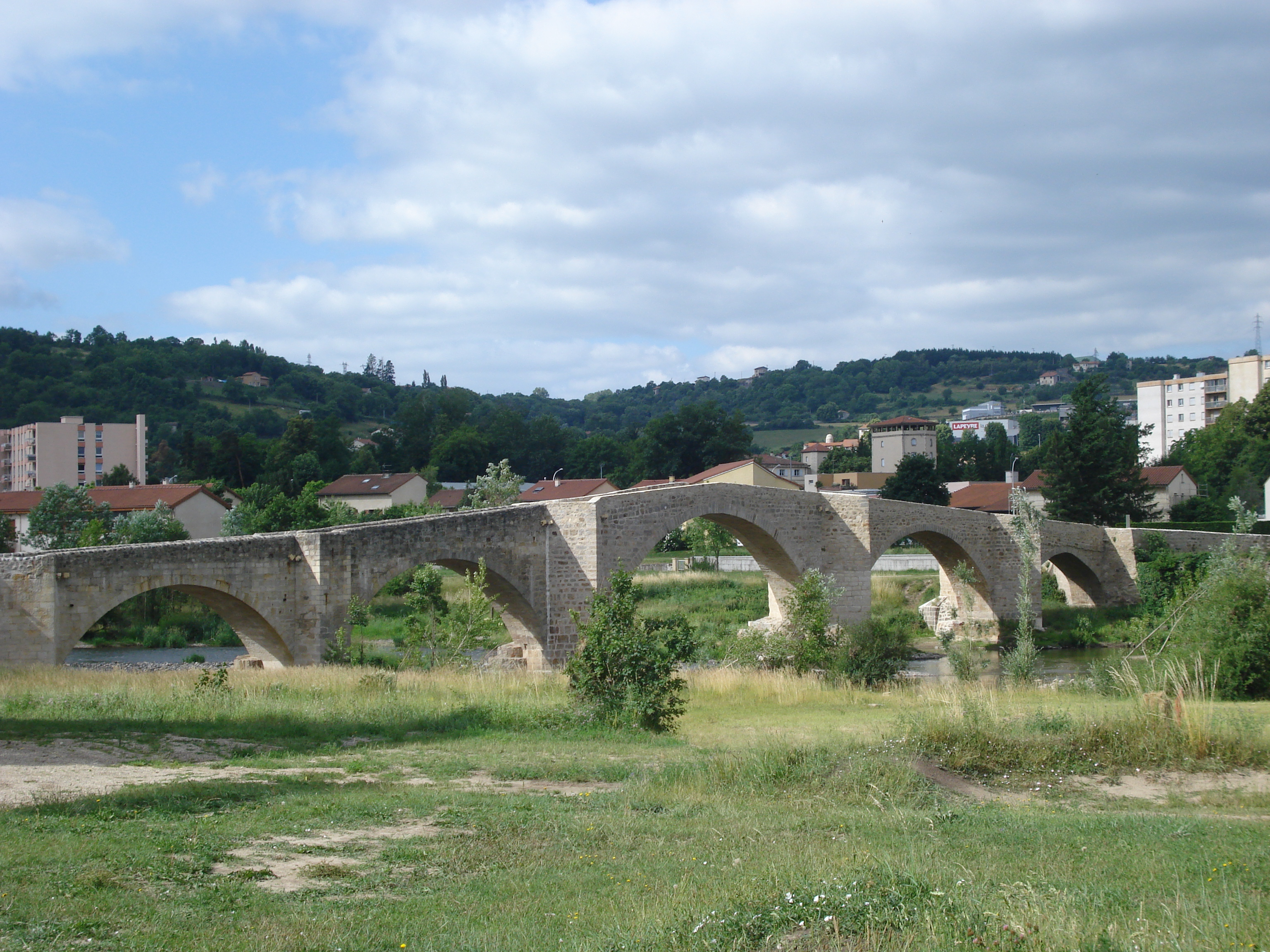
Puente romano de la Chartreuse, en Brives-Charensac.
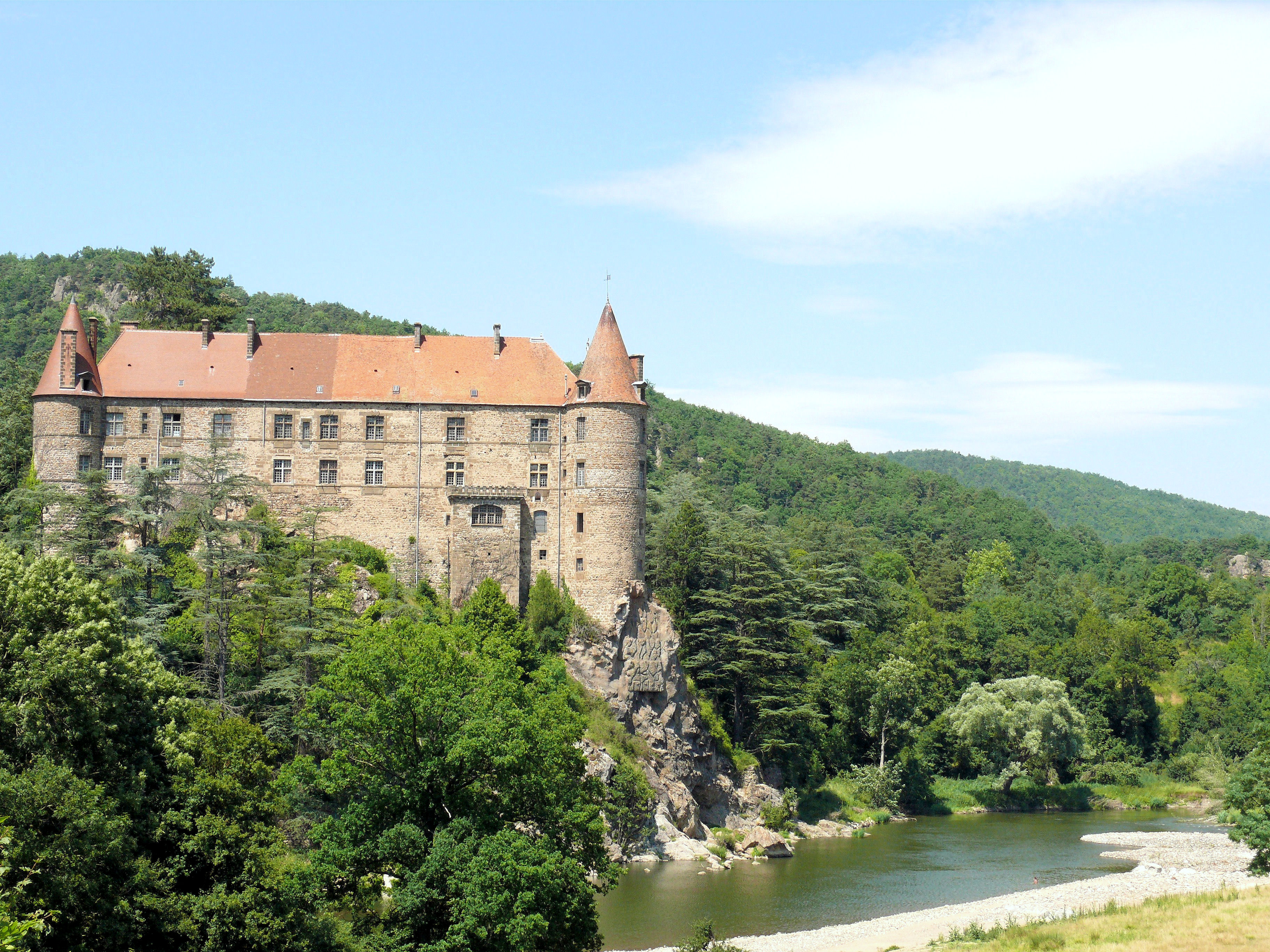
El castillo de Lavoûte-Polignac.
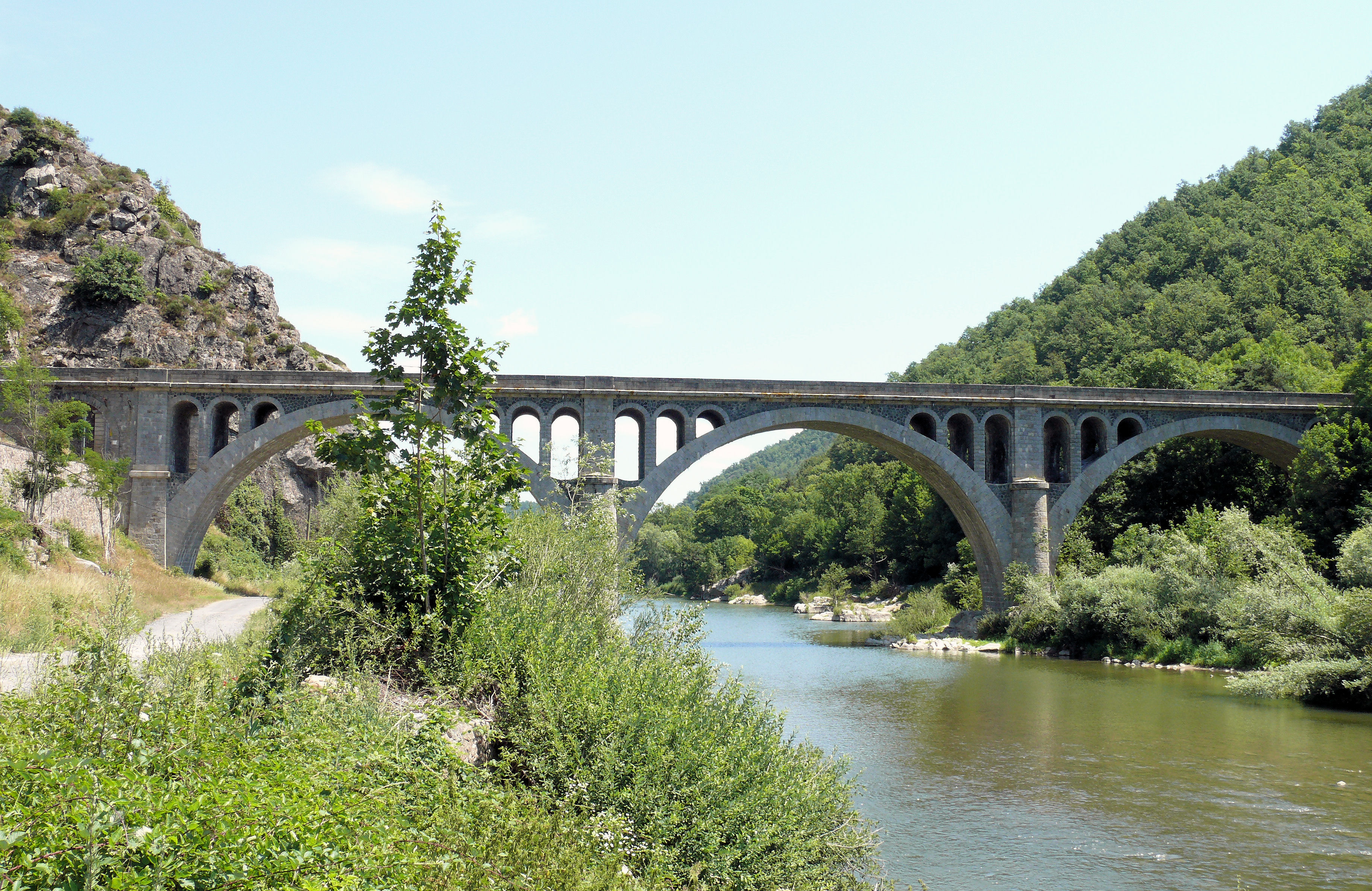
El puente de Vorey (1897).

Se vuelve brevemente luego el Loira en un corto tramo hacia el este, pasando por Chamalières-sur-Loire (451 hab.) y Retournac (2639 hab.), donde comenzaba a ser navegable, aunque hoy en día la presa de Grangent, construida en la década de 1950 a unos 2 km aguas arriba de Saint-Rambert, bloquea definitivamente toda navegabilidad de gran recorrido. (A 50 km aguas abajo de Retignac, cerca de Saint-Rambert, el caudal se vuelve suficiente para «porter bateau» ['llevar barco']. Sin embargo hasta Roanne la navegación es extremadamente peligrosa en algunos lugares.) El Loira reemprende dirección norte y recibe, por la margen derecha, en Pont de Lignon, al río Lignon du Velay (82 km), y poco después, por la otra mano, al río Ance (69 km). Todos los ríos que desembocan en el Loira en este tramo del Macizo Central se caracterizan por los excesos de la hidrografía del Velay: son cursos empinados y de caudales rápidos, con desniveles repentinos e importantes cascadas de agua.
Pasa después el Loira por Bas-en-Basset (4126 hab.) —donde están las ruinas del Château de Rochebaron—, una localidad distante apenas un par de kilómetros de Monistrol-sur-Loire (8717 hab.), la segunda ciudad en importancia del Velay y también de Alto Loira. Sigue el río por Aurec-sur-Loire (5614 hab.) y luego recibe, por la derecha, al río Semène, en la localidad homónima, abandonando el departamento de Alto Loira para entrar en el departamento de Loira, de nuevo en la región de Ródano-Alpes.

El Loira en Auvernia (II)
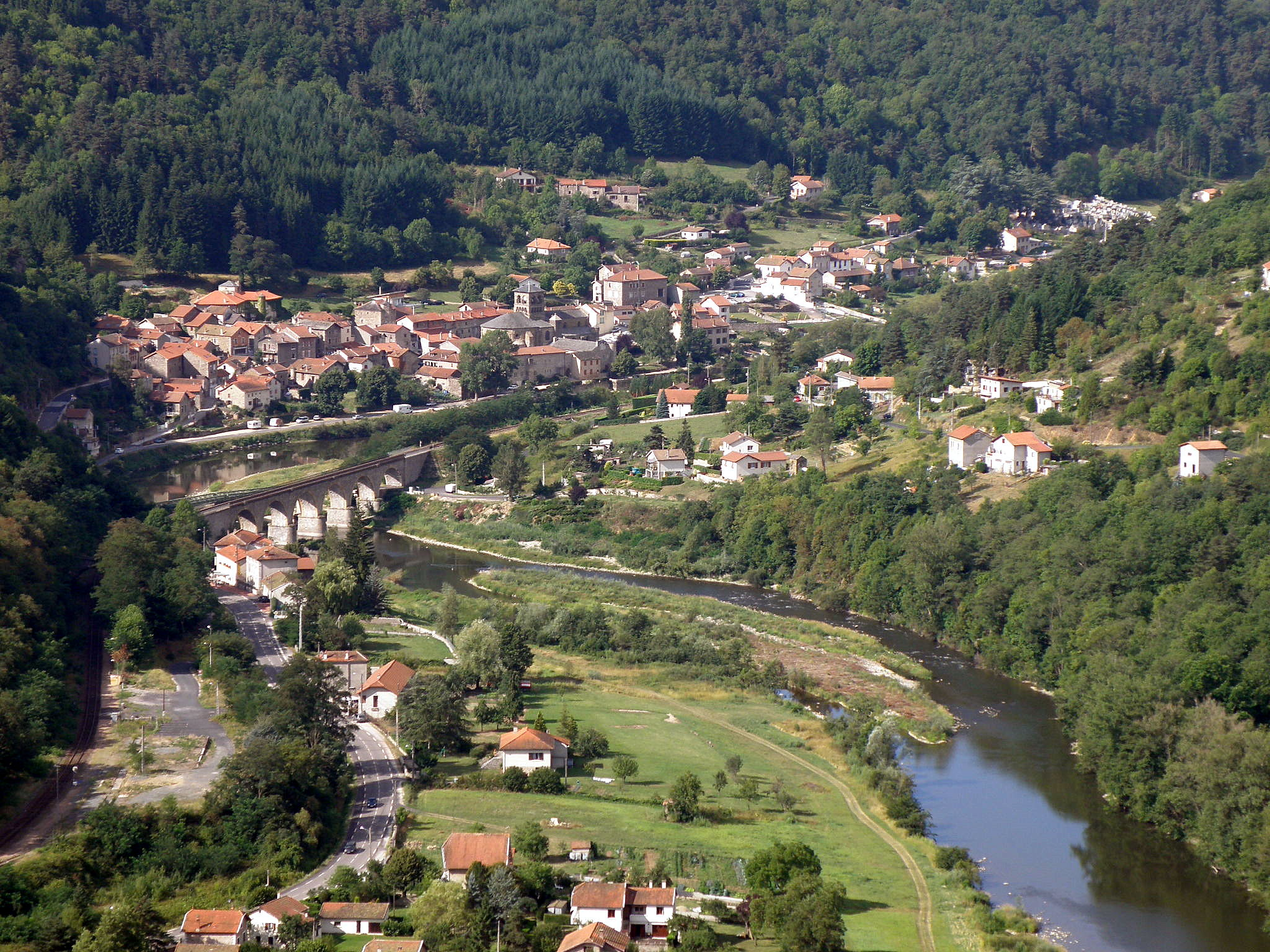
Vista de Chamalières-sur-Loire.
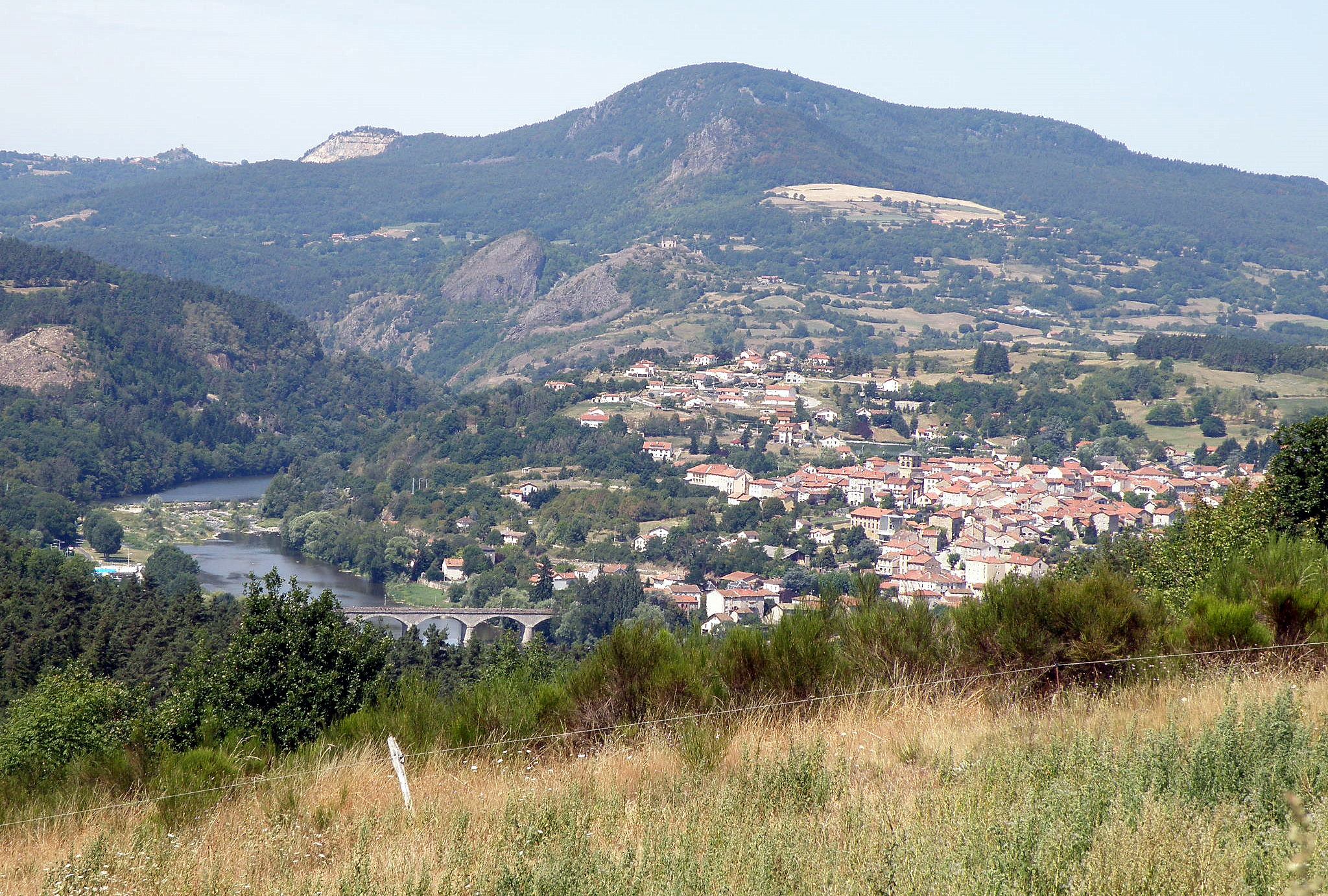
Vista de Retournac.
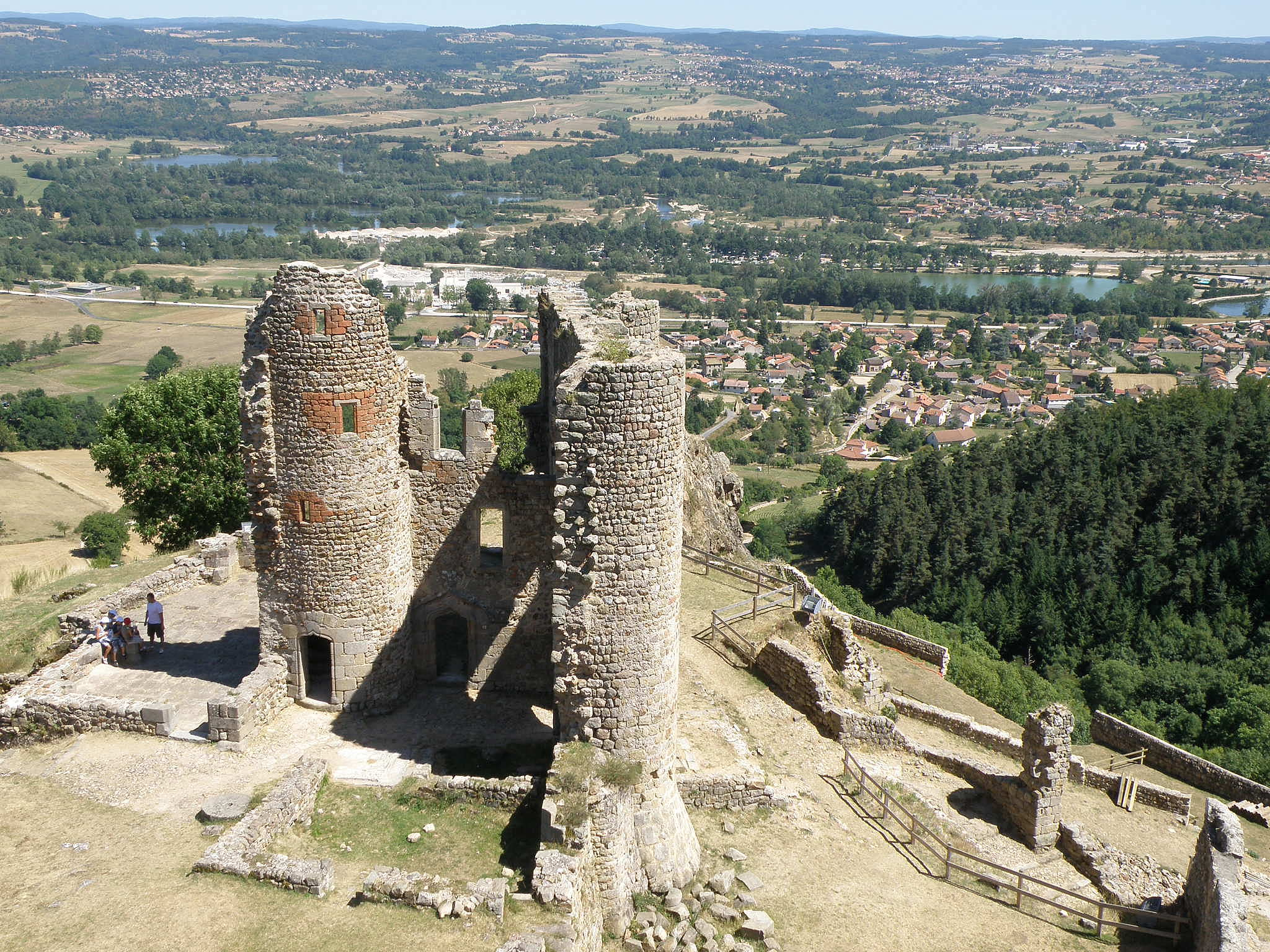
Ruinas del Château de Rochebaron.
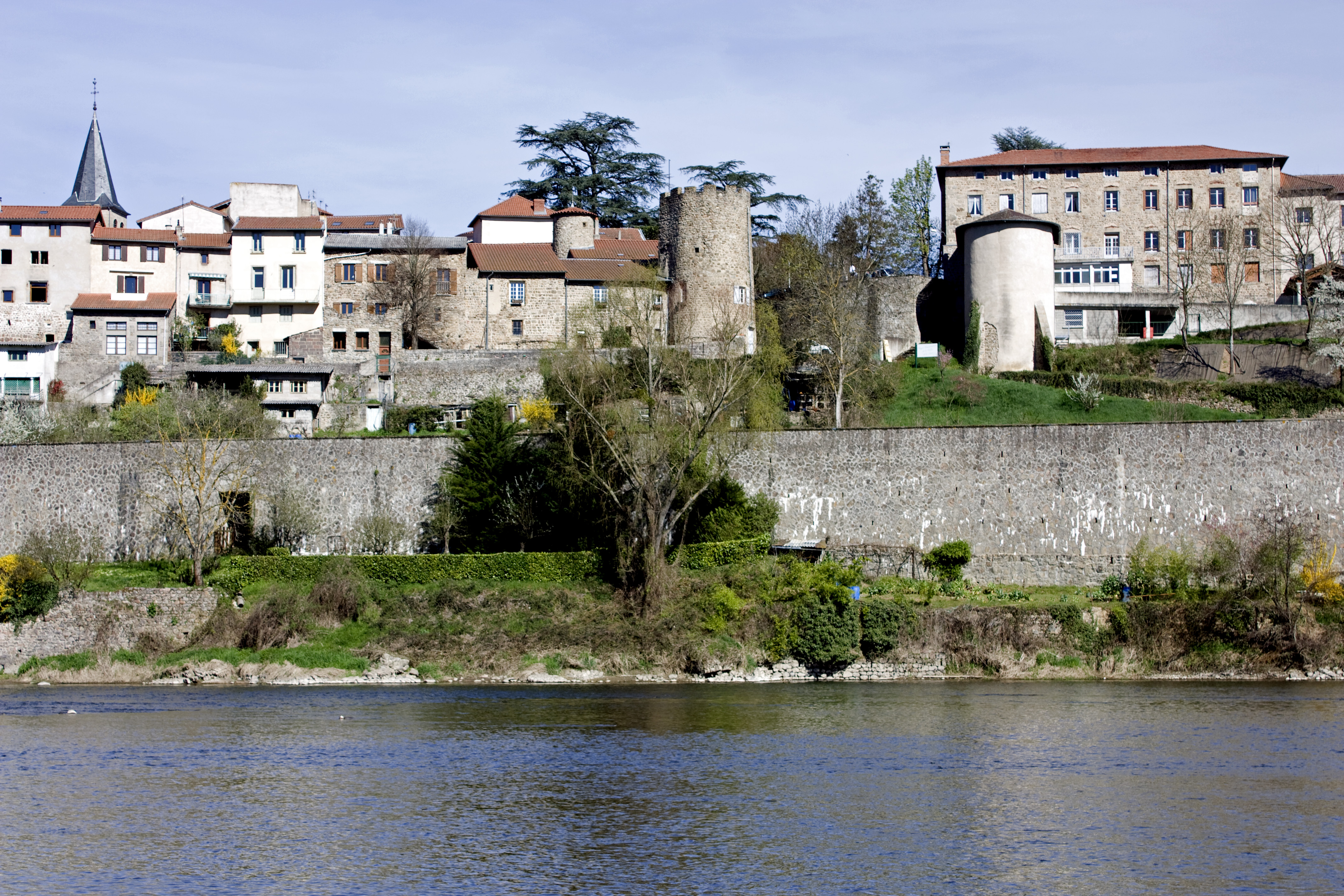
Las murallas de Aurec sur Loire.
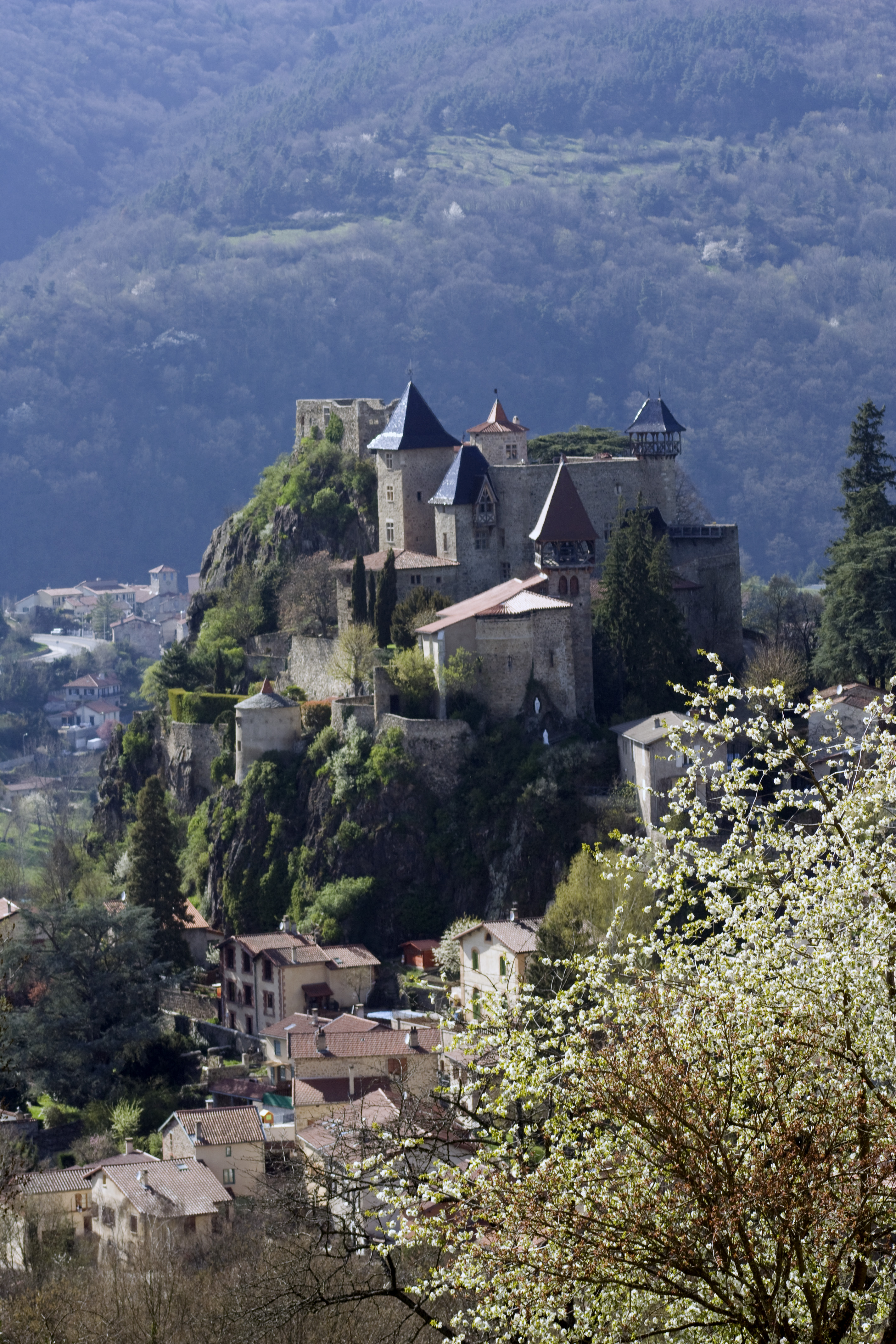
El castillo de Saint Paul en Cornillon (ya Ródano-Alpes).

### En Ródano-Alpes
El Loira alcanza enseguida Saint-Paul-en-Cornillon (1310 hab.) y luego recibe, por la misma mano derecha, en Unieux (8643 hab.), al río Ondaine (18,6 km), ya en la cola del embalse de la presa de Grangent, de algo menos de 20 km.
La presa de Grangent, de 54 m de altura y localizada a una altitud de 420 m, fue construida en 1955-1957 y tiene una superficie de solamente 3,65 km², dado lo estrecho del valle. Esta zona está protegida desde 1988 como parte de la Reserva natural regional Saint-Étienne - Gorges de la Loire, cuyo fin es limitar el crecimiento de las zonas urbanas hacia las gargantas del Loira. En estre tramo embalsado se encuentran tres castillos más: el de Essalois, el de Grangent y el de Saint Victor-sur-Loire.
Pasada la presa el Loira entra en la llanura del Forez, una amplia cuenca que es la primera de las fosas tectónicas rellenas de aluviones que entrecortan su recorrido en esta parte alta (luego pasará por la llanura del Puy y la de Roanne, más extensas, y por otras más pequeñas, como la de Emblavès (cuenca de Lavoûte-sur-Loire y Chalignac, también llamada Emblavez) y Feurs)
El Loira alcanza en esta llanura Saint-Just-Saint-Rambert (14 172 hab.) y luego, tras recibir por la mano derecha al río Furan (34 km), llega a la pequeña ciudad de Andrézieux-Bouthéon (9676 hab.), donde se encuentra el castillo de Bouthéon y el Aeropuerto de Saint-Étienne - Bouthéon. Sigue después por Saint-Cyprien (2337 hab.), Veauche (8507 hab.), Craintilleux (1134 hab. en 2008) y Montrond-les-Bains (4718 hab.), donde recibe, primero por la izquierda al río Mare (46,6 km) y luego por la derecha al río Coise (49,6 km) y donde está el castillo de Montrond. Sigue el río su discurrir en dirección norte, alcanzando pronto la ciudad de Feurs (7921 hab.), verdadero centro de la llanura del Forez. En toda está zona el río ha ido dejado a ambos lados regueros de pequeños étangs que son manifestación de lo cambiante de su curso. Continúa el Loira hacia el norte, y tras pasar cerca de Balbigny (2840 hab.) y recibir por la izquierda al río Aix (49,0 km), sale de la llanura y entra en otra zona de pequeñas montañas.
Llega de nuevo a la cola de otro embalse, esta vez el de Villerest, de algo más de 30 km de longitud y 7,70 km² de superficie, que ha sumergido las gargantas del Loira. En las laderas de este embalse se conservan pequeñas localidades, como Saint-Jean-Saint-Maurice-sur-Loire (1124 hab.), Commelle-Vernay (2809 hab.) y Villerest (4427 hab.), donde está el castillo de la Roche.

#### La garganta de las Rocas (desfiladero de Neulise), el estrecho de Pinay y el salto del Perron
Llamada la garganta de las Rocas por los ingenieros de minas, este desfiladero salvaje se extiende 32 km desde Saint-Priest-la-Roche, al sur (aguas arriba), hasta Villerest, al norte (aguas abajo). Antes de la puesta en servicio de la presa de Villerest era la parte más impresionante de las gargantas del Loira. Fue descrita en 1837 como «estrecha, profunda, severa, con paredes escarpadas y picudas rocas sombrías, con formas abruptas y atormentadas, amenazando desprendimiento por sus grandes fracturas». El fondo de la garganta, completamente ocupado por el Loira en muchos lugares estrechos, no deja más que ocasionalmente lugar a un estrecho sendero en una ribera o la otra. El río tiene aquí un flujo turbulento, salvo raras y cortas excepciones. Los dos pasajes que tenían peor reputación eran: el estrecho de Pinay, justo antes de los 12 km de pórfido del desfiladero de Neulise, entre Feurs y Roanne; y el estrecho de Perron ("salto del Perron") al final del desfiladero de Neulise.
En el estrecho de Pinay, grandes rocas bloqueaban una parte del cauce que provocaban grandes vórtices en un pasaje de menos de 15 m de ancho; en el salto del Perron (Saint-Jean-Saint-Maurice-sur-Loire), justo antes de Villerest, el río se arremolinaba fuertemente en cauce apretada en una revuelta, con rocas a flor de agua y un oleaje muy fuerte. Un peñasco plantado en medio de la corriente en Saint-Maurice-le-Dézert, también inspiraba mucho miedo a los navegantes. La presa de Villerest, que entró en servicio en 1985, ha sumergido la casi totalidad de la longitud de la garganta de Neulise.
Tras dejar atrás la presa el río se adentra en una nueva llanura, está vez la de Roanne (36 806 hab.), la ciudad prefectura que el Loira alcanza enseguida y que es la mayor en su recorrido hasta ese momento. La ciudad cuenta con un destacado puerto fluvial en el que se amarran gabarras y embarcaciones deportivas. De aquí sale el canal lateral de Roanne a Digoin, un canal con 13 esclusas construido entre 1832-1838 para asegurar el transporte fluvial y que seguirá al Loira, por la margen izquierda, durante un recorrido de 55,6 km.
Después de Roanne la pendiente del río disminuye sensiblemente dado que la altitud baja. Excava su lecho hacia el norte en una capa de escombros y aluviones, de arenas y arcillas. Su curso se modera y ralentiza, su velocidad deja de ser un obstáculo importante para los navegantes. Cuando sale del Macizo Central, justo antes del nivernais, dobla hacia el noroeste y comienza a rellenar su cauce. Este es el principio de esta particularidad liguriana: la elevación del lecho, que es la causa directa de varios fenómenos particulares en el Loira.<Poitrineau/>

El Loira en Ródano-Alpes
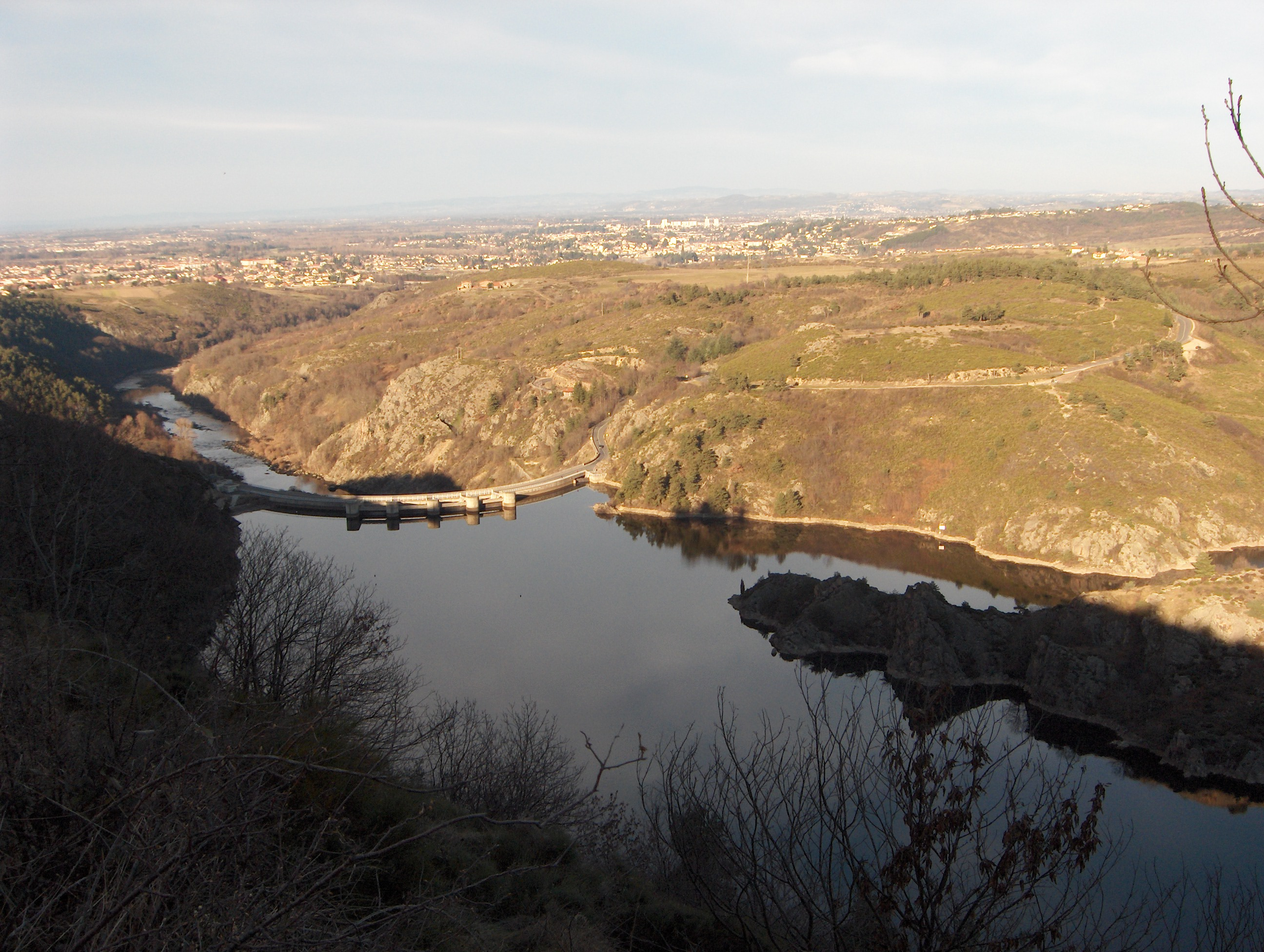
La presa de Grangent.
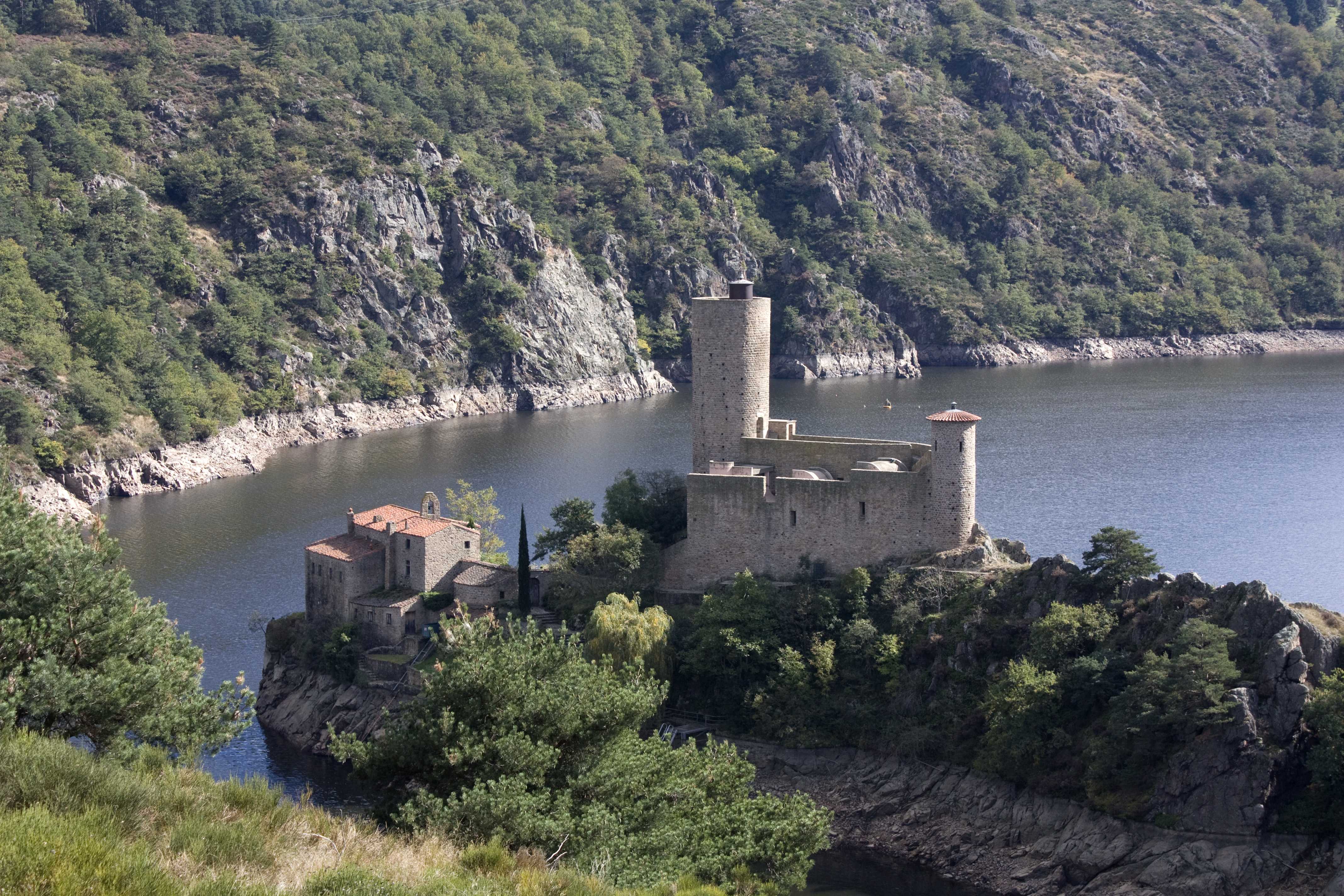
Vista del castillo de Grangent.
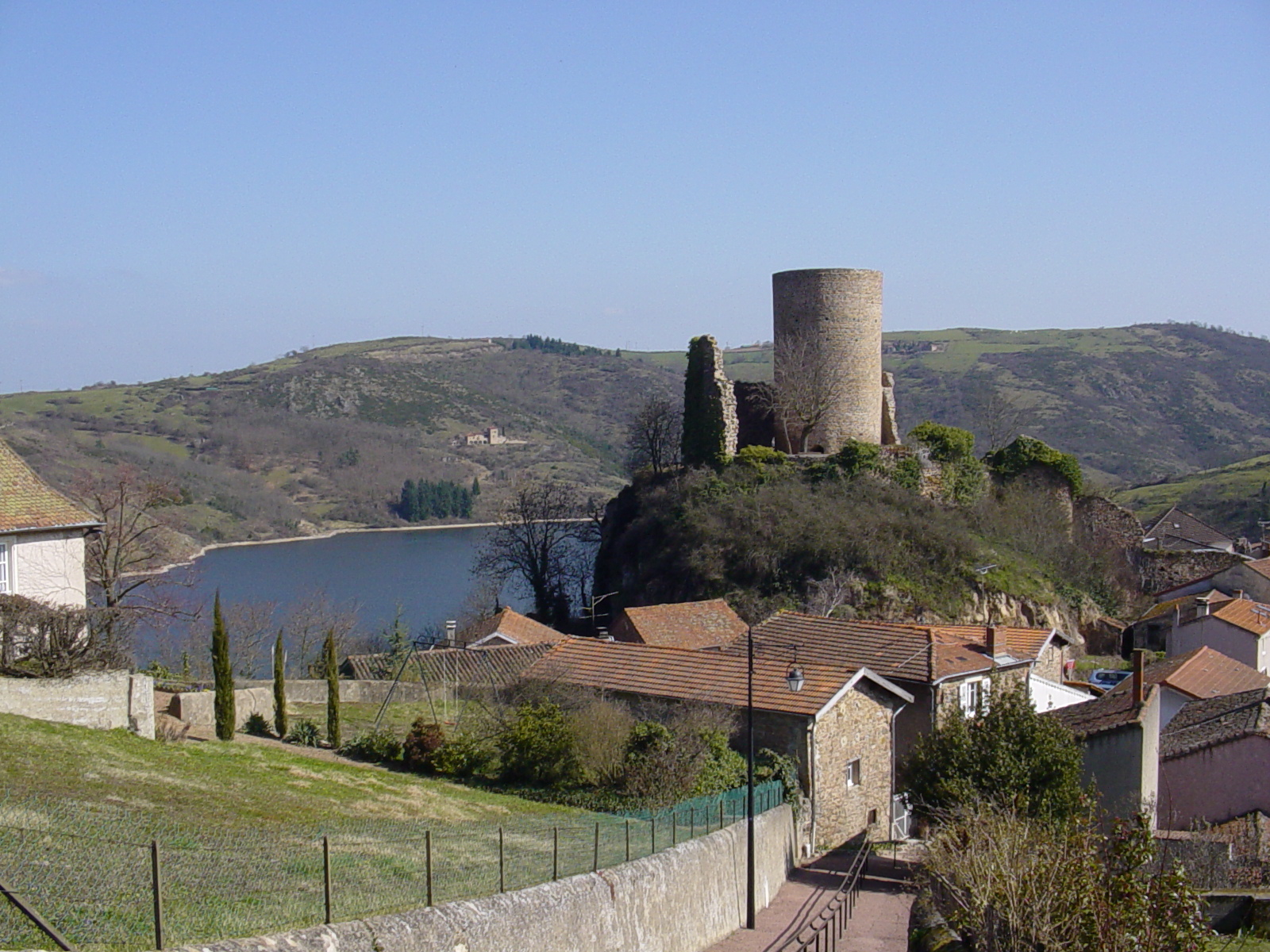
Torre de Saint-Maurice.
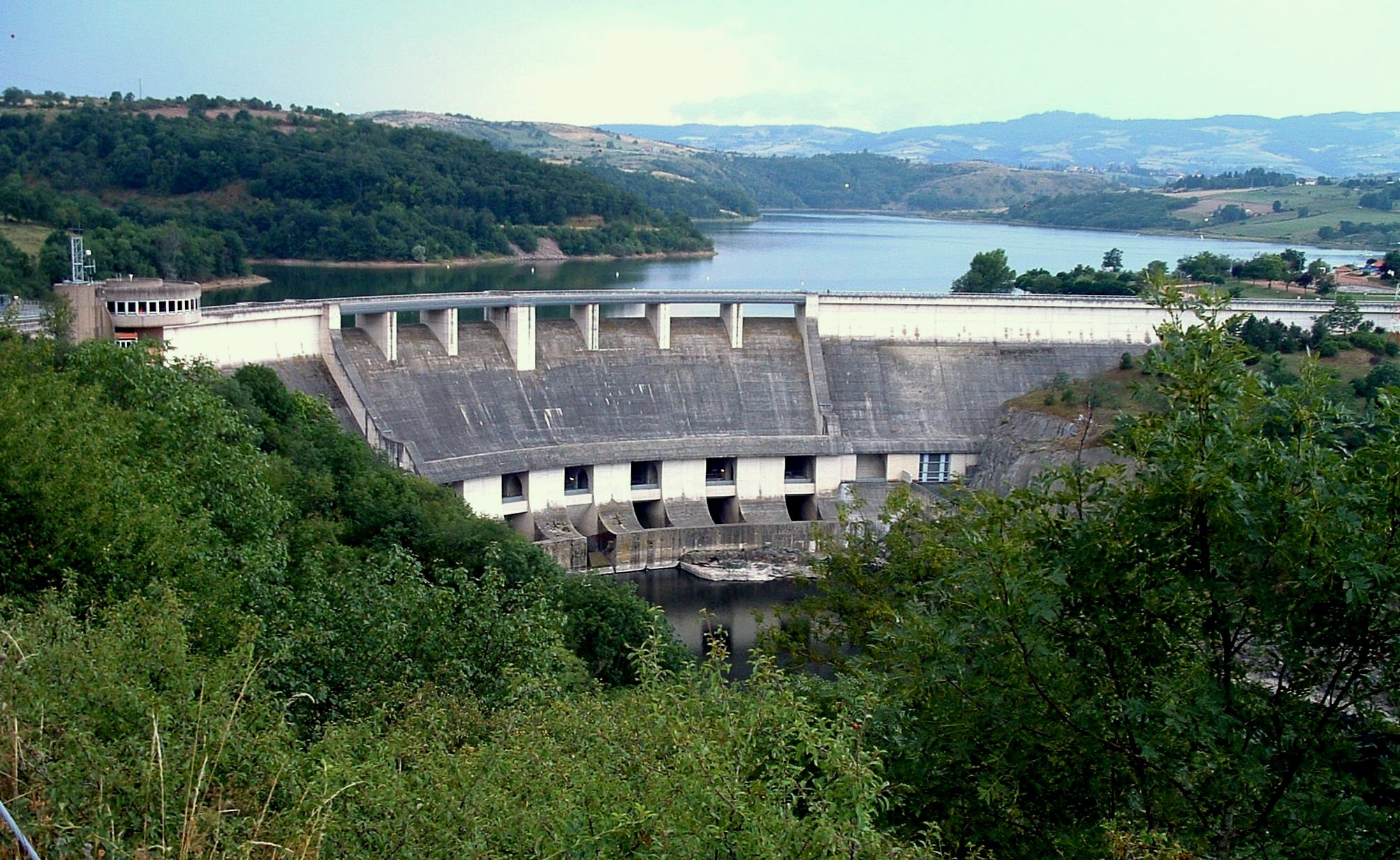
Presa de Villerest.
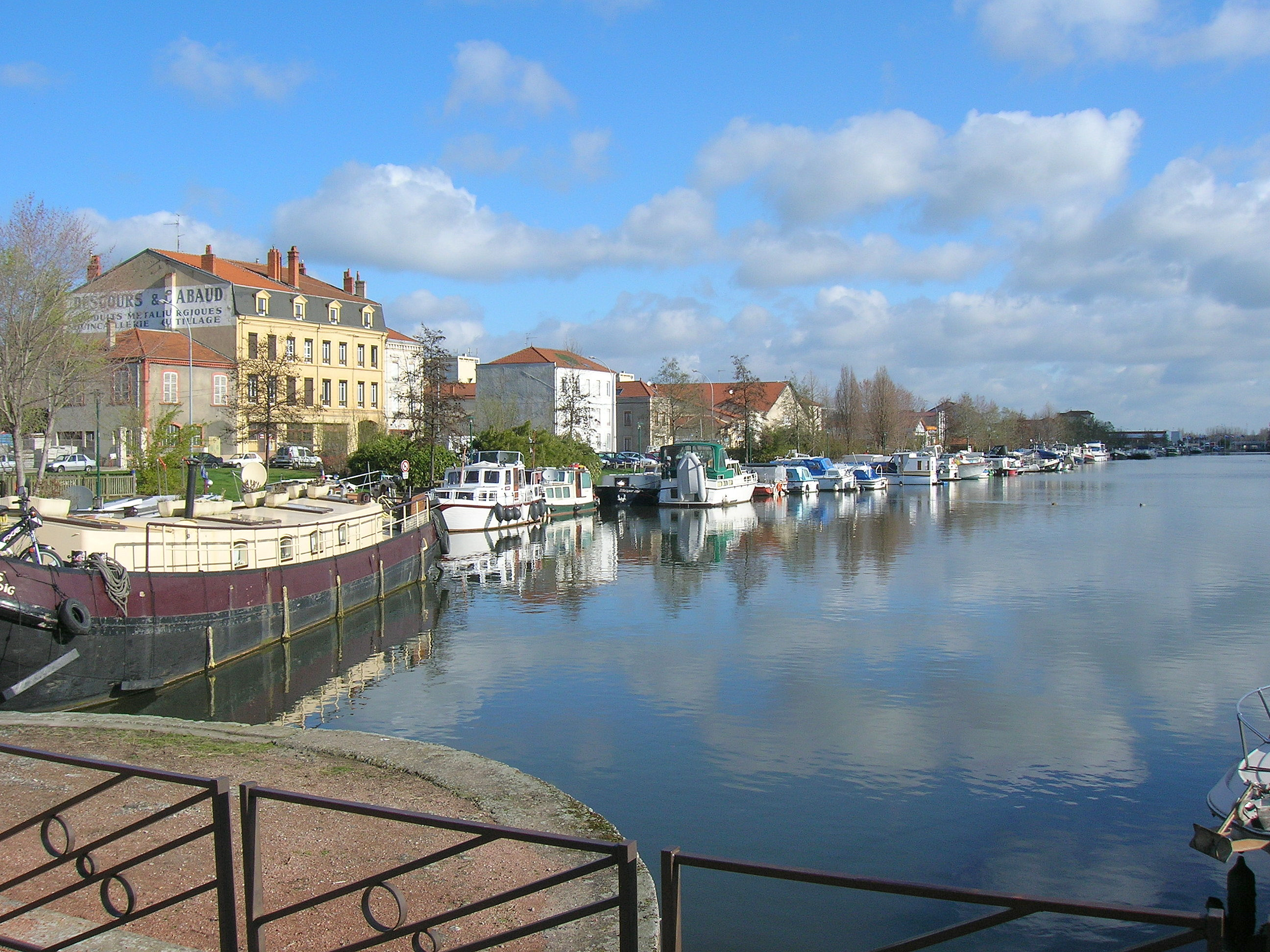
Vista del puerto de Roanne.

El Loira sigue su pausado camino pasando cerca de las pequeñas localidades de Pouilly-sous-Charlieu (2582 hab.), Briennon (1733 hab.) y Saint-Pierre-la-Noaille (367 hab.), y tras recibir al Teysonne (30 km), se interna en el departamento de Saona y Loira, en la región de Borgoña.

### En Borgoña
Continúa el Loira por Iguerande (1013 hab.), Artaix (404 hab.), donde desagua el río Arçon (28,8 km), Chambilly (523 hab.) y Baugy (505 hab.), recibiendo después por la izquierda las aguas del pequeño río Urbise 28,4 km. A partir de aquí el Loira pasará a ser durante un buen tramo frontera departamental: a la izquierda, el departamento auvernés de Allier y, a la derecha, el borgoñón de Saona y Loira. Tras pasar muy cerca del aeropuerto de Charolais recibe al Arconce (99 km) y llega luego a la ciudad de Digoin (8460 hab.), donde también recibe al Arroux (120 km). En Digoin nace otro canal el Canal lateral al Loira que unirá con el anterior y que acompañara de nuevo al río 196,1 km y que garantizará un transporte fluvial fiable.

El Loira en Borgoña
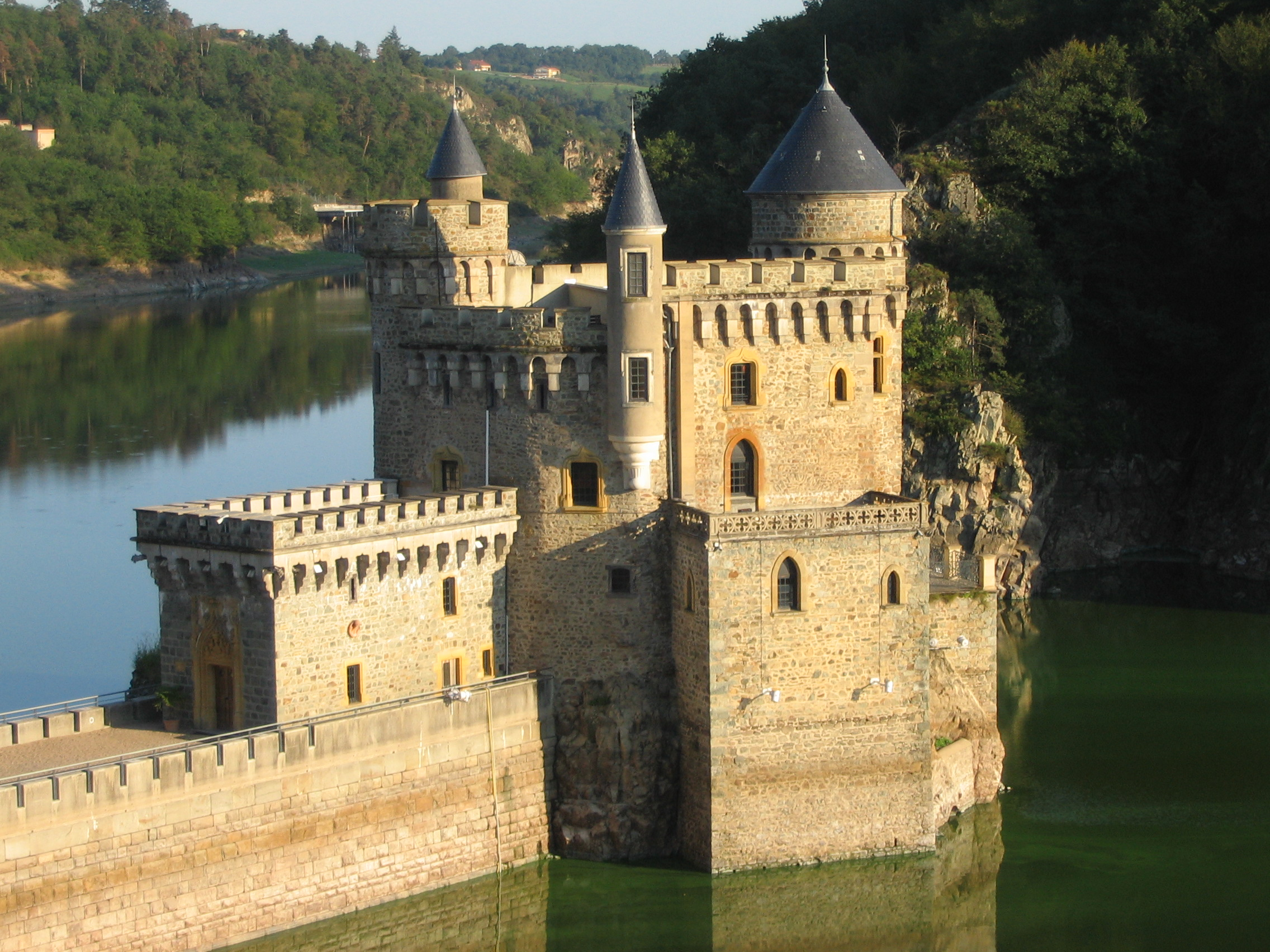
Vista del château de La Roche.
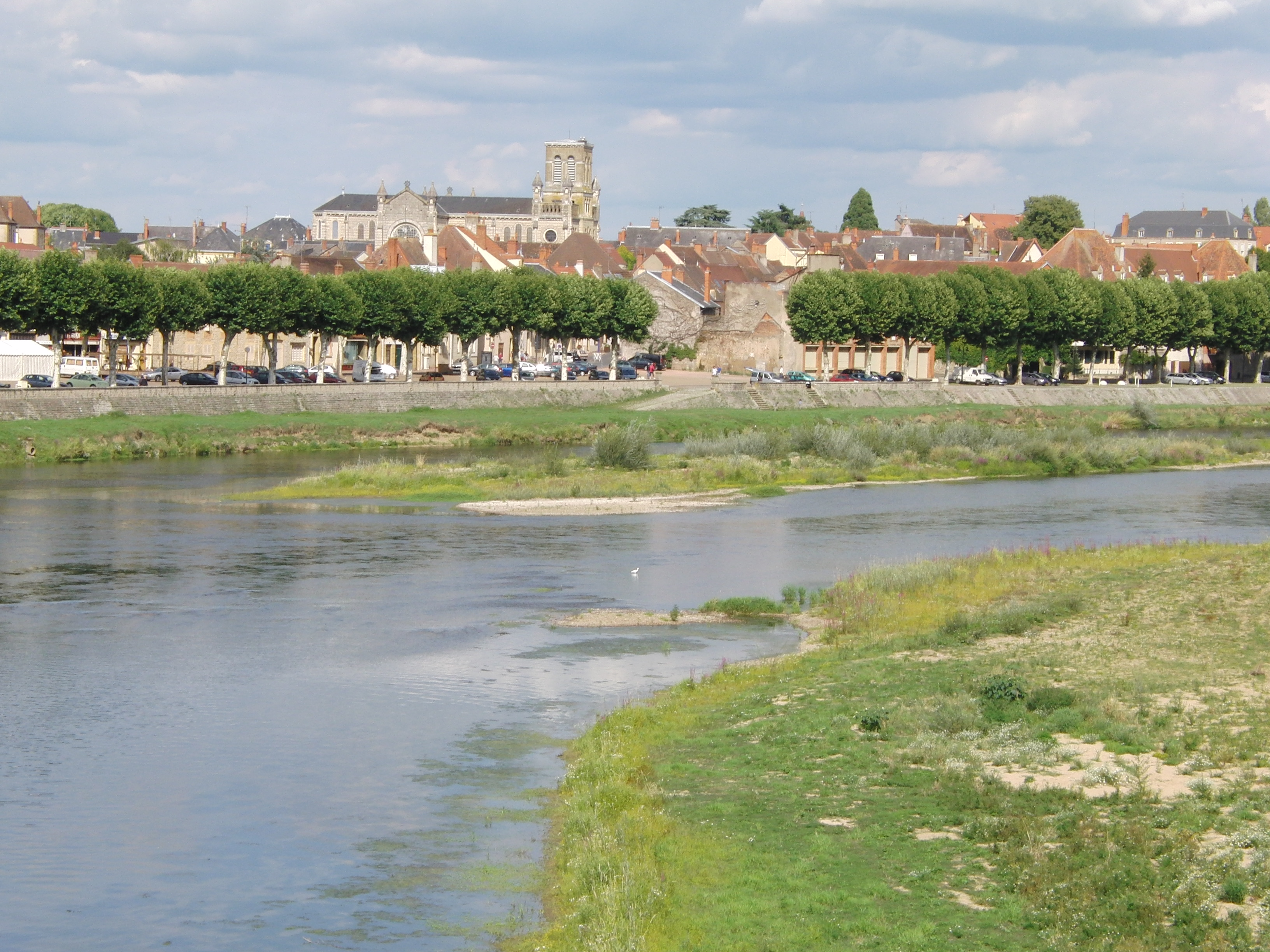
El río a su paso por Digoin.
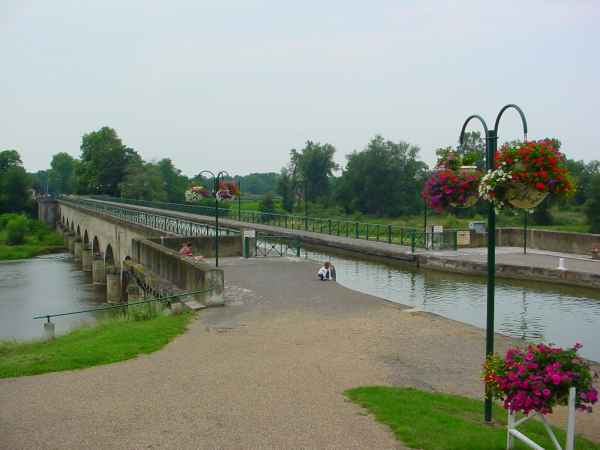
Puente canal en Digoin.
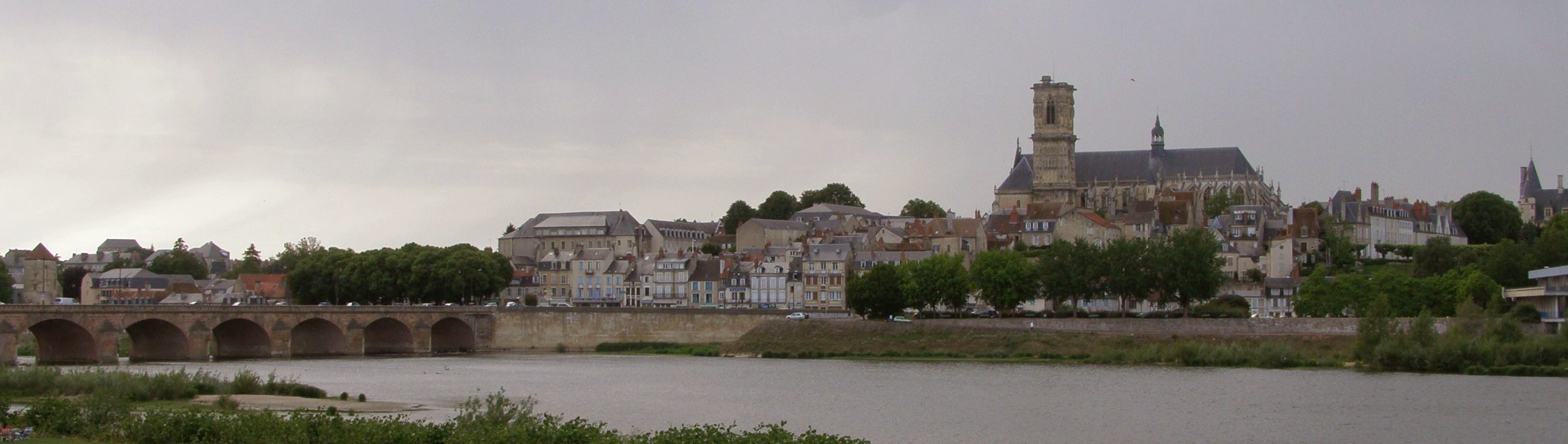
El Loira a su paso por Never.

El Loira se va volviendo poco a poco hacia el noroeste, recibiendo al Vouzance (41,3 km) y pasando por Diou (1502 hab.). Luego le aborda enseguida el río Besbre (97 km), y tras dejar atrás Saint-Aubin-sur-Loire (311 hab.), recibe al Somme (46 km) y al Engièvre (21,9 km), casi en Saint-Martin-des-Lais (145 hab.). Tras ser durante un corto tramo límite departamental entre Nièvre y Allier (apenas 4,5 km), el Loira entra en el departamento de Nièvre y regresa a la Borgoña. Llega a Decize (5777 hab.) y Saint-Léger-des-Vignes (2034 hab.), donde recibe por la derecha al Aron (105,4 km). El Loira ya lleva dirección noroeste y tras alcanzar Imphy (3739 hab.) llega a Nevers (36 762 hab.), la capital departamental de Nièvre y la primera gran ciudad de su curso, emplazada en la confluencia con el río Nièvre (53 km).
Muy cerca de Nevers, en Bec d'Allier (comuna de Cuffy) se encuentra la confluencia con el más importante de todos sus afluentes, el río Allier (420,9 km), que le aborda llegando desde el sur, por la margen izquierda, y que permitirá al Loira doblar su tamaño, ya que según sus caudales respectivos, el Allier podría incluso ser el curso principal y el Loira, su afluente. En los 280 km que siguen a la confluencia con el Allier, el Loira solamente recibirá al Cosson y al Beuvron, cuyo pequeño caudal medio acumulado es de solamente 15 m3⋅s-1. Tendrá que esperar hasta pasado Tours para recibir otros afluentes tan caudalosos como el Allier. Al mismo tiempo que comienza a rellenar su cauce, el Loira vira hacia el noroeste.

### El Medio Loira
Después de Bec d'Allier, el Loira reemprende rumbo norte y será nuevamente durante un tramo límite departamental, esta vez entre Nièvre (dcha.) y Cher (izqda). El Loira llega pronto a Fourchambault (4635 hab.) y después a Marseilles-lès-Aubigny (687 hab.), donde recibe al Aubois (37,1 km). Pasa cerca de Germigny-sur-Loire (710 hab.), Beffes (721 hab.), Tronsanges (371 hab.), La Marche (578 hab.) y alcanza La Charité-sur-Loire (5179 hab.), una de las etapas del Camino de Santiago y una de las Villes et pays d'art et d'histoire de Francia.
Desde aquí comienza un tramo de río protegido, el de la Reserva Natural Valle del Loira, establecida en 1995. Pasa luego por Mesves-sur-Loire (664 hab.) y llega a Pouilly-sur-Loire (578 hab.), cuyo puente se encuentra a medio camino entre la fuente y la boca. Sigue por Tracy-sur-Loire (970 hab.), Sancerre (1727 hab.) y Cosne-sur-Loire (10 653 hab.), la ciudad prefectura donde sin duda el río se vuelve hacia el oeste. El relleno del cauce se acentúa a partir de Cosne. Sigue por Myennes (583 hab.), La Celle-sur-Loire (844 hab.) y Neuvy-sur-Loire (1470 hab.), donde está la Central nuclear de Bellevile, construida entre 1980 y 1989. Tras recibir por la margen derecha al corto río Vrille (33 km), finaliza el tramo en que el río es límite departamental entre Nièvre y Cher, para tras un corto tramo en que es límite entre Nièvre y Loiret (de unos 3,5 km), entrar en el departamento de Loiret.
Continúa luego por Bonny-sur-Loire (2049 hab.), Ousson-sur-Loire (743 hab.), Châtillon-sur-Loire (3132 hab.), Saint-Firmin-sur-Loire (502 hab.) y Briare (5710 hab.), donde recibe al Trézée (22,4 km) y desde donde sale el canal de Briare, un nuevo canal de 57 km, parte de la ruta de canales del Borbonado.
- El Medio Loira
- El canal Lateral en Marseilles les Aubigny.
- El puente de Charite sur Loire.
- Puente en Cosne-Cours-sur-Loire.
- Central nuclear de Belleville, a orillas del Loira.
- Puente en Bonny-sur-Loire.

Pasa a continuación por Saint-Brisson-sur-Loire (1029 hab.) —donde está el castillo de Saint-Brisson, un castillo que es el primero de los incluidos en el Valle del Loira entre Sully-sur-Loire y Chalonnes-sur-Loire patrimonio de la Humanidad desde 2000—, Saint-Martin-sur-Ocre (1244 hab.) y alcanza Gien (14 684 hab.), donde hay tres puentes, uno de ellos del siglo XVIII con 12 arcos en mampostería de piedra. Sigue por las pequeñas localidades de Poilly-lez-Gien (2341 hab.), Saint-Gondon (1099 hab.) y Lion-en-Sullias (393 hab.), donde está la segunda central nuclear de su curso, la de Dampierre, en funcionamiento desde 1980.
Después alcanza Sully-sur-Loire (5443 hab.) —donde está el castillo de Sully-sur-Loire—, Saint-Benoît-sur-Loire (2057 hab.) —donde está la abadía benedictina de Benoît-sur-Loire—, Sigloy (664 hab.), Châteauneuf-sur-Loire (8005 hab.), Jargeau (4488 hab.), Bou (902 hab.) y Orleans (114 167 hab.), la ciudad más al norte que alcanzara el río, ya que a partir de aquí se encamina al oeste, cada vez yendo algo hacia el sur. En esta ciudad hay un importante puerto fluvial, ya conocido desde la época de Julio César, localizado en una privilegiada encrucijada: la parte alta de la región del Loira, que conecta con el valle del Ródano, desde donde llegaban los productos de origen mediterráneo; su parte inferior que conecta con la costa atlántica, de donde venían los productos del Atlántico; y finalmente la carretera natural de tierra hacia el norte que la conectaba con la capital, complementado desde finales del siglo XVII por el canal de Orleans.
En esta zona de piedra caliza agrietada, el caudal de estiaje discure en su mayoría bajo tierra; el río Loiret es, en realidad, no es más que un resurgencia del río Loira. Otra consecuencia de la elevación constante del cauce del Loira Medio, es que tiene un cauce menor o pequeño Loira (lit mineur o petite Loire), corriendo en el cauce mayor o Gran Loira (lit majeur o grande Loire). La llanura de inundación se utiliza para absorber el exceso de agua. Es el cauce menor en que los hombres han tratado de canaizar mediante duits (o dhuis), diques sumergibles paralelos a la corriente. Muchos, plantados con árboles, están ahora en ruinas.

El Medio Loira
El Medio Loira
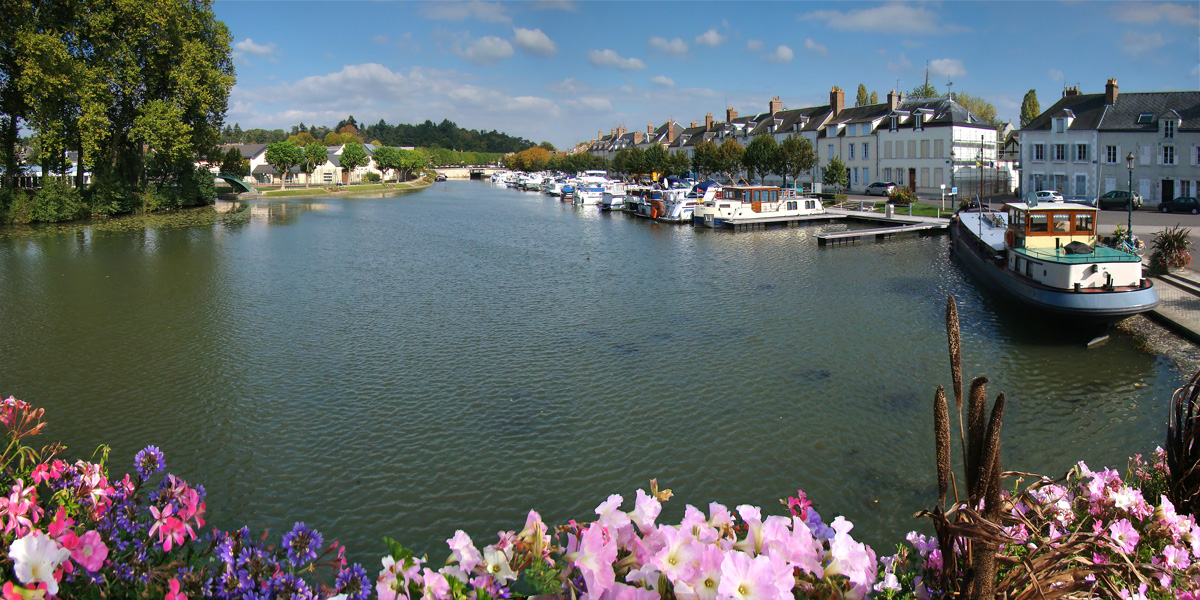
Puerto deportivo en Briare.
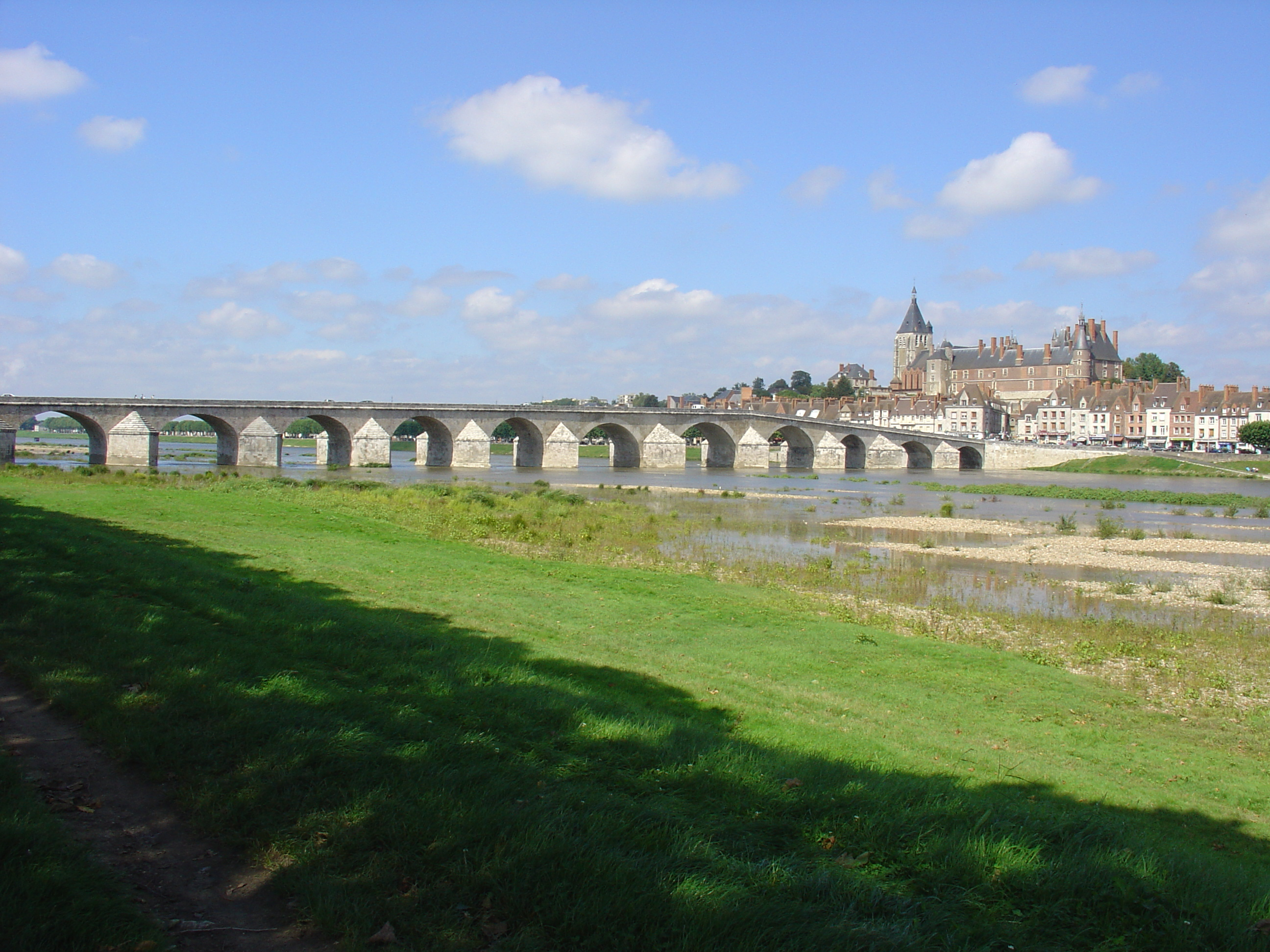
Puente en Gien.
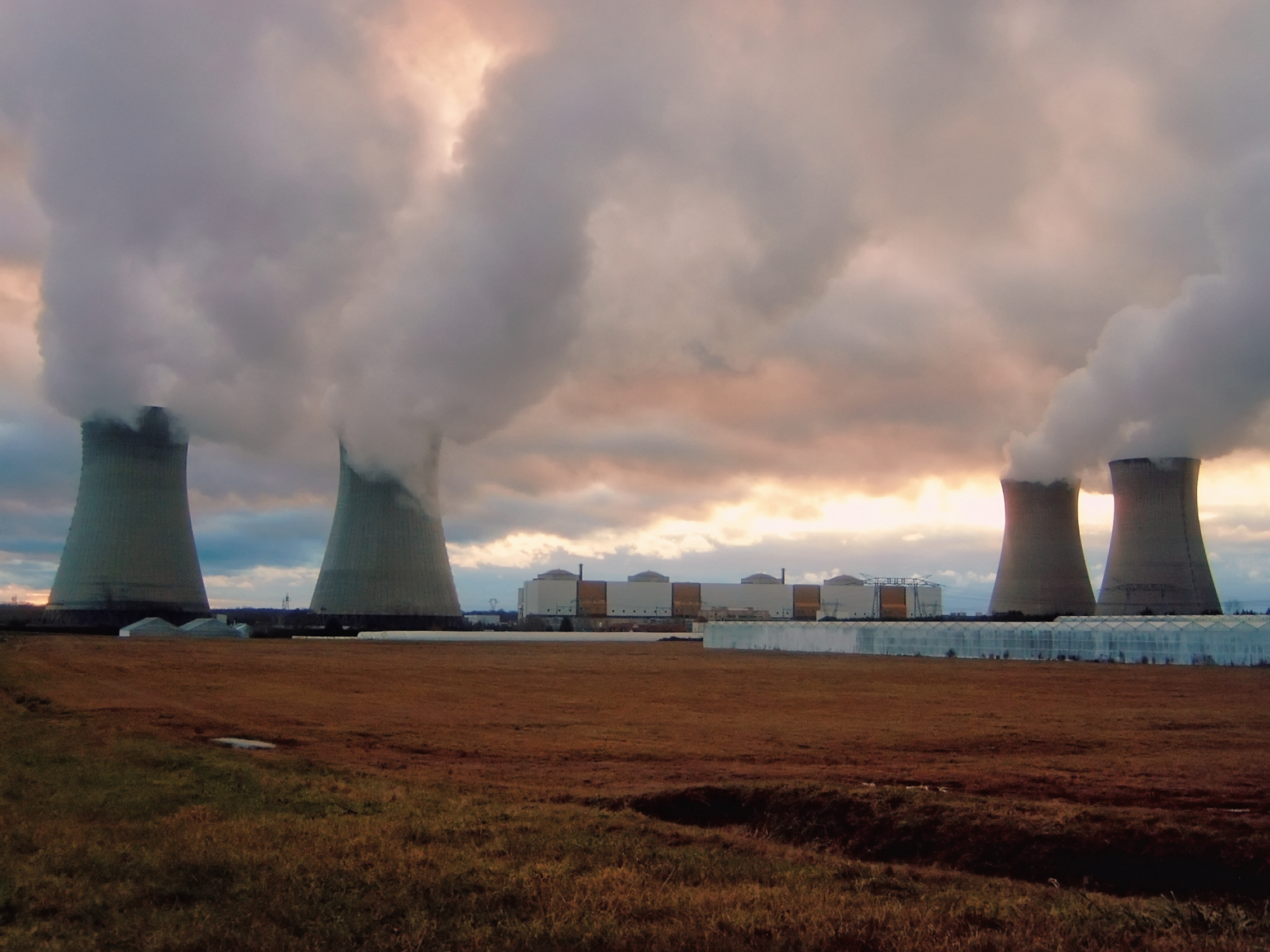
Central nuclear de Dampierre.
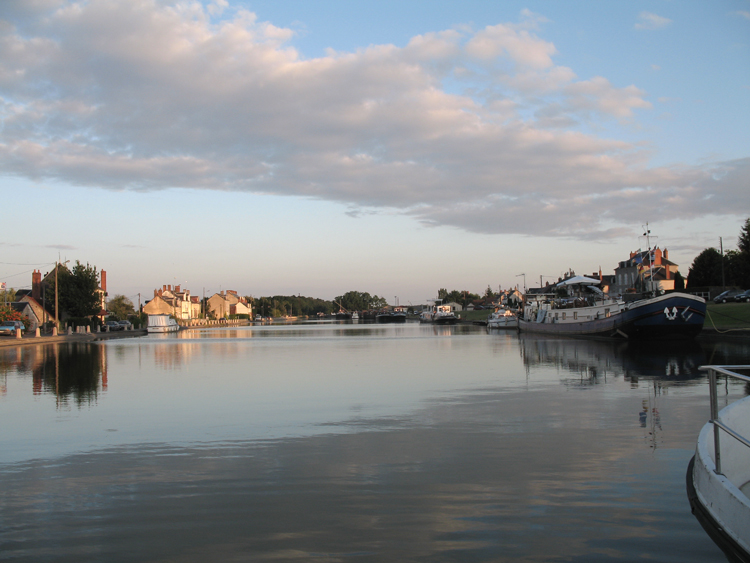
El canal Lateral en Marseilles les Aubigny.
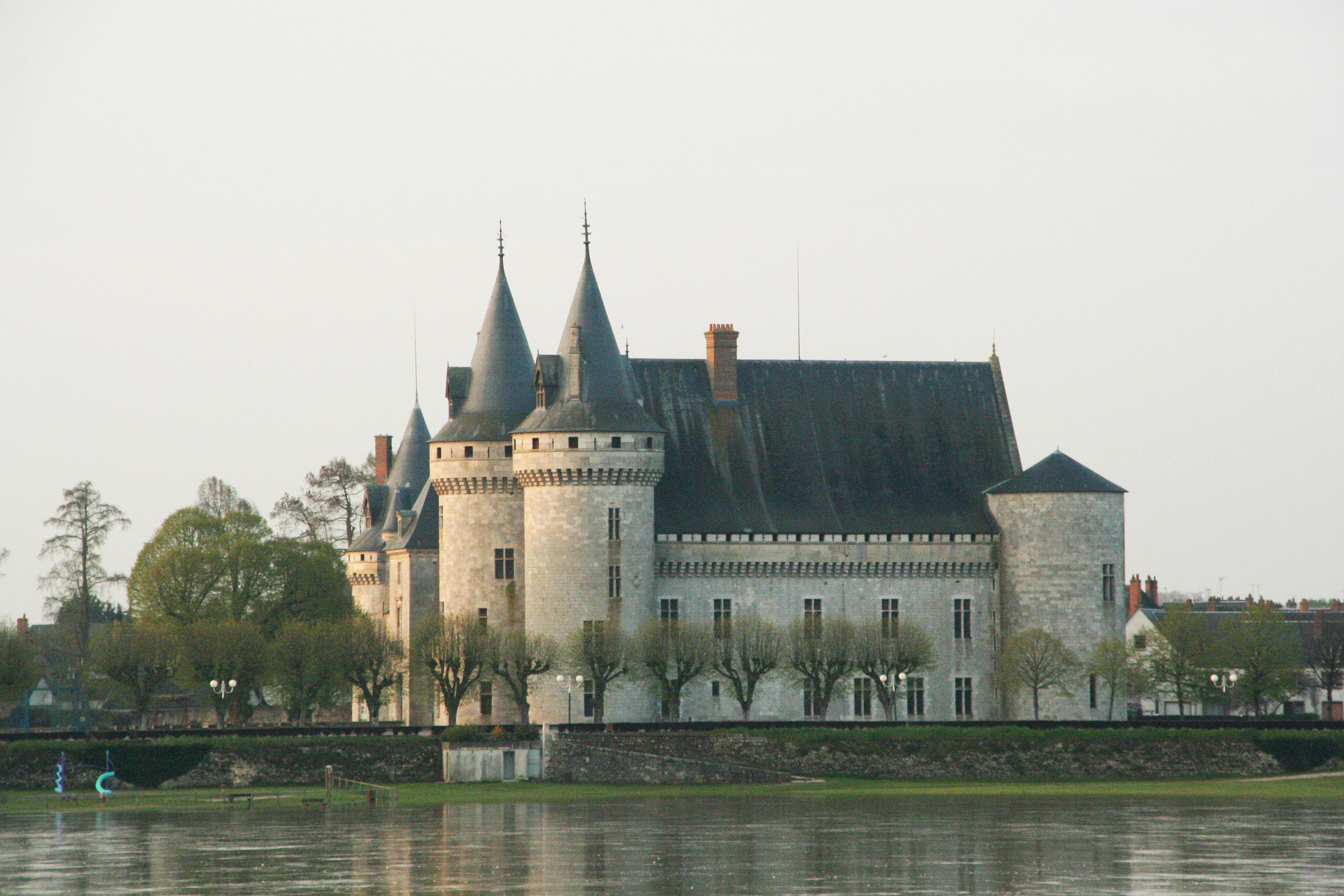
Castillo de Sully-sur-Loire.
Vista de Orleans, puente Georges V.
Castillo de Sully-sur-Loire.
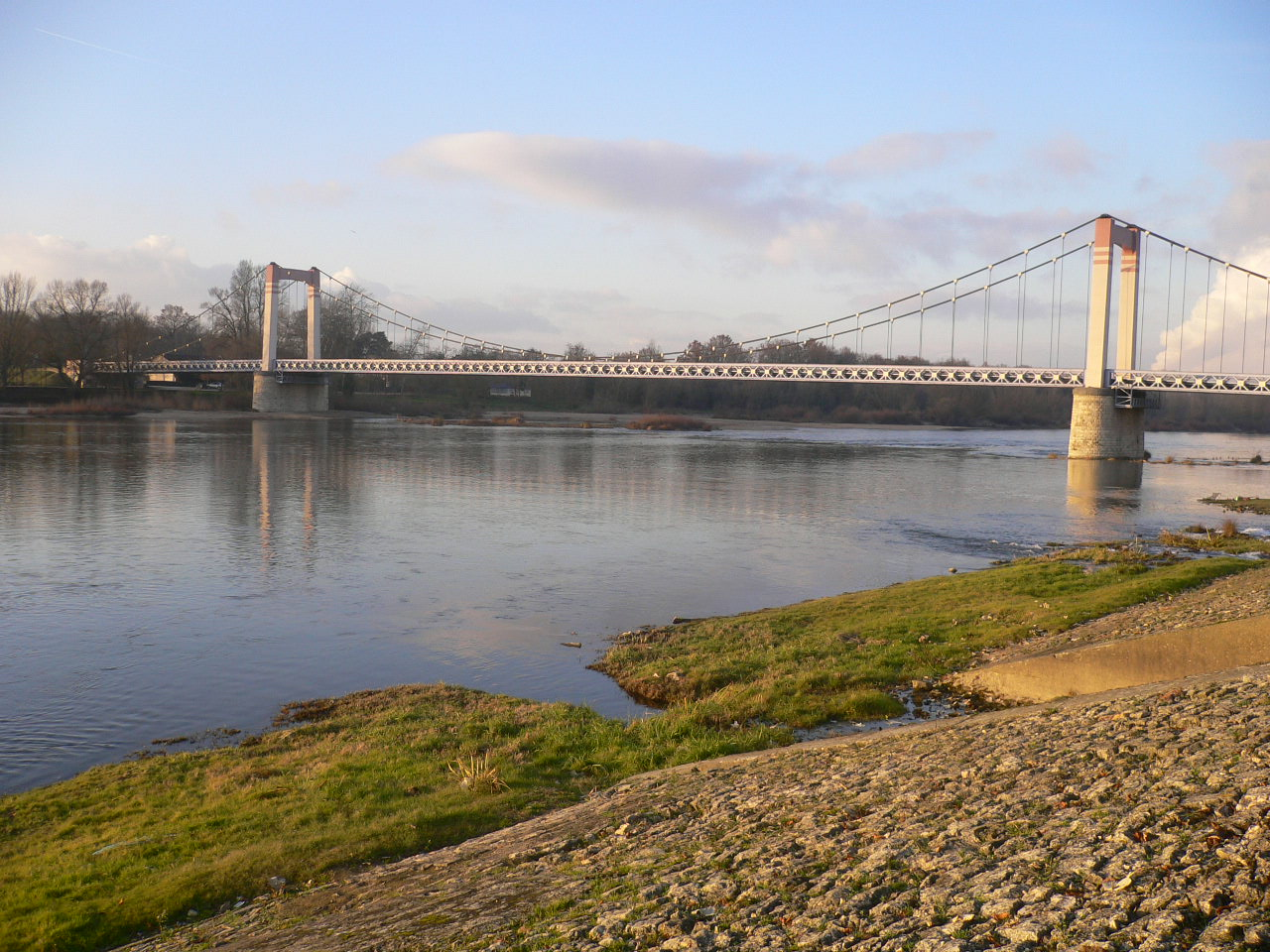
Puente en Cosne-Cours-sur-Loire.
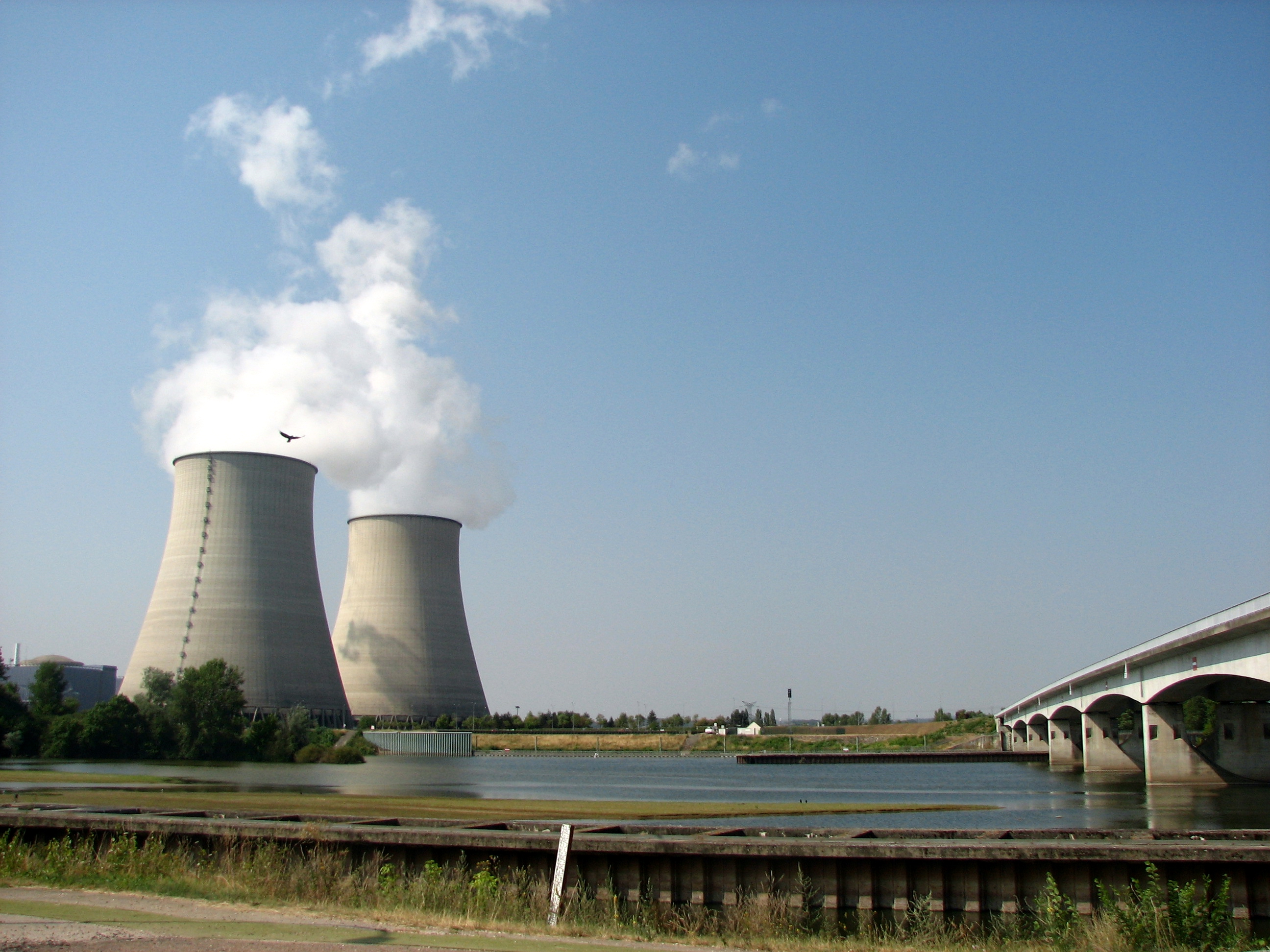
Central nuclear de Belleville, a orillas del Loira.
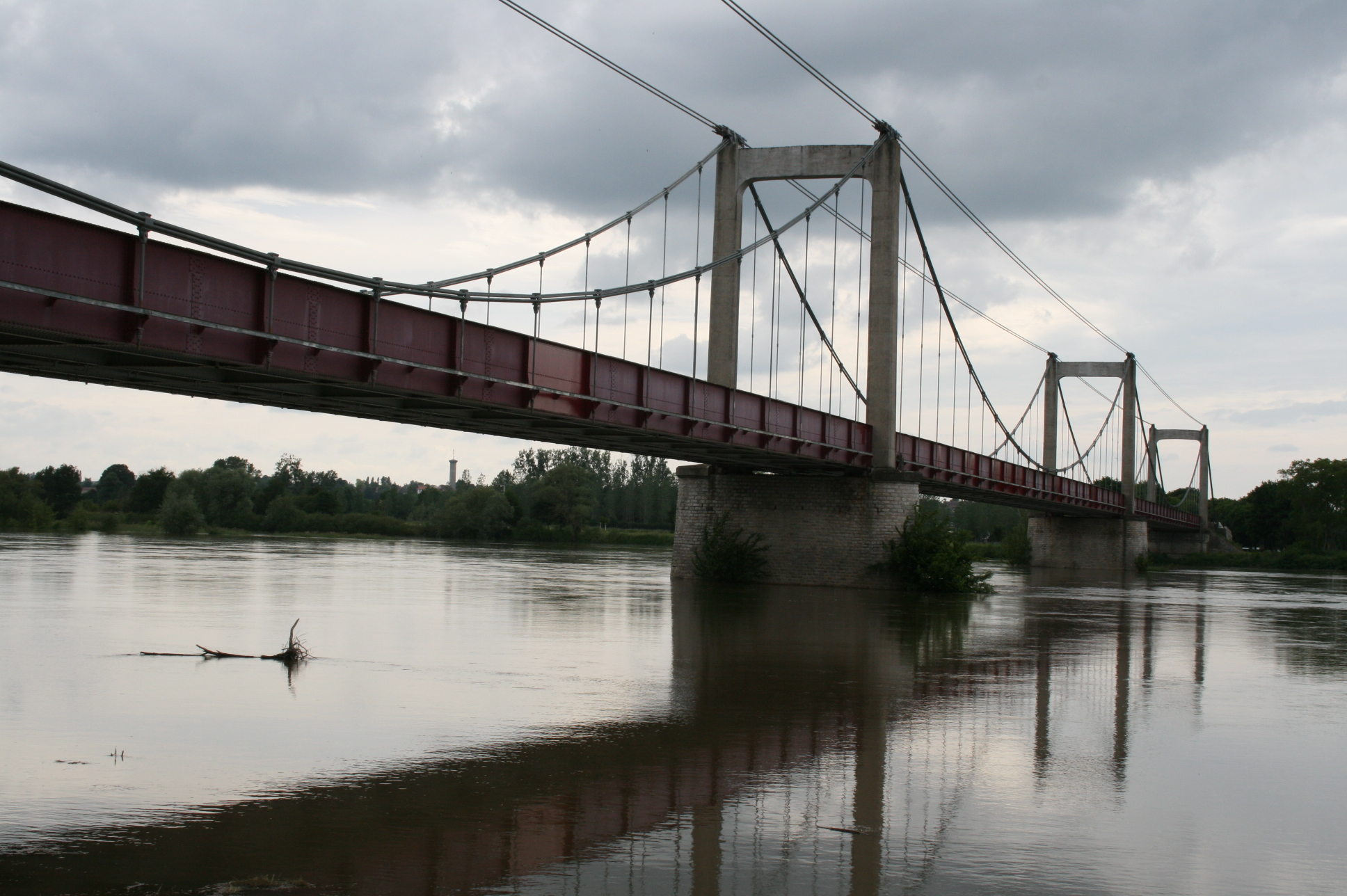
Puente en Bonny-sur-Loire.

- Vista de Orleans, puente Georges V.

#### El valle del Loira
Después de Orleans el Loira recorrerá un valle de 450 km, más o menos orientado este-oeste, amplio hasta Rochefort-sur-Loire, a la salida de Anjou. Es el valle del Loira y como tal se inscribió en 2000 en la lista del Patrimonio de la Humanidad de la UNESCO, una apelación que se refiere a la parte del valle del Loira entre Sully-sur-Loire (en el departamento de Loiret) y Chalonnes-sur-Loire (en Maine-et-Loire). Constituye un sitio excepcional por su diversidad biológica, así como por su patrimonio histórico y cultural (parques, castillos y ciudades).
Después de la confluencia del río Loiret, el Loira recobra el caudal que ese pseudo-afluente le había hecho perder. De los 365 m3 en Blois, su caudal medio aumenta hasta los 835 m3 en Montjean en Anjou. Pasado Tours, recibe al Cher, al Indre y al Vienne (reforzado por el Creuse), todos ellos con aportaciones sustanciales. El Indre en régimen regular no drena más que una cuenca estrecha en la que 9/10 partes son llanuras de suelo permeable. Pero el Cher, que no se calma hasta un poco después de Montluçon y las gargantas de Lavault-Sainte-Anne, le aporta todo su vigor.
Entre Orleans y Angers, el valle tiene una anchura de 2−5 km y a menudo está bordeado por mesetas en las que el cauce está tallado, formando pequeñas cornisas y acantilados de tuffeau y piedra calcárea. Numerosos islotes y bancos de arena o de grava salpican el curso principal del río. La profundidad y anchura del cauce varían considerablemente de una estación a otra y de año en año. Las crecidas del Loira tienen generalmente lugar en invierno, aunque gracias a la construcción de numerosas presas por lo general no tienen ya graves consecuencias.

##### De Orleans a Tours
En las afueras de Orleans, en su área urbana, está la La Chapelle-Saint-Mesmin (9658 hab.), donde en la confluencia con el Loiret (12 km) se ha protegido desde 1975 una isla como reserva ornitológica, la Reserva natural nacional de Saint-Mesmin, donde viven 226 especies de pájaros, de ellas 65 anidadoras y 190 migrantes. Luego el río pasa por Saint-Ay (3161 hab.), Meung-sur-Loire (6086 hab.) —donde está el castillo de Meung— y Beaugency (7659 hab.), donde está el castillo de Beaugency y donde se dirimió entre ingleses y franceses, en 1429, la batalla de Beaugency. Al poco el río es en un corto tramo límite departamental (unos 5,5 km) entre Loiret y Loir-et-Cher, y después se adentra en este último.
Sigue después el Loira por Saint-Laurent-Nouan (4190 hab.) y Avaray (730 hab.), frente a la que se construyó, en una isla del río, otra central, la central nuclear de Saint-Laurent-des-Eaux, operativa desde 1969. Sigue hacia el suroeste, pasando por Muides-sur-Loire (1336 hab.), Saint-Dyé-sur-Loire (1115 hab.), Cour-sur-Loire (280 hab.), Menars (611 hab.) —donde está el castillo de Menars— y Saint-Denis-sur-Loire (835 hab.), para alcanzar finalmente Blois (46 492 hab.), con su magnífico castillo.
Llega luego el Loira a Chouzy-sur-Cisse (1860 hab.) y Candé-sur-Beuvron (1462 hab.), donde recibe al Beuvron (114,9 km), que acaba de recibir a su vez al Cosson (96,5 km), donde está el famosísimo castillo de Chambord. Sigue el río por Chaumont-sur-Loire (1037 hab.) —donde está el castillo de Chaumont—, Rilly-sur-Loire y Veuves (220 hab.), pasada la cual el Loira entra en el departamento de Indre-et-Loire.
Sigue por Mosnes (751 hab.), Chargé (1053 hab.) y alcanza Amboise (12 505 hab.), con otro magnífico castillo, donde se le une el río Amasse (29,2 km). En Amboise, que se desarrolla en ambas márgenes del Loira, hay una isla en el centro del río, Île d'Or, que está urbanizada y ocupada por la ciudad y a la que el une un puente que unen ambas riberas pasando por el extremo occidental de la isla.
Deja luego atrás Lussault-sur-Loire (792 hab.), Montlouis-sur-Loire (10 448 hab.), donde recibe al río Cisse (81 km), y alcanza el área metropolitana de Tours, pasando por Vouvray (3079 hab.), La Ville-aux-Dames (4889 hab.), Rochecorbon (3244 hab.), Saint-Pierre-des-Corps (15 227 hab.) y finalmente Tours (134 817 hab., con 477 438 hab. en el área metropolitana), la capital departamental de Indre-et-Loire, donde en 732 se dirimió entre francos y árabes la famosa batalla de Tours.

De Orleans a Tours
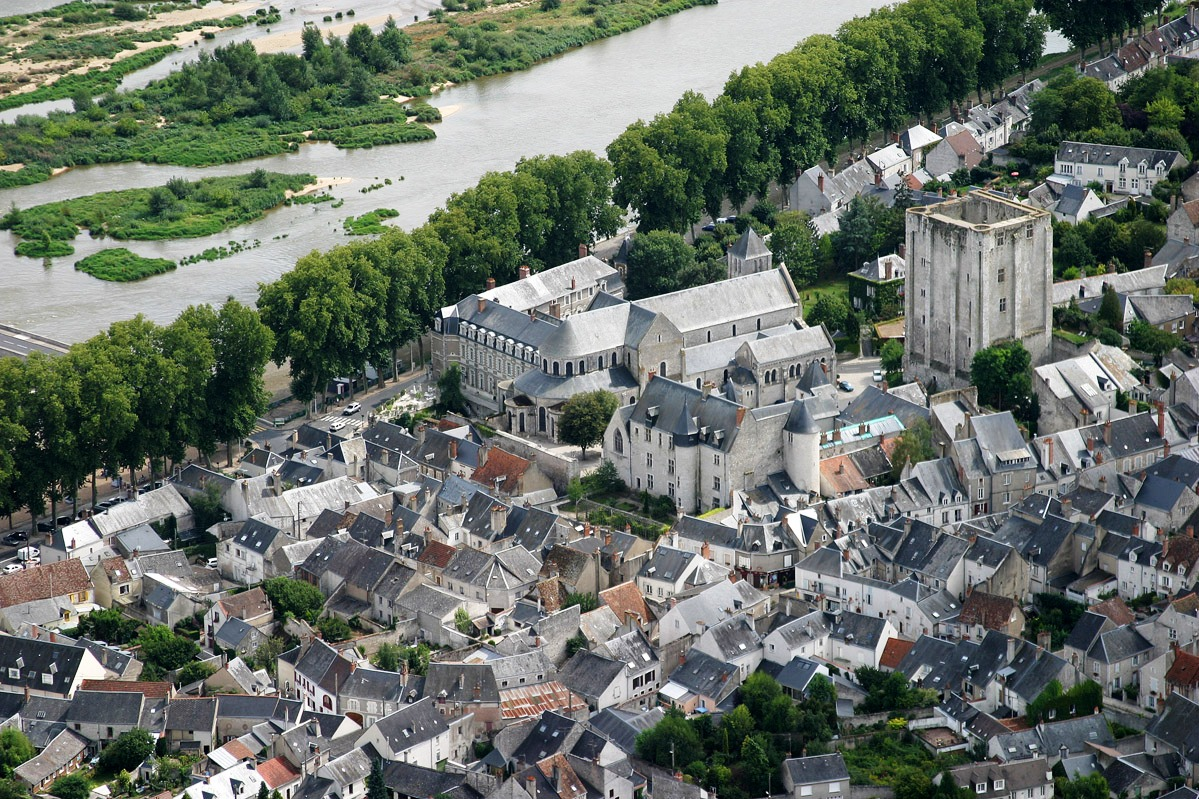
Vista de Beaugency.
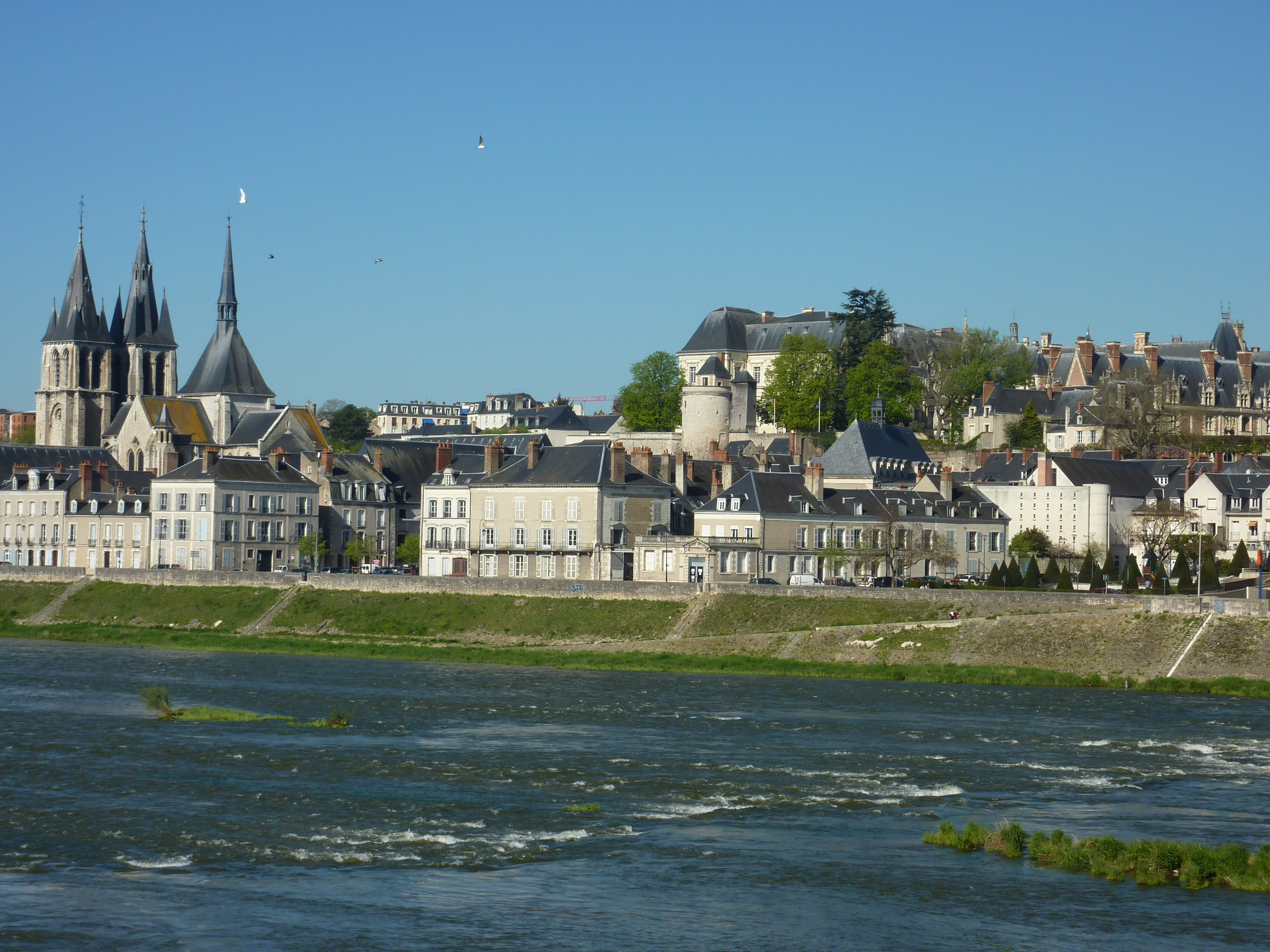
El río en la ciudad de Blois.
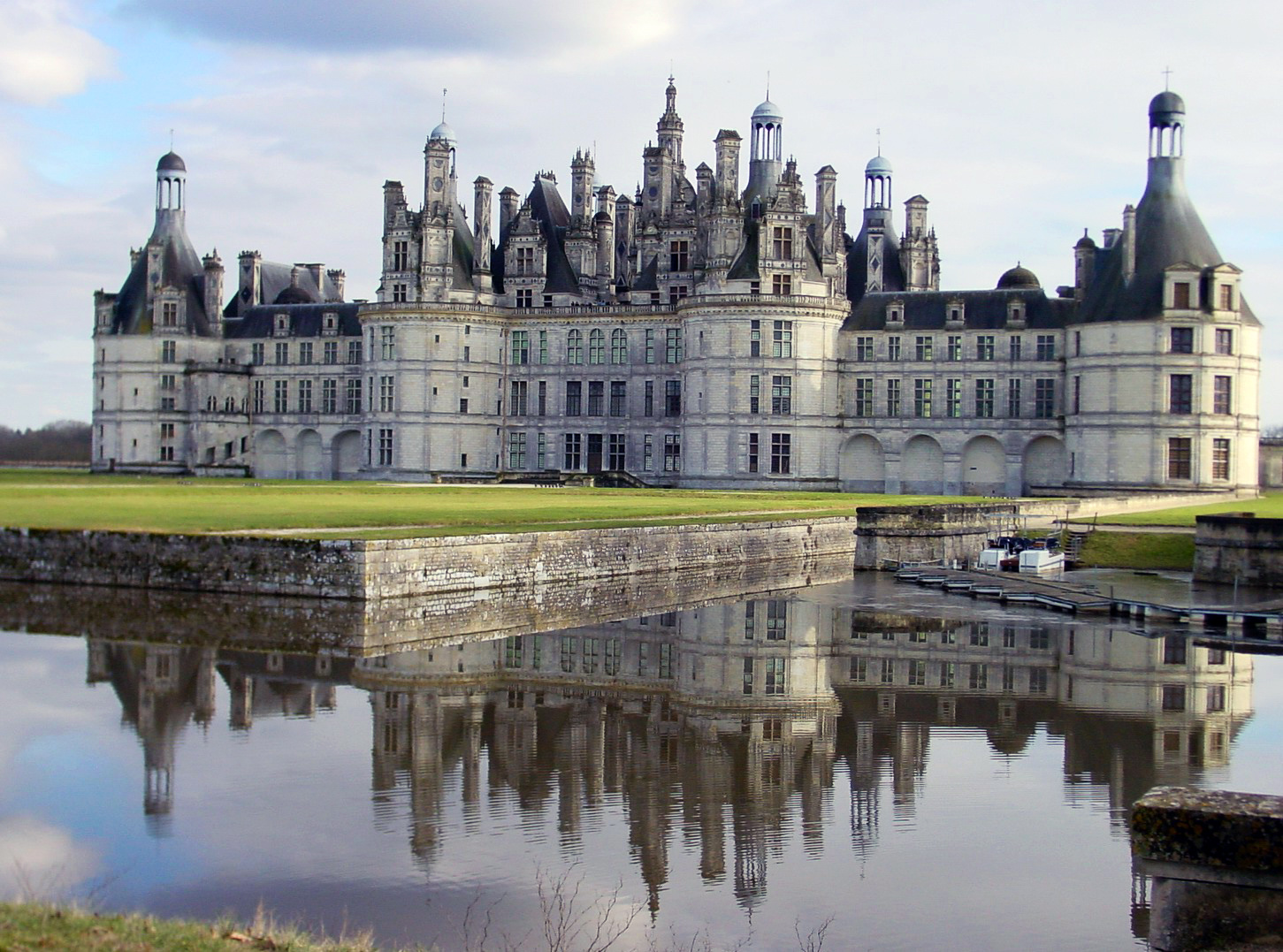
El castillo de Chambord, a orillas del Cosson.
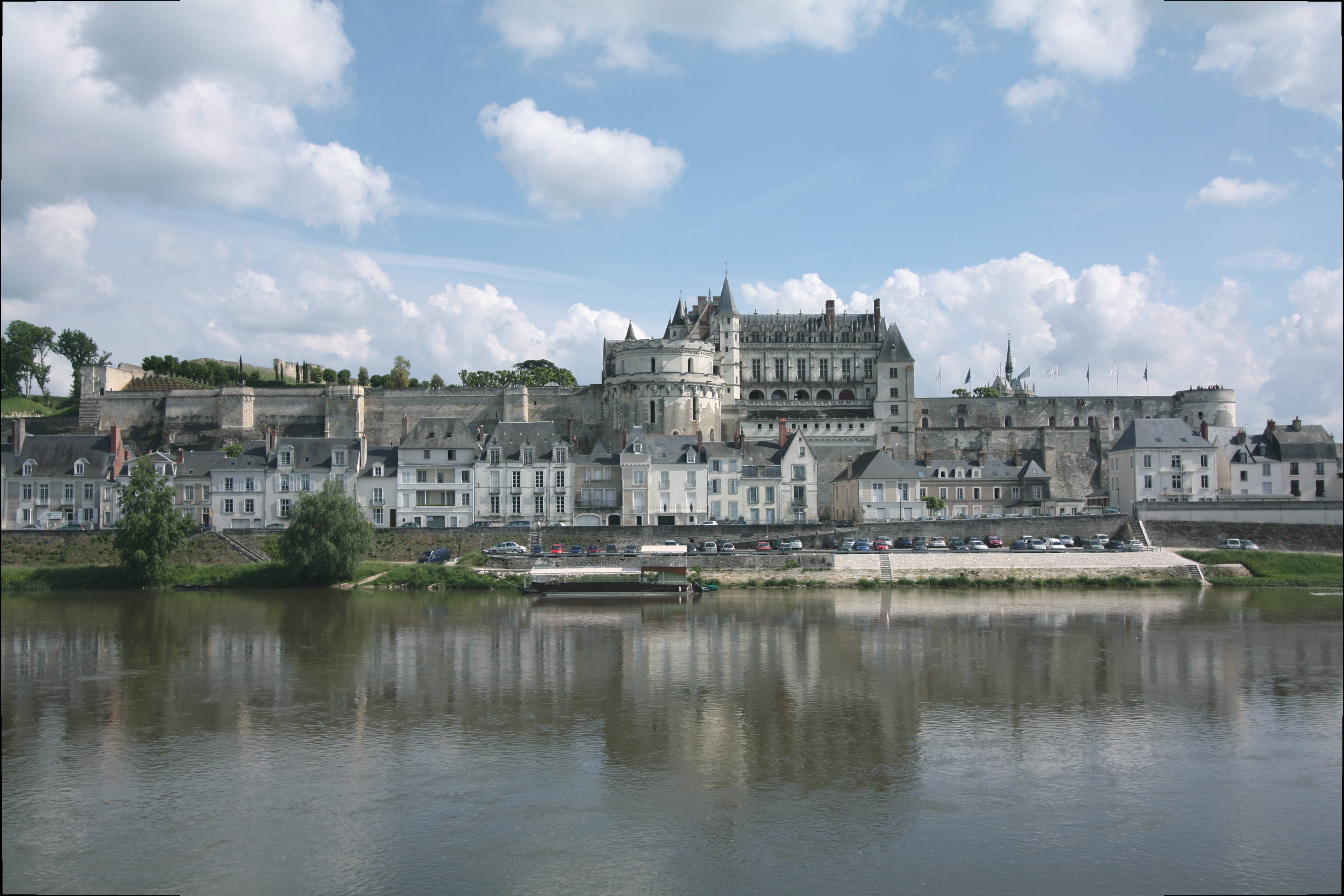
Vista de Amboise.
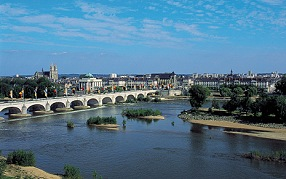
Vista de Tours.

##### De Tours a Angers
Sigue el Loira por Saint-Genouph (1015 hab.), Saint-Étienne-de-Chigny (1364 hab.) y Cinq-Mars-la-Pile (3175 hab.), donde al poco se le une por la margen izquierda el río Cher (365 km) y donde aún permanece en pie una soberbia pila funeraria romana, del siglo II o III, construida en ladrillo que alcanza los 29,50 m. Pasa por La Chapelle-aux-Naux (526 hab.), Langeais (3977 hab.) —donde está el castillo de Langeais—, Saint-Michel-sur-Loire (580 hab.), Bréhémont (809 hab.), Saint-Patrice (681 hab.) y La Chapelle-sur-Loire (1544 hab.), pasada la cual vuelve a haber nuevamente otra central en medio del río, en una isla, la Central nuclear de Chinon, operativa desde 1957, justo en la confluencia con el río Indre (276 km). En la ribera del Indre, no lejos de la desembocadura, está uno de los más famosos castillos del Loira, el castillo de Azay-le-Rideau.
Llega a Chouzé-sur-Loire (2079 hab.) —donde está el castillo des Réaux— y Candes-Saint-Martin (222 hab.), otro de los pueblecitos considerados Les Plus Beaux Villages de France, donde el Loira recibe por la mano izquierda al caudaloso río Vienne 372 km) y el Loira se interna en el departamento de Maine-et-Loire, en la región de Países del Loira.
Deja atrás el río Montsoreau (480 hab.), otro pueblecito considerado Beaux Villages, con el castillo de Montsoreau, Varennes-sur-Loire (1891 hab.), Turquant (563 hab.), Parnay (482 hab.), Souzay-Champigny (753 hab.), Villebernier (1449 hab.) y llega a Saumur (27 283 hab.), otra de las Villes d'art et d'histoire con una isla habitada en medio del río y el soberbio castillo medieval de Saumur, erigido entre el siglo X y el XIV. Al poco de Saumur, por la margen izquierda, le acomete el río Thouet (142 km).
Sigue por Chênehutte-Trèves-Cunault (1038 hab.), Saint-Martin-de-la-Place (1156 hab.), Saint-Clément-des-Levées (1149 hab.), Les Rosiers-sur-Loire (2357 hab.), Gennes (2086 hab.), Le Thoureil (436 hab.), La Ménitré (2194 hab.), donde está la abadía Saint-Maur de Glanfeuil, Saint-Rémy-la-Varenne (976 hab.), Saint-Mathurin-sur-Loire (2374 hab.), La Bohalle (1208 hab.), La Daguenière (1282 hab.) y Les Ponts-de-Cé (11 696 hab.), ya un suburbio de Angers (147 571 hab., con 397 435 hab. en el área metropolitana). Tras bordear la capital angevina por el sur, confluye en Saint-Jean-de-la-Croix (239 hab.), a unos 8 km, con el Maine (12 km) —formado por la confluencia del río Mayenne (200 km) y el río Sarthe (313 km)—.

De Tours a Angers
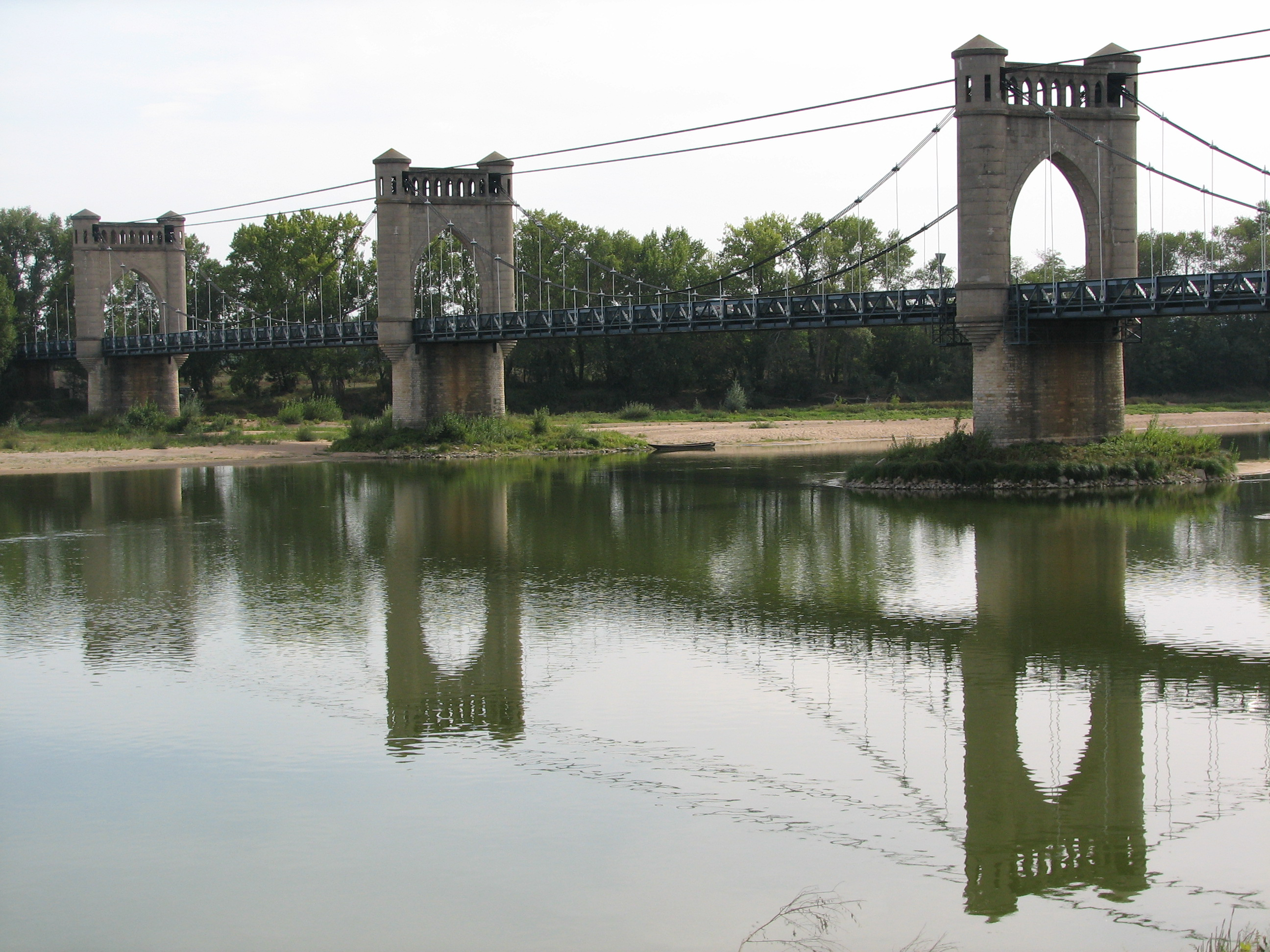
Puente colgante de Langeais.
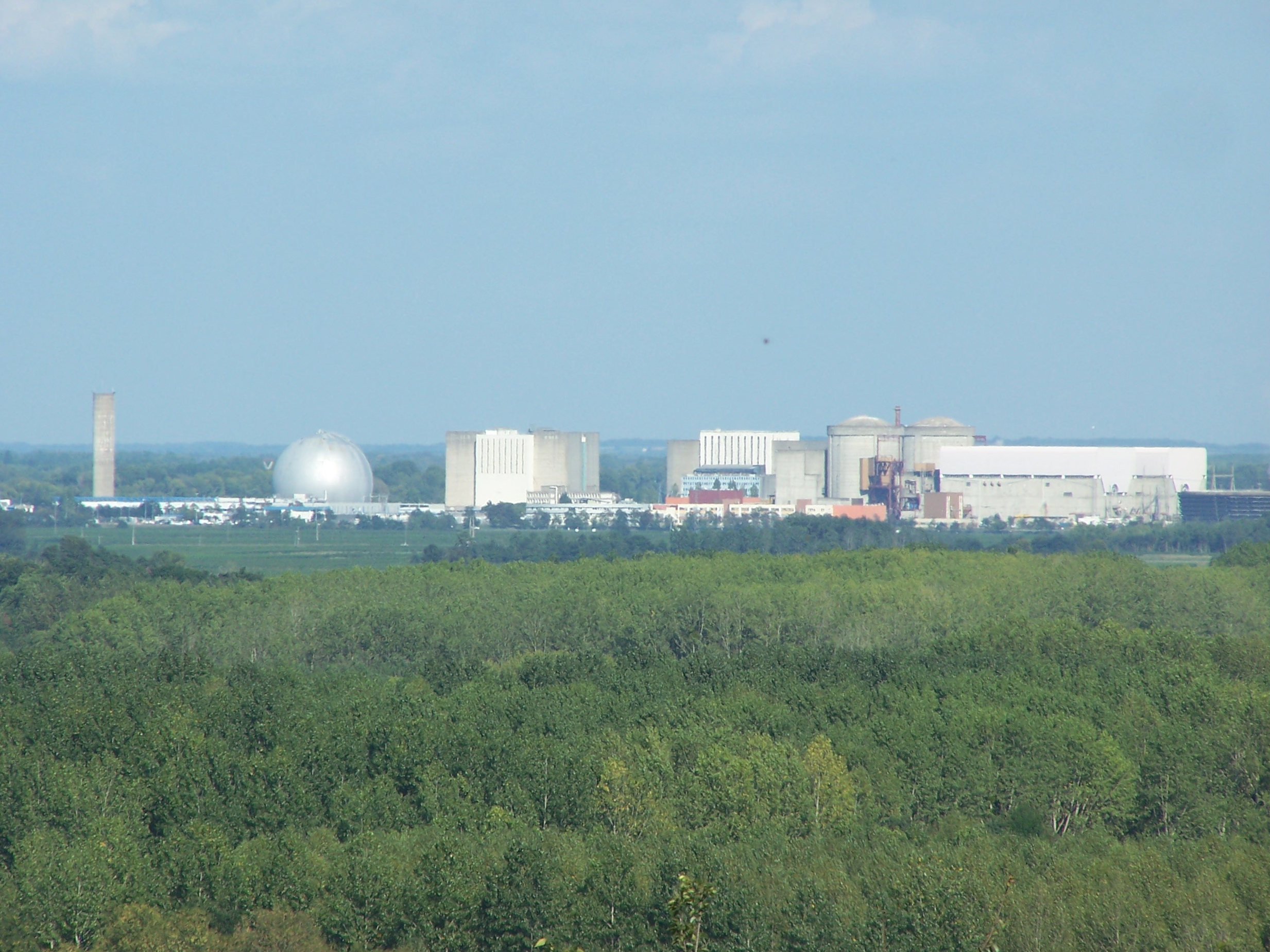
La central de Chinon, en una isla del río.
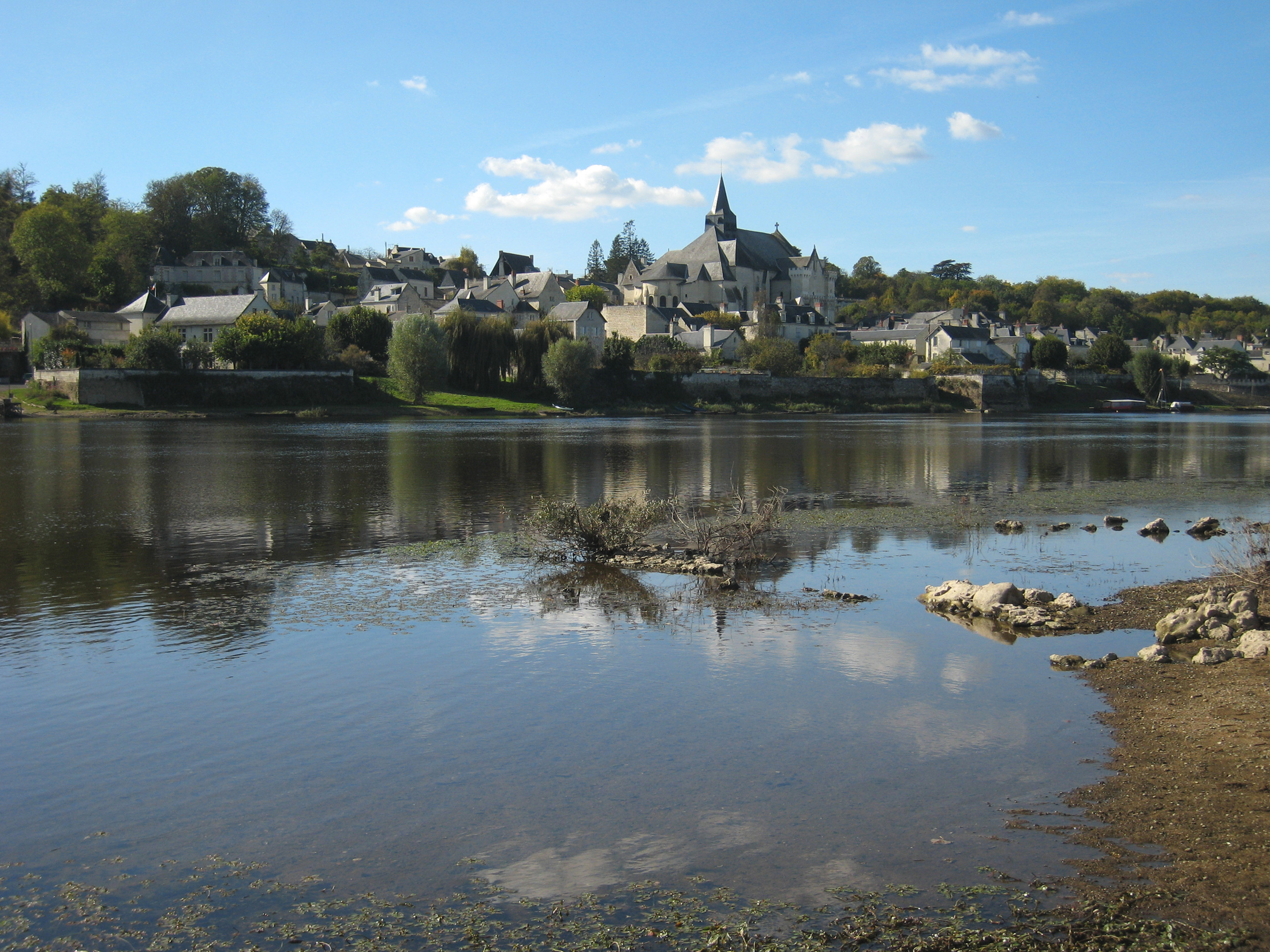
Vista del pueblecito de Candes.
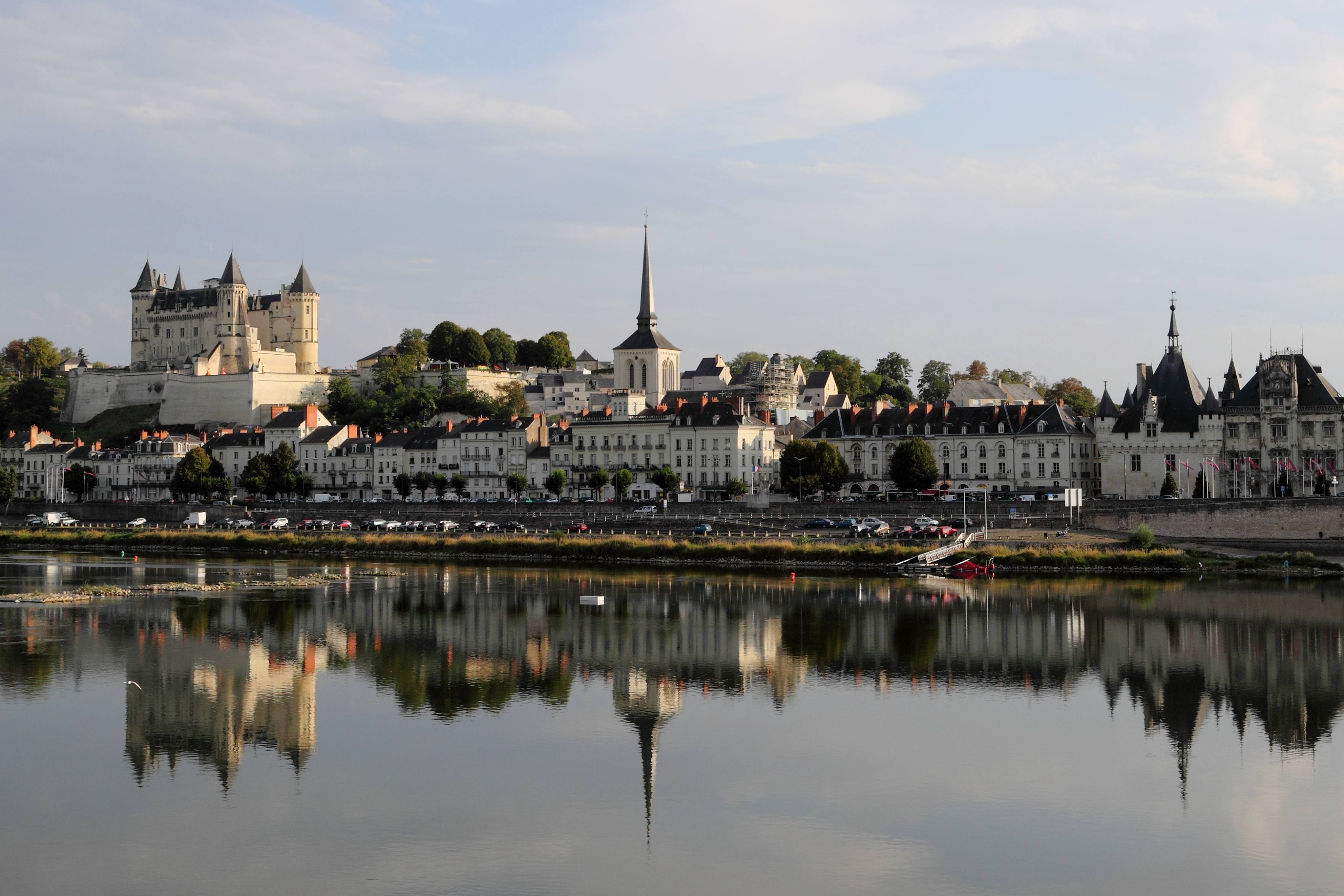
Vista de Saumur.
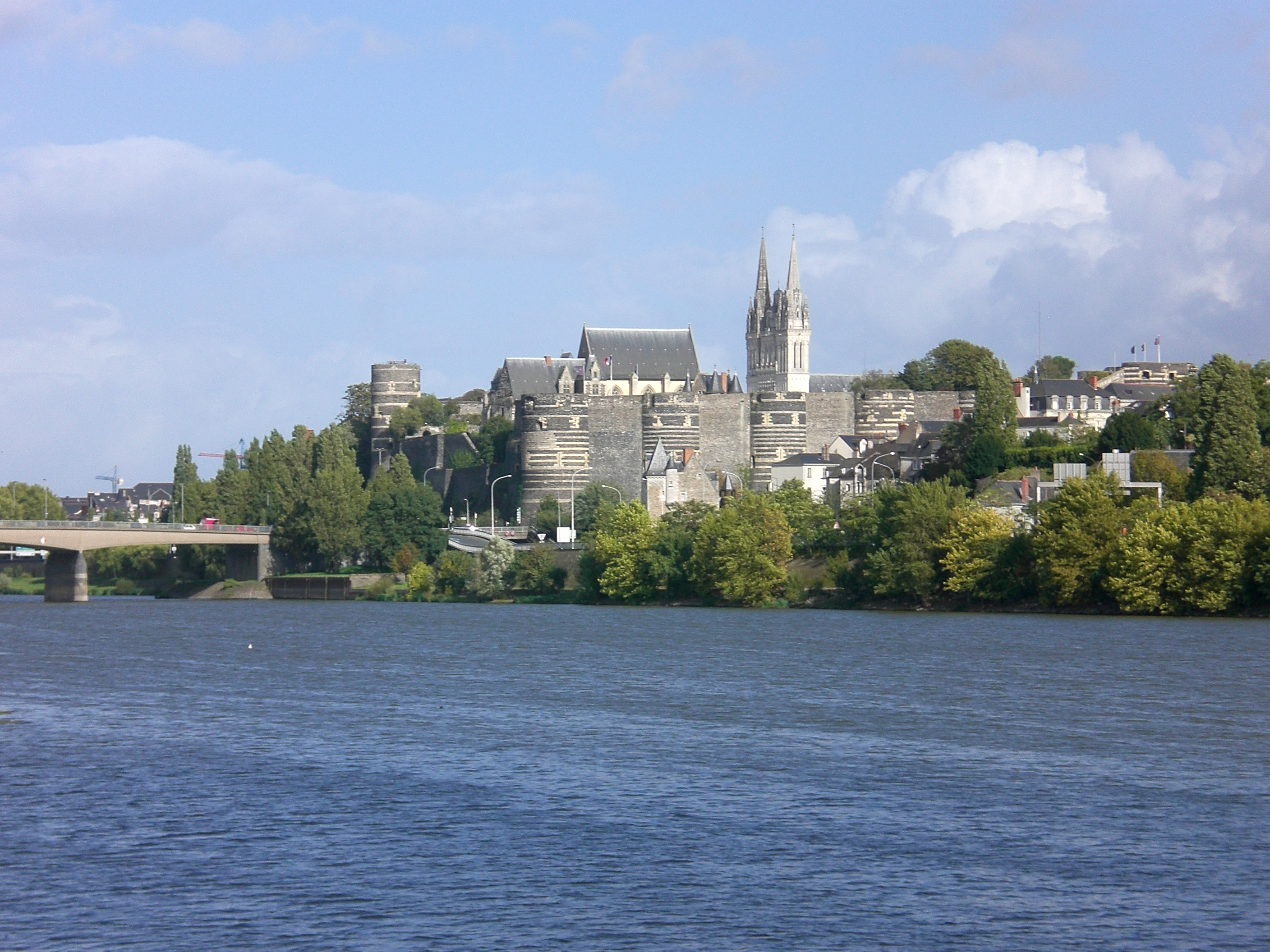
Vista de Angers asomando al Maine.

### El Bajo Loira
Desde la confluencia con el Maine, incluyendo los casi 150 km del estuario, el curso del Loira alterna entre los abruptos cortes escarpados, a veces impresionante, tallados en las rocas hercínianas del macizo Armoricano, y los escalonamientos en múltiples brazos salpicados de islas y de islotes. La arena poco a poco es reemplazada gradualmente por el cieno depositado por el reflujo de las mareas, que pueden, con viento del oeste en algunas ocasiones, remontar hasta más allá del Mauves. Entre Angers y Nantes las boires, brazos muertos, bordean el curso del río. Están inscritos como zonas naturales de interés ecológico, faunístico y florístico, en especial la boire de Champtocé, en Maine-et-Loire, y la boire Torse (de una longitud de 17 km), en Loire-Atlantique.

#### De Angers a Nantes
Continúa el Loire su avanzar en dirección oeste, pasando por Béhuard (127 hab.), Savennières (1375 hab.), La Possonnière (2342 hab.), Rochefort-sur-Loire (2232 hab.) y Chalonnes-sur-Loire (6492 hab.), donde comienza una gran isla deshabitada de más de 10 km que finaliza en Montjean-sur-Loire (2939 hab.). Llega después el río a
Ingrandes (1645 hab.), donde el Loira vuelve a ser límite departamental, esta vez entre Maine-et-Loire y Loira Atlántico. Desde aquí el río se conoce como «Loira bretón» (Loire bretonne).
Continúa el río por Varades (3514 hab.) y Saint-Florent-le-Vieil (2677 hab.), donde recibe al río Èvre (276 km) que llega del sur. Aquí el río comienza a tener en su cauce grandes islas, como la isla Batailleuse (más de 4,0 km de longitud) (y más adelante, hasta Nantes, las de Mocquart (2,25 km), aux Moines (1,77 km), Neuve-Macrière (4,40 km) o Dorelle-Moron (4,40 km), Buzay (3,45 km), de La Chenaie (3,0 km) y Heron (2,5 km)). Luego el río sigue por Le Marillais (1084 hab.), Anetz (1910 hab.) —donde está el castillo del Plessis de Vair— y Ancenis (7551 hab.) —donde está el castillo de Ancenis. En Ancenis, a más de 150 km de la desembocadura, ya se siente la variación de la marea, que puede hacer cambiar el nivel del río en más de un metro. Llega después a Champtoceaux(2373 hab.), Oudon (3355 hab.), La Varenne (1762 hab.) y Le Cellier (3713 hab.) —donde está el castillo de Clermont —, pasado el cual se interna el río en el departamento de Loira Atlántico.
Continúa el Loira por Mauves-sur-Loire (3033 hab.) y llega al área metropolitana de Nantes, pasando por Thouaré-sur-Loire (7674 hab.), Sainte-Luce-sur-Loire (11 907 hab.) —donde está el castillo de Chassay—, Basse-Goulaine (8091 hab.), Saint-Sébastien-sur-Loire (25 017 hab.) y Nantes (284 970 hab.), con 873 133 hab. en el área metropolitana). En Nantes hay una terminal portuaria —capaz para cruceros y el embarque de automóviles, cereales, maderas y arenas— que forma parte del «Grand port maritime de Nantes-Saint-Nazaire».
Todavía en la aglomeración nantesa, están Rezé (38 425 hab.) —frente a la isla de Nantes, en la confluencia con el río Sèvre nantaise (125 km)—, Bouguenais (18 194 hab.), Indre (4006 hab.), La Montagne (5985 hab.), Couëron (18 591 hab.), Saint-Jean-de-Boiseau (5131 hab.) y Le Pellerin (4382 hab.), saliendo ya de la aglomeración urbana, donde hay una terminal portuaria de reparaciones navales.

De Angers a Nantes
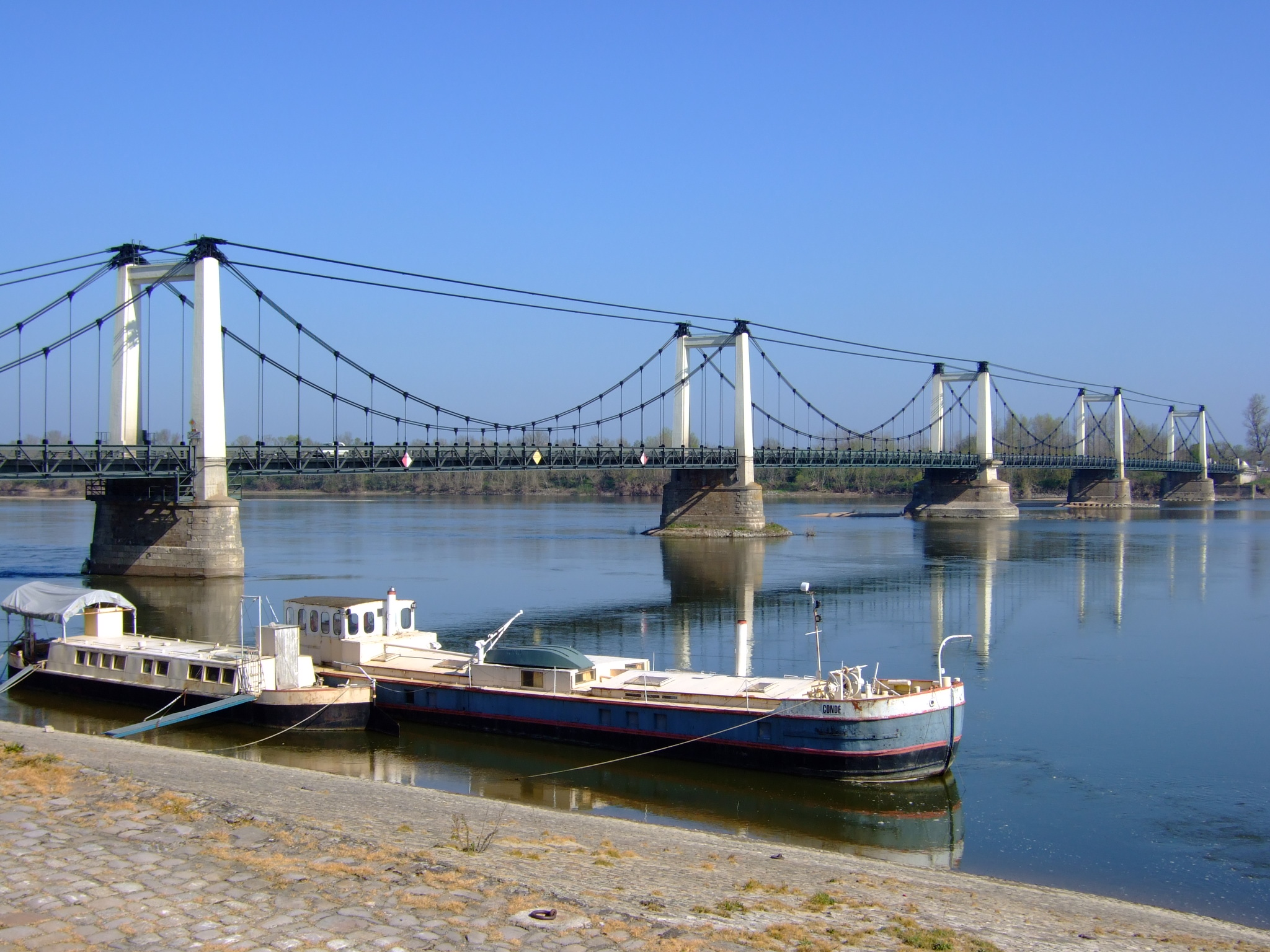
Puente colgante de Montjean-sur-Loire.
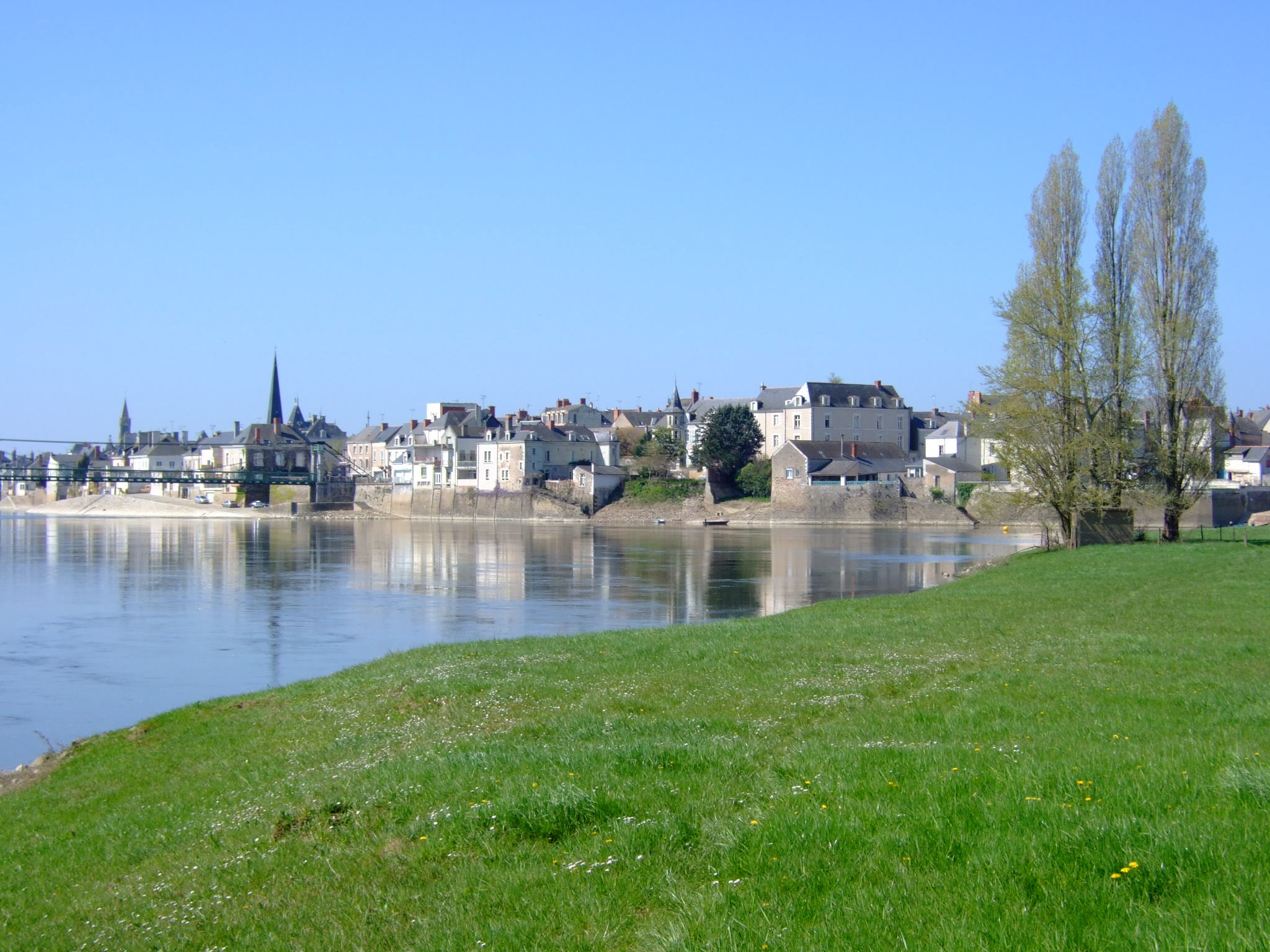
Vista de Ingrandes.
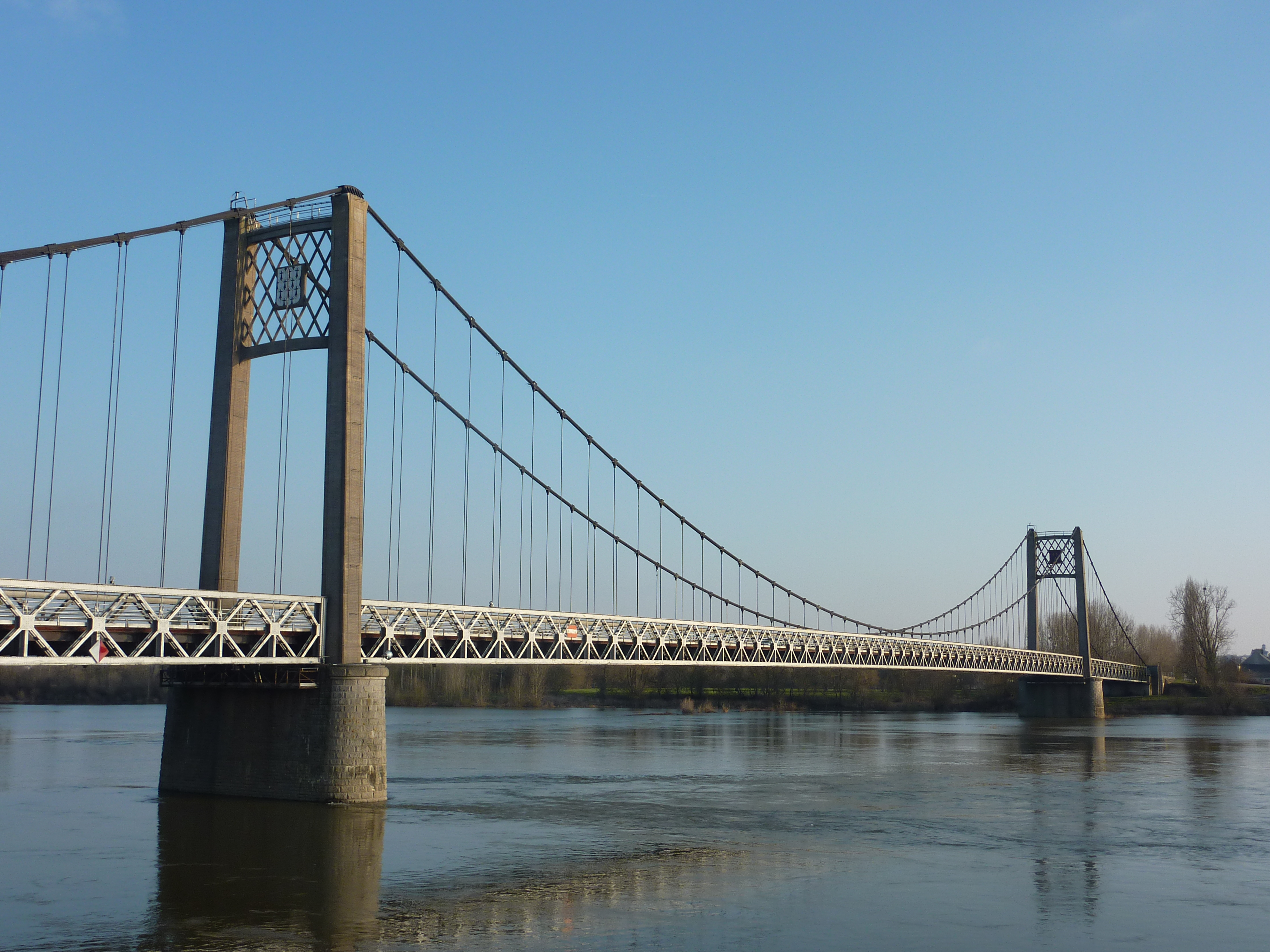
Puente colgante de Ancenis.
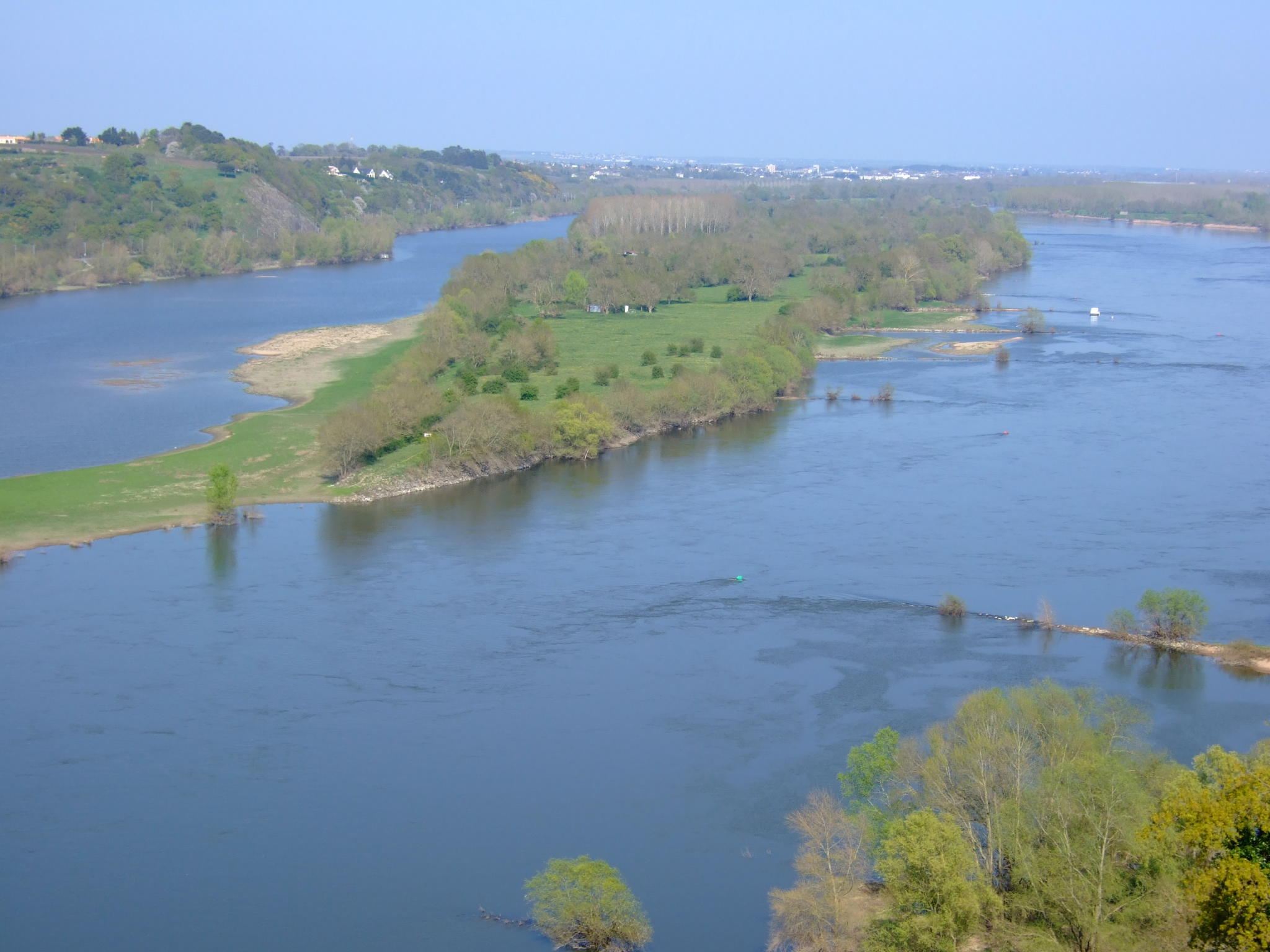
La isla de Neuve desde el paseo de Champalud a Champtoceaux.
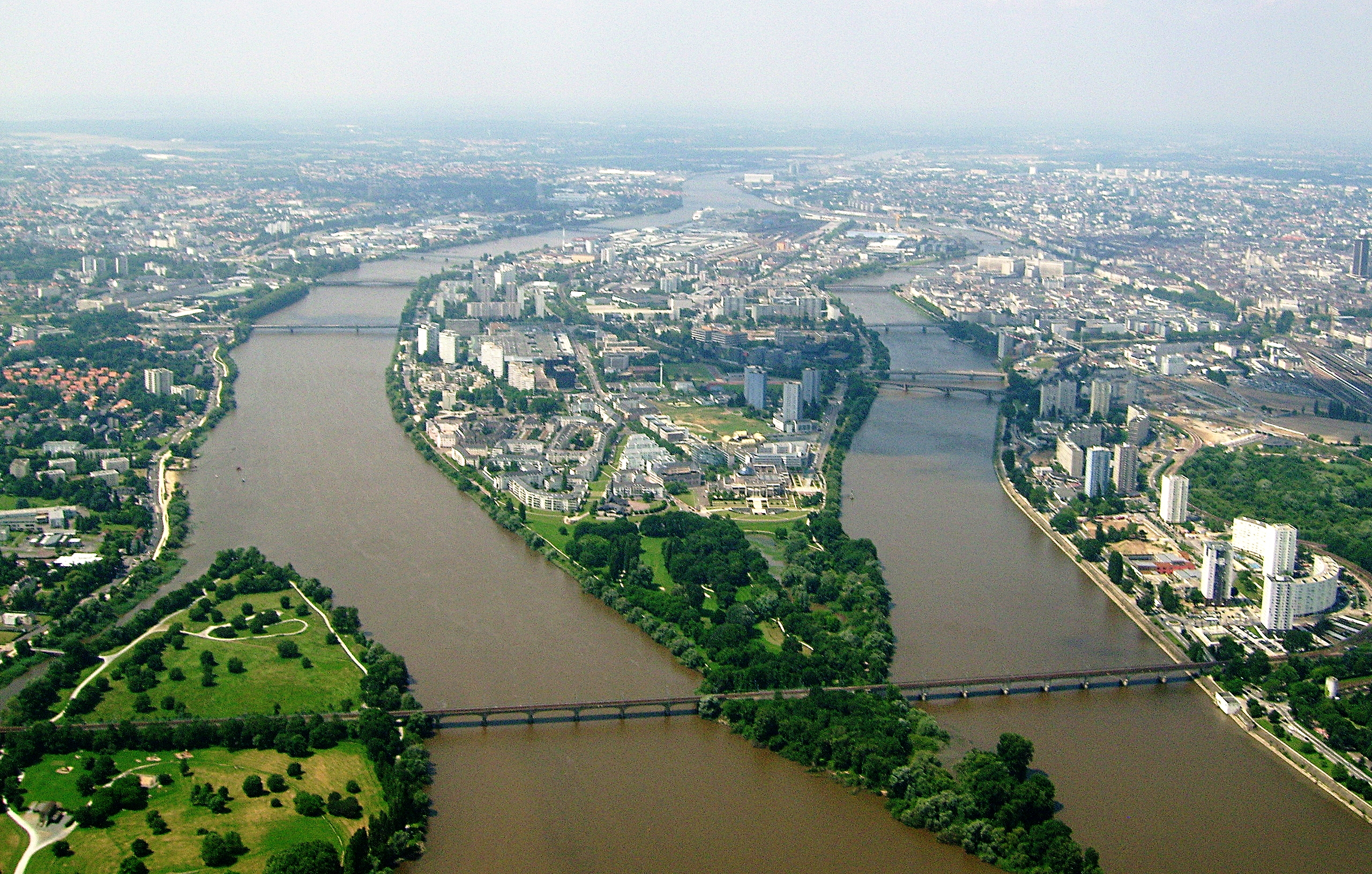
Isla de Nantes.

#### El estuario
El estuario —el lugar donde el agua marina se encuentra con el agua dulce descendiendo el lecho del río— va desde Nantes hasta su desembocadura en el océano Atlántico. El estuario del Loira se compone de canales, salpicados de islas y bordeado por áreas pantanosas. Constituye uno de los principales humedales en la fachada del océano Atlántico y es un eslabón importante en el ecosistema de estuario con el lago de Grand-Place, las marismas de Brière y las de Guérande. La onda de la marea se extiende aguas arriba de Nantes. Los últimos cien kilómetros del Loira están sometidos a las mareas, mezclándose a diario los dos cuerpos de agua. La diferencia en el nivel de agua entre la marea baja y alta mar alcanza los 6 m, tanto en Saint-Nazaire como en Nantes, e incluso llega a una altura de 1 m en Ancenis, 50 km aguas arriba de Nantes. El caudal medio del río es de 825 m3⋅s-1, con un régimen irregular que va de menos de 100 m3⋅s-1 en estiaje a más de 6000 m3⋅s-1 en la crecida. El ancho del río puede llegar a casi un kilómetro entre las dos orillas opuestas.
Tras dejar atrás el puerto de Le Pellerin , el Loira recibe al Buzay y comienza a ensancharse, pasando de alrededor de 300 m hasta los 600 m. En este ya su último tramo pasa por Cordemais (2938 hab.), donde hay una central térmica de carbón de EDP, Lavau-sur-Loire (758 hab.), Paimbœuf (3206 hab.), Corsept (2742 hab.) y Donges (6748 hab.), donde hay un puerto con refinería de petróleo, muy próxima a las marismas de Brière, que son drenadas por el último de los afluentes del Loira: el Brivet. Las marismas están protegidas como parque natural regional de Brière.
Llega finalmente el Loira al Atlántico, teniendo en la margen izquierda, a Saint-Brevin-les-Pins (12 248 hab.), y en la margen derecha Saint-Nazaire (67 031 hab.), con su terminal de cargas pesadas, frigorífica, agroporturaria, frutera, y de reparación naval.
El Loira desemboca en el océano a través de la boca del estuario que comienza a ensancharse a nivel de Saint-Nazaire (Loira Atlántico). En este estuario, la presencia de un islote emergido, el «Banc du Billot», ubicado frente al puerto de Montoir-de-Bretagne dificulta la remontada de los buques en Loira marítima (sección Nantes-Saint-Nazaire) muy delicada. Un canal de 13 m de profundidad se mantiene de forma permanente.
El estuario aloja los famosos chantiers de l'Atlantique, unos astilleros reputados en especial en la construcción de transatlánticos (Normandie, France...) y de cruceros (Sovereign of the Seas, Queen Mary 2...). El puente de Saint-Nazaire, un puente atirantado multicable en abanico, atraviesa el estuario del Loira

De Nantes a Saint-Nazaire
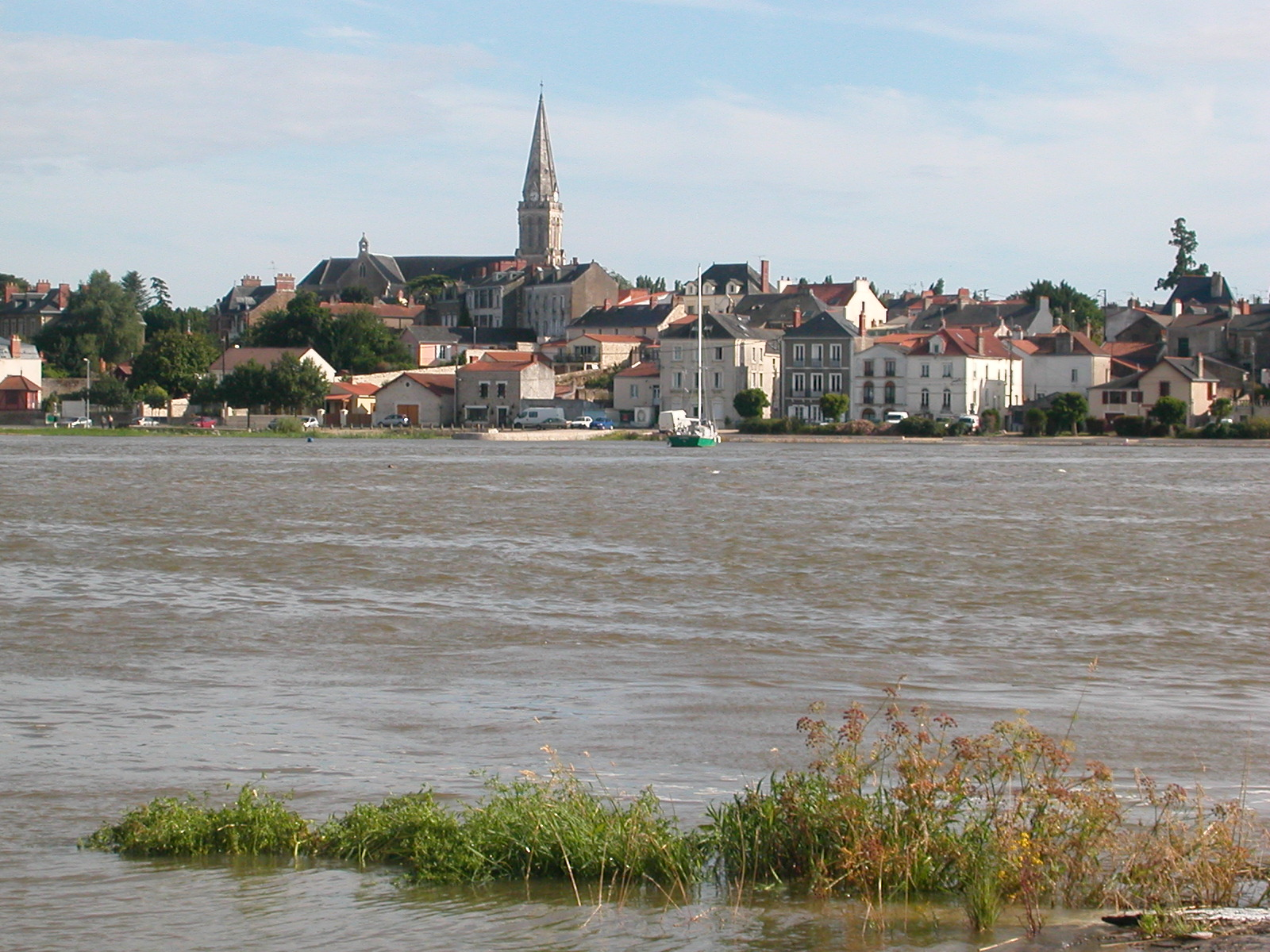
Vista del puerto de Le Pellerin.
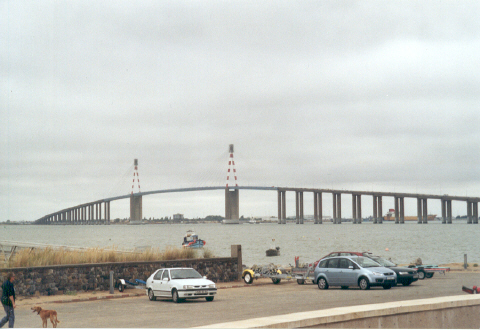
El Puente de Saint-Nazaire visto desde Saint-Brevin-les-Pins.
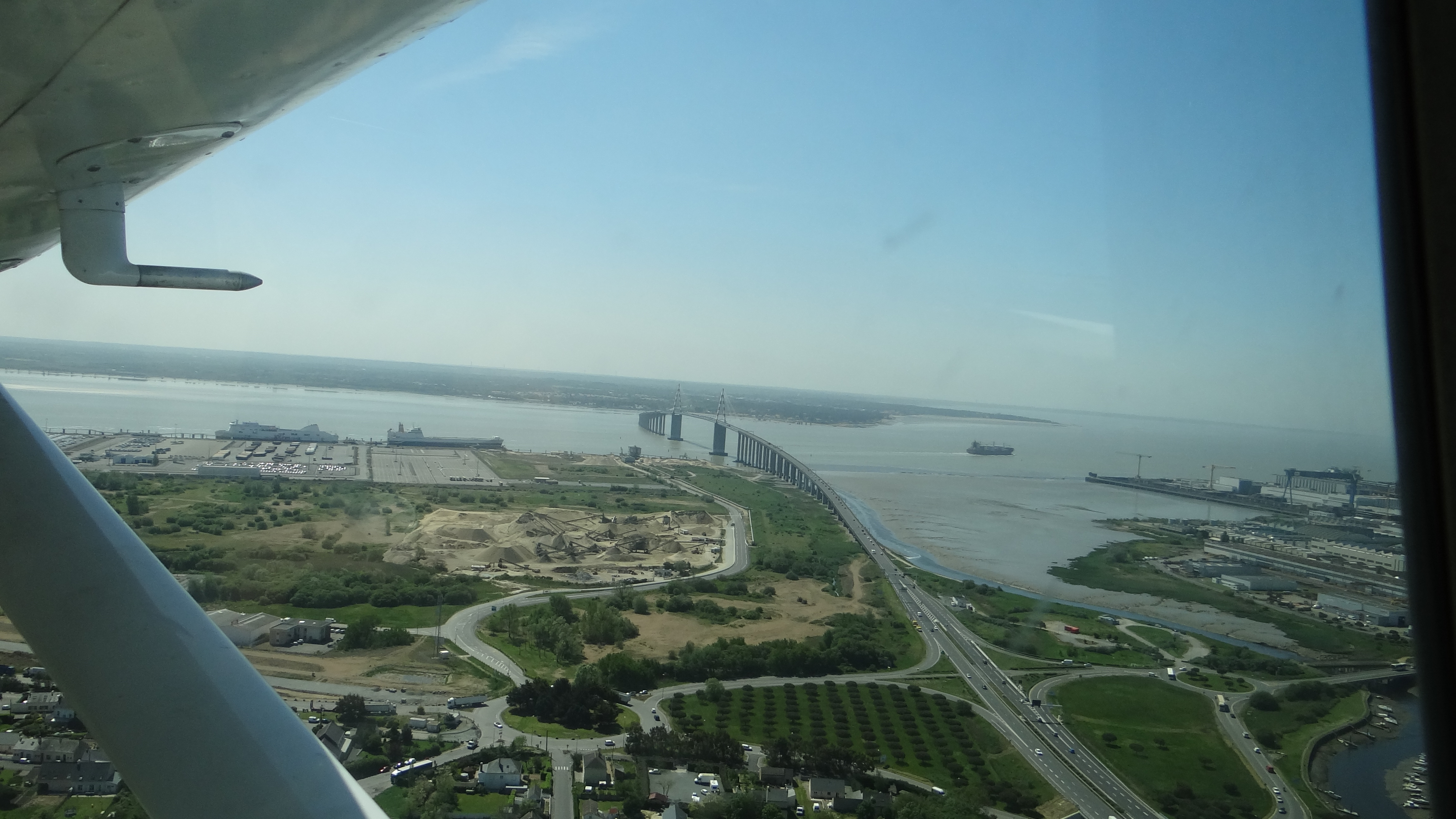
El puente de Saint-Nazaire y el astillero naval.
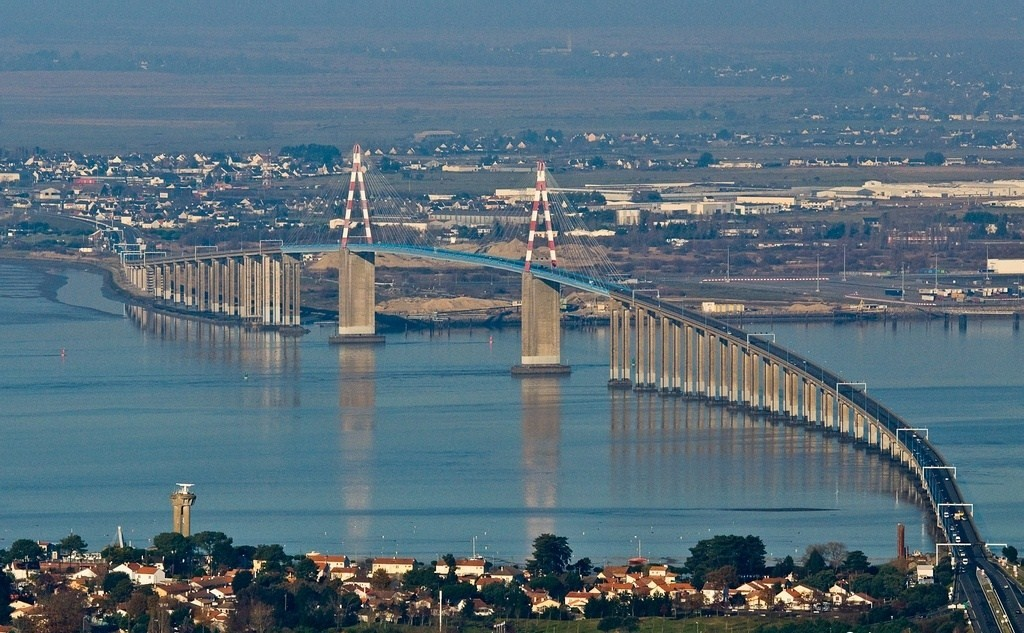
El puente de Saint-Nazaire.
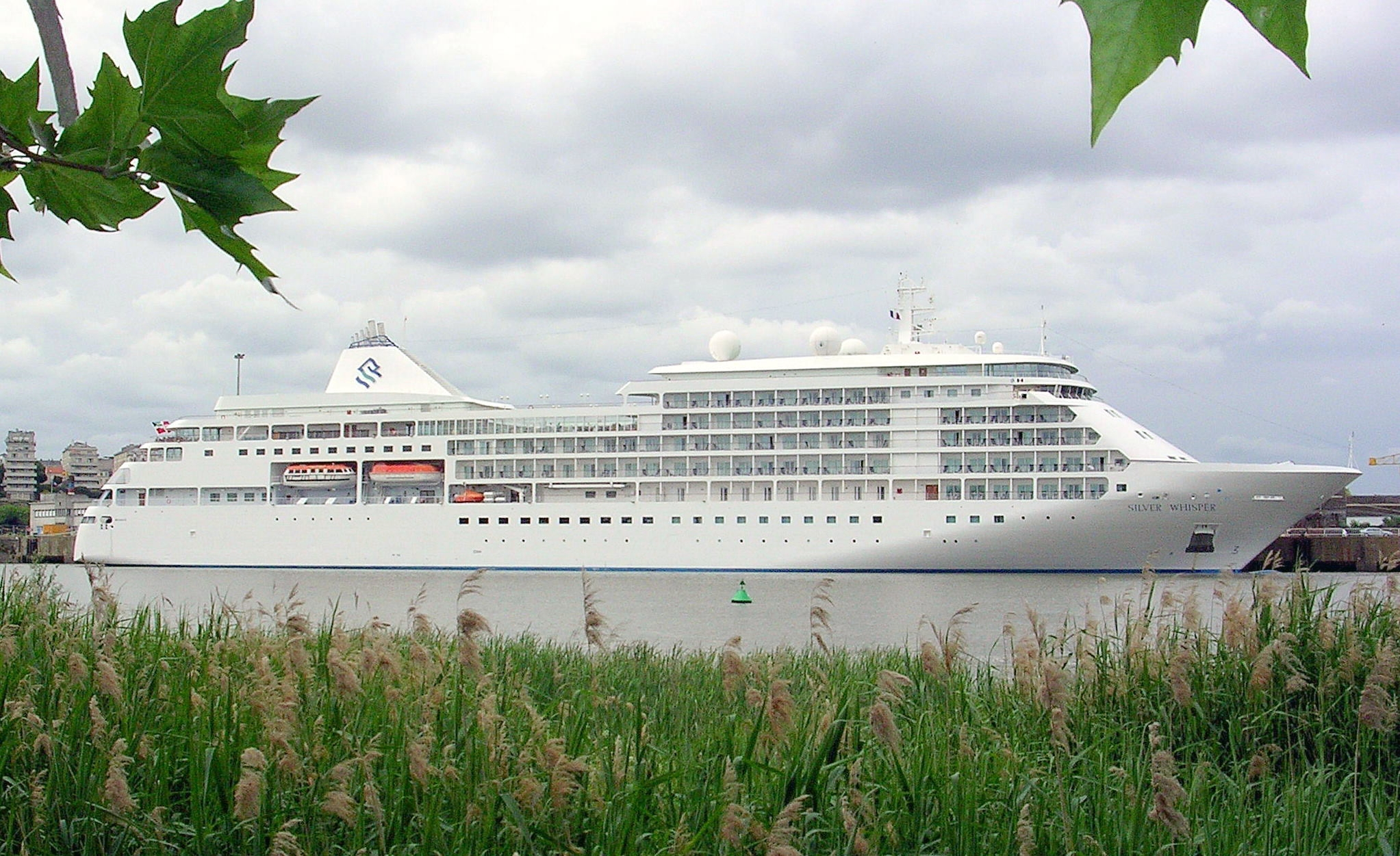
Crucero de escala en Nantes.

## El sistema fluvial del río Loira
Los principales afluentes del Loira se recogen en la tabla que sigue. Los afluentes se ordenan geográficamente, siguiendo el río desde su nacimiento hasta la desembocadura, y la dirección en la que desembocan los afluentes, izquierda-derecha, se consideran también aguas abajo.
| Ramal | Ramal | Nombre afluente        | Nombre afluente        | Nombre afluente        | Nombre afluente        | Nombre afluente        | Lugar desembocadura               | Río desembocadura | Longitud (km) | Cuenca (km²) | Caudal (m³/s) | Departamento (s) por el/los que fluye el río                    | Tramo administrativo             | Tramo administrativo                           | Tramo Hidrográfico | Tramo Hidrográfico |
| —     | D     | Río Aigue Nègre        | Río Aigue Nègre        | Río Aigue Nègre        | Río Aigue Nègre        | Río Aigue Nègre        |                                   | Loira             | 4             |              |               | Ardèche                                                         | Ardèche                          | Auvernia-Ródano-Alpes                          | Alto Loira         |                    |
| I     | —     | Río Padelle            | Río Padelle            | Río Padelle            | Río Padelle            | Río Padelle            |                                   | Loira             | 12,5          |              |               | Ardèche                                                         | Ardèche                          | Auvernia-Ródano-Alpes                          | Alto Loira         |                    |
| —     | D     | Río Gazeille           | Río Gazeille           | Río Gazeille           | Río Gazeille           | Río Gazeille           |                                   | Loira             | 27            |              |               |                                                                 | Alto Loira                       | Auvernia-Ródano-Alpes                          | Alto Loira         |                    |
| I     | —     | Río Borne              | Río Borne              | Río Borne              | Río Borne              | Río Borne              |                                   | Loira             | 48            |              |               |                                                                 | Alto Loira                       | Auvernia-Ródano-Alpes                          | Alto Loira         |                    |
| I     | —     | Río Arzon              | Río Arzon              | Río Arzon              | Río Arzon              | Río Arzon              |                                   | Loira             | 44            |              |               |                                                                 | Alto Loira                       | Auvernia-Ródano-Alpes                          | Alto Loira         |                    |
| —     | D     | Río Lignon du Velay    | Río Lignon du Velay    | Río Lignon du Velay    | Río Lignon du Velay    | Río Lignon du Velay    | Monistrol-sur-Loire               | Loira             | 82            | 661,3        | 9,8           | Haute-Loire                                                     | Alto Loira                       | Auvernia-Ródano-Alpes                          | Alto Loira         |                    |
| I     | —     | Río Ance               | Río Ance               | Río Ance               | Río Ance               | Río Ance               | Bas-en-Basset                     | Loira             | 69            | 410          | 4,34          | Puy-de-Dôme, Loira y Alto Loira                                 | Alto Loira                       | Auvernia-Ródano-Alpes                          | Alto Loira         |                    |
| —     | D     | Río Semène             | Río Semène             | Río Semène             | Río Semène             | Río Semène             |                                   | Loira             | 45,8          | 155          | 1,91          | Loira y Alto Loira                                              | Alto Loira                       | Auvernia-Ródano-Alpes                          | Alto Loira         |                    |
| —     | D     | Río Ondaine            | Río Ondaine            | Río Ondaine            | Río Ondaine            | Río Ondaine            | Unieux                            | Loira             | 18,6          | 125          |               | Loira y Alto Loira                                              | Loira                            | Auvernia-Ródano-Alpes                          | Alto Loira         |                    |
| I     | —     | Río Bonson             | Río Bonson             | Río Bonson             | Río Bonson             | Río Bonson             |                                   | Loira             | 30,1          | 104          | 0,84          | Loira                                                           | Loira                            | Auvernia-Ródano-Alpes                          | Alto Loira         |                    |
| —     | D     | Río Furan              | Río Furan              | Río Furan              | Río Furan              | Río Furan              |                                   | Loira             | 34,2          | 178          | 2,42          | Loira                                                           | Loira                            | Auvernia-Ródano-Alpes                          | Alto Loira         |                    |
| I     | —     | Río Mare               | Río Mare               | Río Mare               | Río Mare               | Río Mare               | Montrond-les-Bains                | Loira             | 46,6          | 95           | 0,86          | Puy-de-Dôme y Loira                                             | Loira                            | Auvernia-Ródano-Alpes                          | Alto Loira         |                    |
| —     | D     | Río Toranche           | Río Toranche           | Río Toranche           | Río Toranche           | Río Toranche           |                                   | Loira             | 29            |              |               |                                                                 | Loira                            | Auvernia-Ródano-Alpes                          | Alto Loira         |                    |
| —     | D     | Río Coise              | Río Coise              | Río Coise              | Río Coise              | Río Coise              |                                   | Loira             | 49,6          |              |               |                                                                 | Loira                            | Auvernia-Ródano-Alpes                          | Alto Loira         |                    |
| I     | —     | Río Lignon du Forez    | Río Lignon du Forez    | Río Lignon du Forez    | Río Lignon du Forez    | Río Lignon du Forez    | Feurs                             | Loira             | 58            | 664          | 8,33          | Loire                                                           | Loira                            | Auvernia-Ródano-Alpes                          | Alto Loira         |                    |
| I     | —     | Río Aix                | Río Aix                | Río Aix                | Río Aix                | Río Aix                |                                   | Loira             | 49            |              |               |                                                                 | Loira                            | Auvernia-Ródano-Alpes                          | Alto Loira         |                    |
| I     | —     | Río Lourdon            | Río Lourdon            | Río Lourdon            | Río Lourdon            | Río Lourdon            |                                   | Loira             | 7,9           |              |               |                                                                 | Loira                            | Auvernia-Ródano-Alpes                          | Alto Loira         |                    |
| I     | —     | Río Renaison           | Río Renaison           | Río Renaison           | Río Renaison           | Río Renaison           |                                   | Loira             | 26            |              |               |                                                                 | Loira                            | Auvernia-Ródano-Alpes                          | Alto Loira         |                    |
| I     | —     | Río Oudan              | Río Oudan              | Río Oudan              | Río Oudan              | Río Oudan              |                                   | Loira             | 17,8          |              |               |                                                                 | Loira                            | Auvernia-Ródano-Alpes                          | Alto Loira         |                    |
| —     | D     | Río Rhins              | Río Rhins              | Río Rhins              | Río Rhins              | Río Rhins              | Roanne                            | Loira             | 60            | 427          | 5,25          | Loire                                                           | Loira                            | Auvernia-Ródano-Alpes                          | Alto Loira         |                    |
| —     | D     | Río Rhodon             | Río Rhodon             | Río Rhodon             | Río Rhodon             | Río Rhodon             |                                   | Loira             | 13            |              |               |                                                                 | Loira                            | Auvernia-Ródano-Alpes                          | Alto Loira         |                    |
| —     | D     | Río Jarnossin          | Río Jarnossin          | Río Jarnossin          | Río Jarnossin          | Río Jarnossin          |                                   | Loira             | 20,9          |              |               |                                                                 | Loira                            | Auvernia-Ródano-Alpes                          | Alto Loira         |                    |
| —     | D     | Río Sornin             | Río Sornin             | Río Sornin             | Río Sornin             | Río Sornin             |                                   | Loira             | 45            |              |               |                                                                 | Loira                            | Auvernia-Ródano-Alpes                          | Alto Loira         |                    |
| I     | —     | Río Teyssonne          | Río Teyssonne          | Río Teyssonne          | Río Teyssonne          | Río Teyssonne          |                                   | Loira             | 30            |              |               |                                                                 | Loira                            | Auvernia-Ródano-Alpes                          | Alto Loira         |                    |
| I     | —     | Río Arçon              | Río Arçon              | Río Arçon              | Río Arçon              | Río Arçon              |                                   | Loira             | 28,8          |              |               |                                                                 | Saona y Loira                    | Borgoña-Franco Condado                         | Alto Loira         |                    |
| I     | —     | Río Urbise             | Río Urbise             | Río Urbise             | Río Urbise             | Río Urbise             |                                   | Loira             | 28,4          |              |               |                                                                 | Saona y Loira                    | Borgoña-Franco Condado                         | Alto Loira         |                    |
| —     | D     | Río Arconce            | Río Arconce            | Río Arconce            | Río Arconce            | Río Arconce            | Varenne-Saint-Germain             | Loira             | 99            | 599          | 5,65          |                                                                 | Allier / Saona y Loira           | Auvernia-Ródano-Alpes / Borgoña-Franco Condado | Alto Loira         |                    |
| —     | D     | Río Arroux             | Río Arroux             | Río Arroux             | Río Arroux             | Río Arroux             | Digoin                            | Loira             | 132,4         | 3174         | 34,1          | Côte-d'Or, Saona y Loira y Morvan                               | Allier / Saona y Loira           | Auvernia-Ródano-Alpes / Borgoña-Franco Condado | Alto Loira         |                    |
| —     | —     |                        | Río Bourbine           | Río Bourbine           | Río Bourbine           | Río Bourbine           |                                   | Arroux            | 82,4          | 845          | 7,88          | Saona y Loira                                                   | Allier / Saona y Loira           | Auvernia-Ródano-Alpes / Borgoña-Franco Condado | Alto Loira         |                    |
| —     | —     |                        |                        | Río Oudrache           | Río Oudrache           | Río Oudrache           |                                   | Bourbine          | 48,3          | 178          | 7,88          | Saona y Loira                                                   | Allier / Saona y Loira           | Auvernia-Ródano-Alpes / Borgoña-Franco Condado | Alto Loira         |                    |
| I     | —     | Río Vouzance           | Río Vouzance           | Río Vouzance           | Río Vouzance           | Río Vouzance           |                                   | Loira             | 41,3          |              |               |                                                                 | Allier / Saona y Loira           | Auvernia-Ródano-Alpes / Borgoña-Franco Condado | Alto Loira         |                    |
| I     | —     | Río Roudon             | Río Roudon             | Río Roudon             | Río Roudon             | Río Roudon             |                                   | Loira             | 36            |              |               |                                                                 | Allier / Saona y Loira           | Auvernia-Ródano-Alpes / Borgoña-Franco Condado | Alto Loira         |                    |
| I     | —     | Río Besbre             | Río Besbre             | Río Besbre             | Río Besbre             | Río Besbre             | Cerca de Dompierre-sur-Besbre     | Loira             | 97            | 762          | 9,23          | Allier, Loire                                                   | Allier / Saona y Loira           | Auvernia-Ródano-Alpes / Borgoña-Franco Condado | Alto Loira         |                    |
| —     | D     | Río Somme (Loira)      | Río Somme (Loira)      | Río Somme (Loira)      | Río Somme (Loira)      | Río Somme (Loira)      |                                   | Loira             | 46            |              |               |                                                                 | Allier / Saona y Loira           | Auvernia-Ródano-Alpes / Borgoña-Franco Condado | Alto Loira         |                    |
| I     | —     | Río Engièvre           | Río Engièvre           | Río Engièvre           | Río Engièvre           | Río Engièvre           |                                   | Loira             | 21,9          |              |               |                                                                 | Allier / Saona y Loira           | Auvernia-Ródano-Alpes / Borgoña-Franco Condado | Alto Loira         |                    |
| —     | D     | Río Aron               | Río Aron               | Río Aron               | Río Aron               | Río Aron               | Saint-Léger-des-Vignes            | Loira             | 105,4         | 1600         | 17,6          | Nièvre                                                          | Nièvre                           | Borgoña-Franco Condado                         | Alto Loira         |                    |
| —     | —     |                        | Río Alène              | Río Alène              | Río Alène              | Río Alène              |                                   | Aron              | 56            | 338          | 4,48          | Nièvre                                                          | Nièvre                           | Borgoña-Franco Condado                         | Alto Loira         |                    |
| I     | —     | Río Acolin             | Río Acolin             | Río Acolin             | Río Acolin             | Río Acolin             | Cerca de Decize                   | Loira             | 61,7          | 384          | 2,5           | Allier                                                          | Nièvre                           | Borgoña-Franco Condado                         | Alto Loira         |                    |
| —     | D     | Río Ixeure             | Río Ixeure             | Río Ixeure             | Río Ixeure             | Río Ixeure             |                                   | Loira             | 27,1          | 115          | 1,26          | Nièvre                                                          | Nièvre                           | Borgoña-Franco Condado                         | Alto Loira         |                    |
| I     | —     | Río Collâtre           | Río Collâtre           | Río Collâtre           | Río Collâtre           | Río Collâtre           |                                   | Loira             | 33,5          |              |               |                                                                 | Nièvre                           | Borgoña-Franco Condado                         | Alto Loira         |                    |
| —     | D     | Río Nièvre             | Río Nièvre             | Río Nièvre             | Río Nièvre             | Río Nièvre             | Nevers                            | Loira             | 53            | 630          | 5             | Nièvre                                                          | Nièvre                           | Borgoña-Franco Condado                         | Alto Loira         |                    |
| I     | —     | Río Allier             | Río Allier             | Río Allier             | Río Allier             | Río Allier             | Cerca de Nevers                   | Loira             | 420,9         | 14 310       | 147           | Lozère, Ardèche, Alto Loira, Puy-de-Dôme, Allier, Nièvre y Cher | Cher / Nièvre                    | Borgoña-Franco Condado / Centro-Valle de Loira | Medio Loira        |                    |
| —     | —     |                        | Río Sioule             | Río Sioule             | Río Sioule             | Río Sioule             | Cerca de Saint-Pourçain-sur-Sioul | Allier            | 167           | 2468         | 25,5          | Puy-de-Dôme y Allier                                            | Cher / Nièvre                    | Borgoña-Franco Condado / Centro-Valle de Loira | Medio Loira        |                    |
| —     | —     |                        |                        | Río Bouble             | Río Bouble             | Río Bouble             | Cerca de Saint-Pourçain-sur-Sioul | Sioule            | 65            | 555          | 3,97          | Puy-de-Dôme y Allier                                            | Cher / Nièvre                    | Borgoña-Franco Condado / Centro-Valle de Loira | Medio Loira        |                    |
| —     | —     |                        |                        | Río Sioulet            | Río Sioulet            | Río Sioulet            |                                   | Sioule            | 45,7          | 472          | 6,14          | Puy-de-Dôme                                                     | Cher / Nièvre                    | Borgoña-Franco Condado / Centro-Valle de Loira | Medio Loira        |                    |
| —     | —     |                        | Río Morge (Allier)     | Río Morge (Allier)     | Río Morge (Allier)     | Río Morge (Allier)     | Cerca de Maringues                | Allier            | 68,4          | 713          | 4,22          | Puy-de-Dôme                                                     | Cher / Nièvre                    | Borgoña-Franco Condado / Centro-Valle de Loira | Medio Loira        |                    |
| —     | —     |                        | Río Alagnon            | Río Alagnon            | Río Alagnon            | Río Alagnon            |                                   | Allier            | 86            | 1042         | 12,0          | Cantal, Haute-Loire y Puy-de-Dôme                               | Cher / Nièvre                    | Borgoña-Franco Condado / Centro-Valle de Loira | Medio Loira        |                    |
| —     | —     |                        | Río Senouire           | Río Senouire           | Río Senouire           | Río Senouire           | Fontannes                         | Allier            | 63,2          | 170          | 1,57          | Haute-Loire                                                     | Cher / Nièvre                    | Borgoña-Franco Condado / Centro-Valle de Loira | Medio Loira        |                    |
| —     | —     |                        | Río Chapeauroux        | Río Chapeauroux        | Río Chapeauroux        | Río Chapeauroux        | Saint-Christophe-d'Allier         | Allier            | 56,0          | 387          | 3,36          | Lozère y Haute-Loire                                            | Cher / Nièvre                    | Borgoña-Franco Condado / Centro-Valle de Loira | Medio Loira        |                    |
| —     | —     |                        | Río Dore               | Río Dore               | Río Dore               | Río Dore               |                                   | Allier            | 140,4         | 1523         | 20,3          | Puy-de-Dôme                                                     | Cher / Nièvre                    | Borgoña-Franco Condado / Centro-Valle de Loira | Medio Loira        |                    |
| I     | —     | Río Aubois             | Río Aubois             | Río Aubois             | Río Aubois             | Río Aubois             |                                   | Loira             | 37,1          |              |               | Cher                                                            | Cher / Nièvre                    | Borgoña-Franco Condado / Centro-Valle de Loira | Medio Loira        |                    |
| I     | —     | Río Vauvise            | Río Vauvise            | Río Vauvise            | Río Vauvise            | Río Vauvise            | Saint-Satur)                      | Loira             | 67,0          | 392          | 2,84          | Cher                                                            | Cher / Nièvre                    | Borgoña-Franco Condado / Centro-Valle de Loira | Medio Loira        |                    |
| —     | D     | Río Nohain             | Río Nohain             | Río Nohain             | Río Nohain             | Río Nohain             |                                   | Loira             | 45            | 521          | 3,45          | Nièvre                                                          | Cher / Nièvre                    | Borgoña-Franco Condado / Centro-Valle de Loira | Medio Loira        |                    |
| —     | D     | Río Œuf                | Río Œuf                | Río Œuf                | Río Œuf                | Río Œuf                |                                   | Loira             | 32,5          | 235          | 0,35          | Loiret                                                          | Cher / Nièvre                    | Borgoña-Franco Condado / Centro-Valle de Loira | Medio Loira        |                    |
| —     | D     | Río Vrille             | Río Vrille             | Río Vrille             | Río Vrille             | Río Vrille             |                                   | Loira             | 33            |              |               |                                                                 | Cher / Nièvre                    | Borgoña-Franco Condado / Centro-Valle de Loira | Medio Loira        |                    |
| —     | D     | Río Cheuille           | Río Cheuille           | Río Cheuille           | Río Cheuille           | Río Cheuille           |                                   | Loira             | 27,5          |              |               |                                                                 | Loiret                           | Centro-Valle de Loira                          | Medio Loira        |                    |
| —     | D     | Río Trézée             | Río Trézée             | Río Trézée             | Río Trézée             | Río Trézée             |                                   | Loira             | 22,4          |              |               | Loiret y Yonne                                                  | Loiret                           | Centro-Valle de Loira                          | Medio Loira        |                    |
| I     | —     | Río Notreure           | Río Notreure           | Río Notreure           | Río Notreure           | Río Notreure           |                                   | Loira             | 36,3          |              |               |                                                                 | Loiret                           | Centro-Valle de Loira                          | Medio Loira        |                    |
| I     | —     | Río Aquiaulne          | Río Aquiaulne          | Río Aquiaulne          | Río Aquiaulne          | Río Aquiaulne          |                                   | Loira             | 30,9          |              |               |                                                                 | Loiret                           | Centro-Valle de Loira                          | Medio Loira        |                    |
| —     | D     | Río Bonnée             | Río Bonnée             | Río Bonnée             | Río Bonnée             | Río Bonnée             |                                   | Loira             | 27,4          |              |               | Loiret                                                          | Loiret                           | Centro-Valle de Loira                          | Medio Loira        |                    |
| —     | D     | Río Oussance           | Río Oussance           | Río Oussance           | Río Oussance           | Río Oussance           |                                   | Loira             | 34,1          |              |               |                                                                 | Loiret                           | Centro-Valle de Loira                          | Medio Loira        |                    |
| —     | D     | Río Bionne             | Río Bionne             | Río Bionne             | Río Bionne             | Río Bionne             |                                   | Loira             | 6             |              |               | Loiret                                                          | Loiret                           | Centro-Valle de Loira                          | Medio Loira        |                    |
| I     | —     | Río Loiret             | Río Loiret             | Río Loiret             | Río Loiret             | Río Loiret             |                                   | Loira             | 13            | 282          | 1             | Loiret                                                          | Loiret                           | Centro-Valle de Loira                          | Medio Loira        |                    |
| —     | D     | Río Mauves             | Río Mauves             | Río Mauves             | Río Mauves             | Río Mauves             |                                   | Loira             | 17,6          | 274          | 0,68          | Loiret                                                          | Loiret                           | Centro-Valle de Loira                          | Medio Loira        |                    |
| I     | —     | Río Beuvron            | Río Beuvron            | Río Beuvron            | Río Beuvron            | Río Beuvron            | Chaumont-sur-Loire                | Loira             | 114,9         | 2193         | 11            | Loiret, Cher y Loir y Cher                                      | Loir-et-Cher                     | Centro-Valle de Loira                          | Medio Loira        |                    |
| —     | —     |                        | Río Cosson             | Río Cosson             | Río Cosson             | Río Cosson             |                                   | Beuvron           | 96            | 779          | 3,97          | Loiret y Loir-et-Cher                                           | Loir-et-Cher                     | Centro-Valle de Loira                          | Medio Loira        |                    |
| —     | D     | Río Amasse             | Río Amasse             | Río Amasse             | Río Amasse             | Río Amasse             |                                   | Loira             | 29,2          | 136          |               | Indre y Loira y Loir y Cher                                     | Indre-et-Loire                   | Centro-Valle de Loira                          | Medio Loira        |                    |
| —     | D     | Río Cisse              | Río Cisse              | Río Cisse              | Río Cisse              | Río Cisse              | Pocé-sur-Cisse                    | Loira             | 81            | 1295         |               | Indre y Loira y Loir y Cher                                     | Indre-et-Loire                   | Centro-Valle de Loira                          | Medio Loira        |                    |
| —     | —     |                        | Río Brenne (Cisse)     | Río Brenne (Cisse)     | Río Brenne (Cisse)     | Río Brenne (Cisse)     | Vernou-sur-Brenne                 | Cisse             | 54            | 263          | 1,23          | Indre-et-Loire y Loir-et-Cher                                   | Indre-et-Loire                   | Centro-Valle de Loira                          | Medio Loira        |                    |
| —     | D     | Río Choisille          | Río Choisille          | Río Choisille          | Río Choisille          | Río Choisille          |                                   | Loira             | 25,2          | 190          |               | Indre y Loira                                                   | Indre-et-Loire                   | Centro-Valle de Loira                          | Medio Loira        |                    |
| —     | D     | Río Bresme             | Río Bresme             | Río Bresme             | Río Bresme             | Río Bresme             |                                   | Loira             | 26,9          |              |               |                                                                 | Indre-et-Loire                   | Centro-Valle de Loira                          | Medio Loira        |                    |
| I     | —     | Río Cher               | Río Cher               | Río Cher               | Río Cher               | Río Cher               | Villandry                         | Loira             | 365           | 13 920       | 95,9          | Creuse, Puy-de-Dôme, Allier, Cher, Loir y Cher, e Indre y Loira | Indre-et-Loire                   | Centro-Valle de Loira                          | Medio Loira        |                    |
| —     | —     |                        | Río Sauldre            | Río Sauldre            | Río Sauldre            | Río Sauldre            |                                   | Cher              | 180,9         | 2254         | 15            | Loir-et-Cher                                                    | Indre-et-Loire                   | Centro-Valle de Loira                          | Medio Loira        |                    |
| —     | —     |                        |                        | Río Rère               | Río Rère               | Río Rère               | Villeherviers                     | Sauldre           | 53            |              |               | Cher y Loir-et-Cher                                             | Indre-et-Loire                   | Centro-Valle de Loira                          | Medio Loira        |                    |
| —     | —     |                        |                        | Río Petite Sauldre     | Río Petite Sauldre     | Río Petite Sauldre     | Cerca de Salbris                  | Sauldre           | 61,9          | 360          | 3,31          | Cher y Loir-et-Cher                                             | Indre-et-Loire                   | Centro-Valle de Loira                          | Medio Loira        |                    |
| —     | —     |                        | Río Arnon              | Río Arnon              | Río Arnon              | Río Arnon              | Cerca de Vierzon                  | Cher              | 150,5         | 2274         | 14,4          |                                                                 | Indre-et-Loire                   | Centro-Valle de Loira                          | Medio Loira        |                    |
| —     | —     |                        | Río Yèvre              | Río Yèvre              | Río Yèvre              | Río Yèvre              | Vierzon                           | Cher              | 80            | 2220         | 15,5          | Cher                                                            | Indre-et-Loire                   | Centro-Valle de Loira                          | Medio Loira        |                    |
| —     | —     |                        |                        | Río Auron              | Río Auron              | Río Auron              | Bourges                           | Yèvre             | 77            | 585          | 3,73          | Cher y Allier                                                   | Indre-et-Loire                   | Centro-Valle de Loira                          | Medio Loira        |                    |
| —     | —     |                        | Río Aumance            | Río Aumance            | Río Aumance            | Río Aumance            | Meaulne                           | Cher              | 56            | 986          | 6,51          | Allier                                                          | Indre-et-Loire                   | Centro-Valle de Loira                          | Medio Loira        |                    |
| —     | —     |                        | Río Tardes             | Río Tardes             | Río Tardes             | Río Tardes             | Cerca de Budelière                | Cher              | 86,5          | 972          | 9,09          | Cher                                                            | Indre-et-Loire                   | Centro-Valle de Loira                          | Medio Loira        |                    |
| —     | —     |                        |                        | Río Voueize            | Río Voueize            | Río Voueize            | Chambon-sur-Voueize               | Tardes            | 53,1          | 435          |               | Creuse                                                          | Indre-et-Loire                   | Centro-Valle de Loira                          | Medio Loira        |                    |
| —     | —     |                        | Río Fouzon             | Río Fouzon             | Río Fouzon             | Río Fouzon             | Châtillon-sur-Cher                | Cher              | 59            | 1002         | 5,74          | Cher, Indre y Loir-et-Cher                                      | Indre-et-Loire                   | Centro-Valle de Loira                          | Medio Loira        |                    |
| —     | D     | Río Roumer             | Río Roumer             | Río Roumer             | Río Roumer             | Río Roumer             |                                   | Loira             | 27,3          |              |               | Indre y Loira                                                   | Indre-et-Loire                   | Centro-Valle de Loira                          | Medio Loira        |                    |
| I     | —     | Río Indre              | Río Indre              | Río Indre              | Río Indre              | Río Indre              | Cerca de Candes-Saint-Martin      | Loira             | 276           | 3462         | 18,7          | Cher, Indre e Indre y Loira                                     | Indre-et-Loire                   | Centro-Valle de Loira                          | Medio Loira        |                    |
| I     | —     | Río Vienne             | Río Vienne             | Río Vienne             | Río Vienne             | Río Vienne             | Candes-Saint-Martin               | Loira             | 372           | 21 105       | 210           | Corrèze, Alto Vienne, Charente, Vienne e Indre y Loira          | Indre-et-Loire                   | Centro-Valle de Loira                          | Bajo Loira         |                    |
| —     | —     |                        | Río Creuse             | Río Creuse             | Río Creuse             | Río Creuse             |                                   | Vienne            | 255           |              |               |                                                                 | Indre-et-Loire                   | Centro-Valle de Loira                          | Bajo Loira         |                    |
| —     | —     |                        |                        | Río Gartempe           | Río Gartempe           | Río Gartempe           |                                   | Creuse            | 205           |              |               |                                                                 | Indre-et-Loire                   | Centro-Valle de Loira                          | Bajo Loira         |                    |
| —     | —     |                        |                        |                        | Río Anglin             | Río Anglin             |                                   | Gartempe          | 91            |              |               |                                                                 | Indre-et-Loire                   | Centro-Valle de Loira                          | Bajo Loira         |                    |
| —     | —     |                        |                        |                        |                        | Río Benaize            |                                   | Anglin            | 79            |              |               |                                                                 | Indre-et-Loire                   | Centro-Valle de Loira                          | Bajo Loira         |                    |
| —     | —     |                        |                        | Río Petite Creuse      | Río Petite Creuse      | Río Petite Creuse      |                                   | Creuse            | 95            |              |               |                                                                 | Indre-et-Loire                   | Centro-Valle de Loira                          | Bajo Loira         |                    |
| —     | —     |                        |                        | Río Claise             | Río Claise             | Río Claise             |                                   | Creuse            | 87            |              |               |                                                                 | Indre-et-Loire                   | Centro-Valle de Loira                          | Bajo Loira         |                    |
| —     | —     |                        |                        | Río Bouzanne           | Río Bouzanne           | Río Bouzanne           |                                   | Creuse            | 84            |              |               |                                                                 | Indre-et-Loire                   | Centro-Valle de Loira                          | Bajo Loira         |                    |
| —     | —     |                        | Río Clain              | Río Clain              | Río Clain              | Río Clain              |                                   | Vienne            | 144           |              |               |                                                                 | Indre-et-Loire                   | Centro-Valle de Loira                          | Bajo Loira         |                    |
| —     | —     |                        |                        | Río Auxances           | Río Auxances           | Río Auxances           |                                   | Clain             | 76            |              |               |                                                                 | Indre-et-Loire                   | Centro-Valle de Loira                          | Bajo Loira         |                    |
| —     | —     |                        |                        | Río Clouère            | Río Clouère            | Río Clouère            |                                   | Clain             | 76            |              |               |                                                                 | Indre-et-Loire                   | Centro-Valle de Loira                          | Bajo Loira         |                    |
| —     | —     |                        |                        | Río Vonne              | Río Vonne              | Río Vonne              |                                   | Clain             | 73            |              |               |                                                                 | Indre-et-Loire                   | Centro-Valle de Loira                          | Bajo Loira         |                    |
| —     | —     |                        | Río Taurion            | Río Taurion            | Río Taurion            | Río Taurion            |                                   | Vienne            | 107           | 1030         | 18,9          | Creuse y de la Haute-Vienne                                     | Indre-et-Loire                   | Centro-Valle de Loira                          | Bajo Loira         |                    |
| I     | —     | Río Thouet             | Río Thouet             | Río Thouet             | Río Thouet             | Río Thouet             | Saumur                            | Loira             | 142           | 3396         | 17            | Deux-Sèvres y Maine y Loira                                     | Maine-et-Loire                   | Países del Loira                               | Bajo Loira         |                    |
| —     | —     |                        | Río Dive               | Río Dive               | Río Dive               | Río Dive               |                                   | Thouet            | 75            |              |               |                                                                 | Maine-et-Loire                   | Países del Loira                               | Bajo Loira         |                    |
| —     | —     |                        | Río Argenton           | Río Argenton           | Río Argenton           | Río Argenton           |                                   | Thouet            | 71            |              |               |                                                                 | Maine-et-Loire                   | Países del Loira                               | Bajo Loira         |                    |
| —     | D     | Río Authion            | Río Authion            | Río Authion            | Río Authion            | Río Authion            | Cerca de Sainte-Gemmes-sur-Loire  | Loira             | 85            | 1400         |               | Indre y Loira y Maine y Loira                                   | Maine-et-Loire                   | Países del Loira                               | Bajo Loira         |                    |
| —     | D     | Río Maine              | Río Maine              | Río Maine              | Río Maine              | Río Maine              | Cerca de Angers                   | Loira             | 12            |              |               |                                                                 | Maine-et-Loire                   | Países del Loira                               | Bajo Loira         |                    |
| —     | —     |                        | Río Sarthe             | Río Sarthe             | Río Sarthe             | Río Sarthe             |                                   | Maine             | 313           |              |               | Orne, Sarthe, Maine-et-Loire y Mayenne                          | Maine-et-Loire                   | Países del Loira                               | Bajo Loira         |                    |
| —     | —     |                        |                        | Río Loir               | Río Loir               | Río Loir               |                                   | Sarthe            | 317           |              |               | Eure y Loir, Loir y Cher, Sarthe y Maine y Loira                | Maine-et-Loire                   | Países del Loira                               | Bajo Loira         |                    |
| —     | —     |                        |                        |                        | Río Braye              | Río Braye              |                                   | Loir              | 72            |              |               |                                                                 | Maine-et-Loire                   | Países del Loira                               | Bajo Loira         |                    |
| —     | —     |                        |                        | Río Huisne             | Río Huisne             | Río Huisne             |                                   | Sarthe            | 161           |              |               |                                                                 | Maine-et-Loire                   | Países del Loira                               | Bajo Loira         |                    |
| —     | —     |                        |                        |                        | Río Vègre              | Río Vègre              |                                   | Sarthe            | 83            |              |               |                                                                 | Maine-et-Loire                   | Países del Loira                               | Bajo Loira         |                    |
| —     | —     |                        |                        |                        | Río Erve               | Río Erve               |                                   | Sarthe            | 71            |              |               |                                                                 | Maine-et-Loire                   | Países del Loira                               | Bajo Loira         |                    |
| —     | —     |                        | Río Mayenne            | Río Mayenne            | Río Mayenne            | Río Mayenne            |                                   | Maine             | 200           |              |               | Orne, Mayenne y Maine-et-Loire                                  | Maine-et-Loire                   | Países del Loira                               | Bajo Loira         |                    |
| —     | —     |                        |                        | Río Oudon              | Río Oudon              | Río Oudon              |                                   | Mayenne           | 103           |              |               |                                                                 | Maine-et-Loire                   | Países del Loira                               | Bajo Loira         |                    |
| I     | —     | Río Aubance            | Río Aubance            | Río Aubance            | Río Aubance            | Río Aubance            |                                   | Loira             | 35,7          | 205          | 0,65          | Maine y Loira                                                   | Maine-et-Loire                   | Países del Loira                               | Bajo Loira         |                    |
| I     | —     | Río Layon              | Río Layon              | Río Layon              | Río Layon              | Río Layon              | Chalonnes-sur-Loire               | Loira             | 90            | 950          | 4,05          | Deux-Sèvres y Maine y Loire                                     | Maine-et-Loire                   | Países del Loira                               | Bajo Loira         |                    |
| —     | D     | Río Auxence-Romme      | Río Auxence-Romme      | Río Auxence-Romme      | Río Auxence-Romme      | Río Auxence-Romme      |                                   | Loira             | 23            |              |               |                                                                 | Maine-et-Loire                   | Países del Loira                               | Bajo Loira         |                    |
| —     | D     | Río Boire de Champtocé | Río Boire de Champtocé | Río Boire de Champtocé | Río Boire de Champtocé | Río Boire de Champtocé |                                   | Loira             |               |              |               |                                                                 | Maine-et-Loire                   | Países del Loira                               | Bajo Loira         |                    |
| I     | —     | Río Thau               | Río Thau               | Río Thau               | Río Thau               | Río Thau               |                                   | Loira             | 13            |              |               |                                                                 | Maine-et-Loire                   | Países del Loira                               | Bajo Loira         |                    |
| I     | —     | Río Èvre               | Río Èvre               | Río Èvre               | Río Èvre               | Río Èvre               | Cerca de Saint-Florent-le-Vieil   | Loira             | 92            | 573          | 3,38          | Maine y Loira                                                   | Maine-et-Loire / Loira Atlántico | Países del Loira                               | Bajo Loira         |                    |
| —     | D     | Río Boire Torse        | Río Boire Torse        | Río Boire Torse        | Río Boire Torse        | Río Boire Torse        |                                   | Loira             | 23,5          |              |               |                                                                 | Maine-et-Loire / Loira Atlántico | Países del Loira                               | Bajo Loira         |                    |
| —     | D     | Río Hâvre              | Río Hâvre              | Río Hâvre              | Río Hâvre              | Río Hâvre              |                                   | Loira             | 28            |              |               |                                                                 | Maine-et-Loire / Loira Atlántico | Países del Loira                               | Bajo Loira         |                    |
| I     | —     | Río Divatte            | Río Divatte            | Río Divatte            | Río Divatte            | Río Divatte            |                                   | Loira             | 28            | 105          | 0,57          | Maine y Loira y Loira Atlántico                                 | Maine-et-Loire / Loira Atlántico | Países del Loira                               | Bajo Loira         |                    |
| I     | —     | Río Goulaine           | Río Goulaine           | Río Goulaine           | Río Goulaine           | Río Goulaine           |                                   | Loira             | 23,9          |              |               |                                                                 | Maine-et-Loire / Loira Atlántico | Países del Loira                               | Bajo Loira         |                    |
| —     | D     | Río Erdre              | Río Erdre              | Río Erdre              | Río Erdre              | Río Erdre              | Nantes                            | Loira             | 92            |              |               | Loira Atlántico                                                 | Maine-et-Loire / Loira Atlántico | Países del Loira                               | Bajo Loira         |                    |
| I     | —     | Río Sèvre nantaise     | Río Sèvre nantaise     | Río Sèvre nantaise     | Río Sèvre nantaise     | Río Sèvre nantaise     | Nantes                            | Loira             | 125           |              |               |                                                                 | Loira Atlántico                  | Países del Loira                               | Bajo Loira         |                    |
| —     | D     | Río Chézine            | Río Chézine            | Río Chézine            | Río Chézine            | Río Chézine            |                                   | Loira             | 21            |              |               |                                                                 | Loira Atlántico                  | Países del Loira                               | Bajo Loira         |                    |
| I     | —     | Río Acheneau           | Río Acheneau           | Río Acheneau           | Río Acheneau           | Río Acheneau           | Rouans                            | Loira             | 40            |              |               |                                                                 | Loira Atlántico                  | Países del Loira                               | Bajo Loira         |                    |
| —     | D     | Río Brivet             | Río Brivet             | Río Brivet             | Río Brivet             | Río Brivet             |                                   | Loira             | 35            |              |               |                                                                 | Loira Atlántico                  | Países del Loira                               | Bajo Loira         |                    |
| I     | —     | Río Ardoux             | Río Ardoux             | Río Ardoux             | Río Ardoux             | Río Ardoux             |                                   | Loira             | 41,7          |              |               |                                                                 | Loira Atlántico                  | Países del Loira                               | Bajo Loira         |                    |